# Marennes (Charente-Maritime)
Pour la commune du Rhône, voir Marennes (Rhône).
Pour les articles homonymes, voir Marennes.
Marennes (prononcé [ma.ʁɛn]) est une ancienne commune de l'Ouest de la France, située dans le département de la Charente-Maritime en région Nouvelle-Aquitaine. Ses habitants sont appelés les Marennais et les Marennaises. Le 1er janvier 2019, elle fusionne avec Hiers-Brouage pour former la commune nouvelle de Marennes-Hiers-Brouage.
Établie sur la rive droite de l'estuaire de la Seudre, face à la ville voisine de La Tremblade à laquelle elle est reliée par le pont de la Seudre depuis 1972, cette cité d'un peu moins de 6 000 habitants est dominée par la monumentale flèche de son église, la plus élevée de la Charente-Maritime et emblème majeur de la cité. Principal pôle économique entre Royan, Rochefort et l'île d'Oléron, au sein du Pays de Marennes-Oléron, Marennes est aujourd'hui un centre administratif actif — malgré la perte de son rôle de sous-préfecture, la ville a pu conserver un certain nombre d'administrations d’État — et une ville commerçante au cœur du bassin ostréicole de Marennes-Oléron qui est l'un des plus importants d'Europe. De fait, Marennes fait partie de l'une des principales agglomérations urbaines du bassin de Marennes-Oléron.
Marennes est une ville touristique dont les attractions principales sont la Cité de l'Huître, le château de La Gataudière et l'église Saint-Pierre dont le célèbre clocher gothique servant d'amer domine toute sa région du haut de ses 85 mètres. C'est enfin un site balnéaire avec son quartier de Marennes-Plage aménagé le long d'une plage artificielle et qui s'ouvre sur le pertuis de Maumusson, face à l'île d'Oléron et la presqu'île d'Arvert. Depuis 2015, la ville a été choisie comme siège du Parc naturel marin des pertuis charentais et de l'estuaire de la Gironde.
Historiquement, Marennes fut longtemps l'une des villes les plus prospères de la Saintonge; elle devait cette fortune à sa situation géographique au cœur des marais salants, en un temps où le sel était l'une des denrées les plus recherchées et une grande source de richesse. Aujourd’hui, elle doit sa renommée à la production des huîtres dites « vertes ». La ville est devenue un des principaux centres d'affinage et de commercialisation du bassin de Marennes-Oléron et son port ostréicole, le port de La Cayenne, est l'un des plus actifs du bassin.
Ville chargée d'histoire, dotée de quelques monuments emblématiques et d'hôtels particuliers, elle abrita le siège d'une amirauté dès 1645 ainsi que le siège d'une sous-préfecture jusqu'en 1926.

## Géographie

Position de Marennes en Charente-Maritime.

### Situation géographique

#### Données générales
Marennes est avant tout une commune littorale, située au sud-ouest du département de la Charente-Maritime, dans l'ancienne province de la Saintonge.
Proche de la côte Atlantique, la ville s'est développée sur la rive droite de l'estuaire de la Seudre, à son embouchure, et tire une partie de sa notoriété de son bassin ostréicole : le bassin de Marennes-Oléron.
Sur un plan plus général, Marennes est située dans la partie sud-ouest de la France, au centre de l'arc atlantique, faisant partie du « midi atlantique ».

#### Localisation
Trois communes sont limitrophes de Marennes, quatre en faisant abstraction de l'estuaire de la Seudre.
La commune de Marennes jouxte dans sa partie occidentale celle de Bourcefranc-le-Chapus, qui a été érigée en commune en 1908, après avoir été une dépendance territoriale de Marennes. Cependant, du fait de la poussée urbaine des deux communes, les deux villes forment aujourd'hui une unité urbaine qui les classe au sixième rang des agglomérations urbaines de la Charente-Maritime avec une population de 8 626 habitants.
Au nord, le territoire communal est mitoyen de la commune de Hiers-Brouage, dans laquelle se situe la célèbre cité fortifiée de Brouage, devenue un haut lieu touristique de la Charente-Maritime. Le canal de Mérignac sert de délimitation administrative entre les deux communes.
Au sud-est, se situe la commune de Saint-Just-Luzac, bordée par la Seudre, sur sa rive droite.
Enfin, au sud, sur la rive gauche de l'estuaire de la Seudre, se situe la commune de La Tremblade, dans laquelle se trouve l'annexe balnéaire de Ronce-les-Bains. Le pont de la Seudre relie les deux agglomérations depuis 1972.
Du fait de sa situation géographique remarquable, elle a de tout temps été au centre d'un carrefour de communications et d'échanges qui sont à l'origine de son développement urbain.

### Un carrefour routier notable
La ville est un important carrefour routier, située sur des axes secondaires du réseau départemental, mais néanmoins très fréquentés. Cinq routes départementales la relient directement aux villes de Rochefort (27 km), Saintes (41 km), Royan (30 km), La Tremblade (10 km) et à l'ile d'Oléron (6 km).

Localisation de Marennes au bord de la Seudre (image satellite SPOT)

Tout d'abord, Marennes est située sur un axe routier important, la route départementale D 728. Cette route relie directement Saintes, ancienne capitale de la Saintonge et aujourd'hui deuxième ville du département, à l'agglomération marennaise.
Marennes est reliée à La Tremblade par la route départementale D 728 E qui prolonge la D 728, en franchissant l'estuaire de la Seudre, par le pont de la Seudre depuis 1972. Cette voie d'accès, qui contourne le centre-ville de Marennes à l'ouest, dessert également le quartier balnéaire de Marennes-Plage.
Le second grand axe routier qui traverse la commune d'est en ouest est la route départementale D 26, laquelle prolonge à l'ouest la D 728. C'est une route particulièrement fréquentée puisqu'elle constitue l'unique accès à l'île d'Oléron. Érigée en rocade urbaine, qui contourne le nord de la ville, cette route traverse la petite ville de Bourcefranc-le-Chapus d'est en ouest, où elle est bordée par une zone commerciale bien équipée et le lycée maritime régional, avant d'aboutir au pont de l'île d'Oléron, construit en 1966.
Le troisième grand axe routier est celui qui relie Marennes à Rochefort, via Saint-Agnant, par la route départementale D 733. La jonction avec cette route importante en Charente-Maritime se fait avec la D 123 qui va de Marennes à Saint-Agnant. C'est près de cette petite ville que se trouve l'aéroport de Rochefort-Saint-Agnant. Ce dernier est appelé à jouer un rôle départemental de premier plan dans un proche avenir.
La route départementale D3 est un itinéraire touristique très fréquenté. Il traverse le village du Breuil (écart de la commune de Marennes) avant de rejoindre les villages de Hiers et de Brouage, site historique majeur de la région.
Enfin, elle est reliée à Royan, via Saujon, par la route départementale D 131, puis par la D 733.

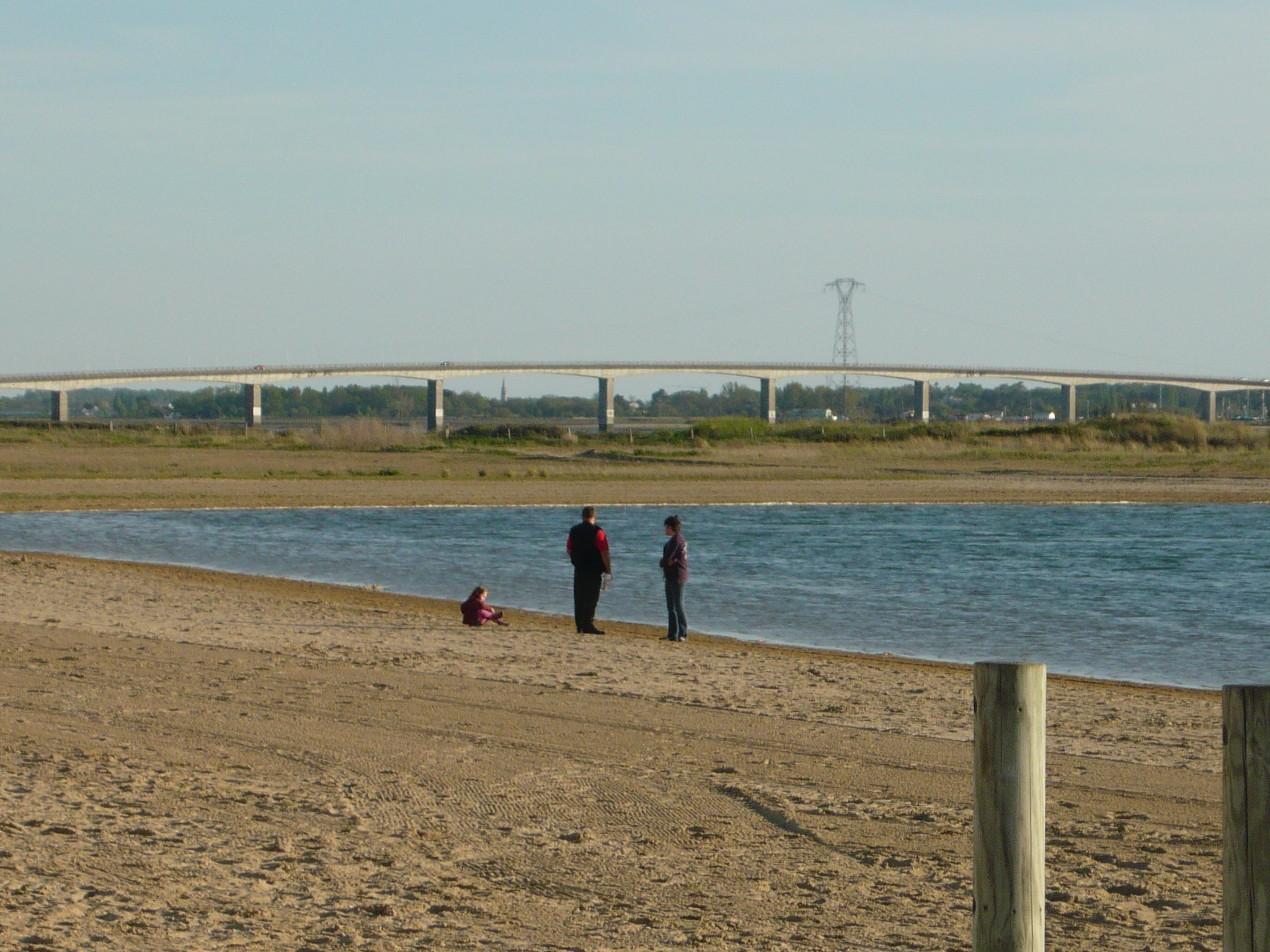
Le viaduc de la Seudre est visible depuis la plage de Marennes.

Depuis l'édification des deux ponts-viaducs d'Oléron en 1966 et de la Seudre en 1972, une rocade urbaine contourne la ville au nord et à l'ouest depuis les années 1970, permettant  de mettre fin aux interminables embouteillages en centre-ville. La ville enregistre cependant d'importants trafics automobiles venant de Rochefort, de Saintes, de la rive gauche de la Seudre et de l'île d'Oléron, qui en font l'un des carrefours routiers secondaires les plus fréquentés de la Charente-Maritime. Avec un nombre moyen annuel de 16 550 véhicules par jour, Marennes figure sur l'un des axes routiers les plus chargés de la Charente-Maritime.
Un petit aérodrome d'usage restreint et à vocation de loisirs, l'aérodrome de Marennes, est situé sur la  route de Rochefort au lieu-dit Le Bournet, à 1 km à l'est de la ville ; il accueille quelques avions de tourisme et sert également de base ULM.

### Le cadre géographique

#### Site, géologie et paysages naturels
Le territoire géographique de Marennes est bordé sur ses limites septentrionales et méridionales par d'importants espaces de marais, issus de deux anciens golfes marins, lesquels ont été progressivement comblés au fil des siècles. L'habitat est implanté majoritairement au centre de la commune, sur les parties les plus élevées de l'ancienne presqu'île, en retrait du rivage estuarien et des marais environnants.

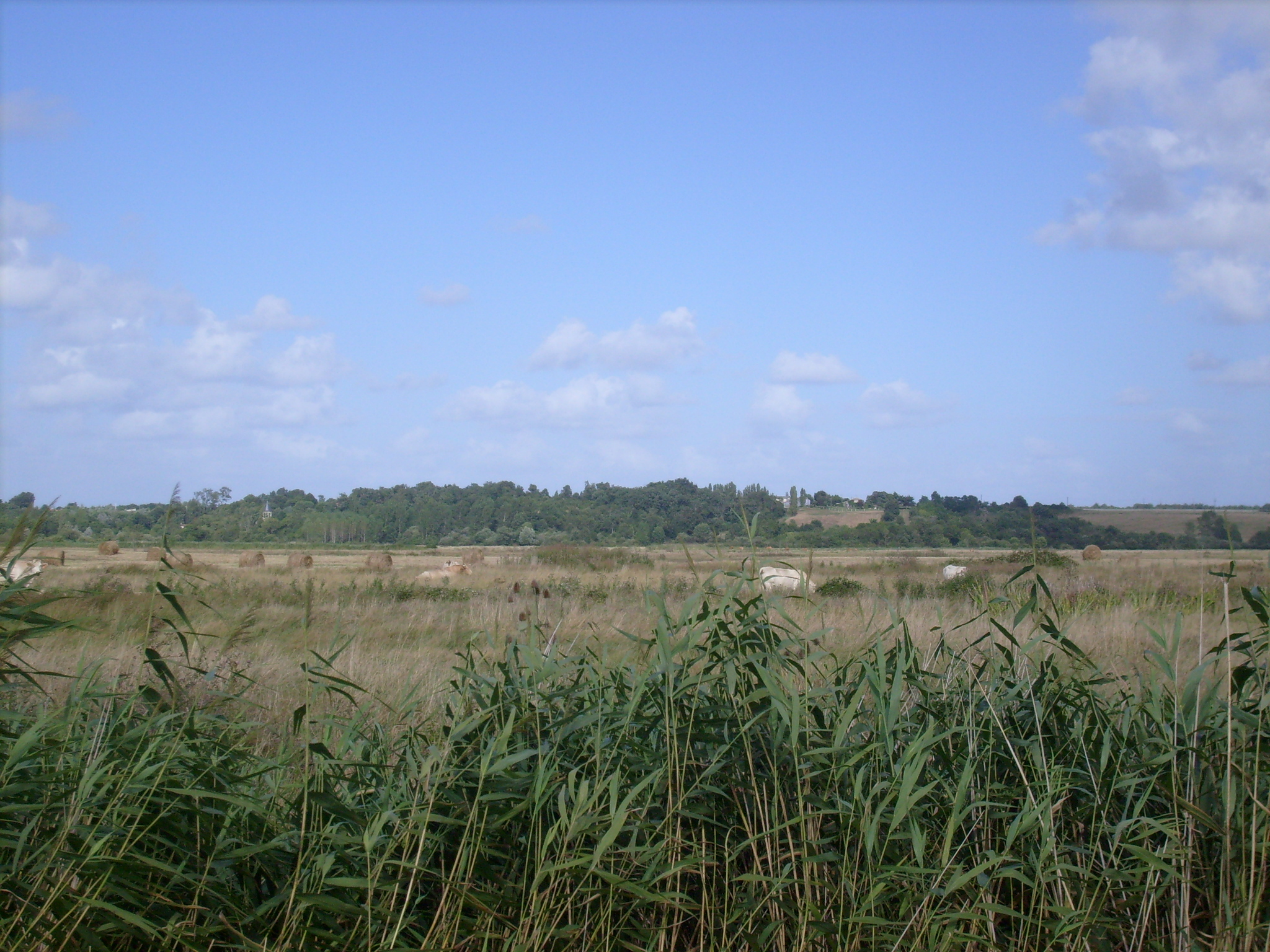
Les marais gâts, paysage typique du pays de Marennes

Au nord, se situe le Marais de Brouage qui correspond à l'ancien Golfe de Broue ou de Brouage, parfois appelé Golfe de Saintonge. Par suite de l'accumulation d'alluvions d'origine fluviatile et marine, celui-ci a été peu à peu comblé et est devenu une vaste étendue marécageuse qui a été asséchée pendant le mandat de Le Terme, sous-préfet de Marennes de 1818 à 1837. Ce vaste marais se caractérise par une faune et une flore remarquablement diversifiées qui lui ont permis d'être classé  « Grand site national de France », où de nombreux sentiers de promenade ont été aménagés, et des postes d'observation de la vie sauvage y ont été installés.
Au nord-ouest de la commune s'étend une petite zone boisée, héritage de l'ancienne forêt de La Gataudière. Celle-ci était jadis bien plus étendue, appartenant alors à l'antique forêt de Baconnais aujourd'hui entièrement disparue, et sa présence est attestée par la toponymie de plusieurs lieux-dits, Le Breuil, une ancienne réserve forestière seigneuriale, Touchelonge, une ancienne forêt toute en longueur, La Chaînade, une ancienne chênaie, La Touche, une ancienne forêt.

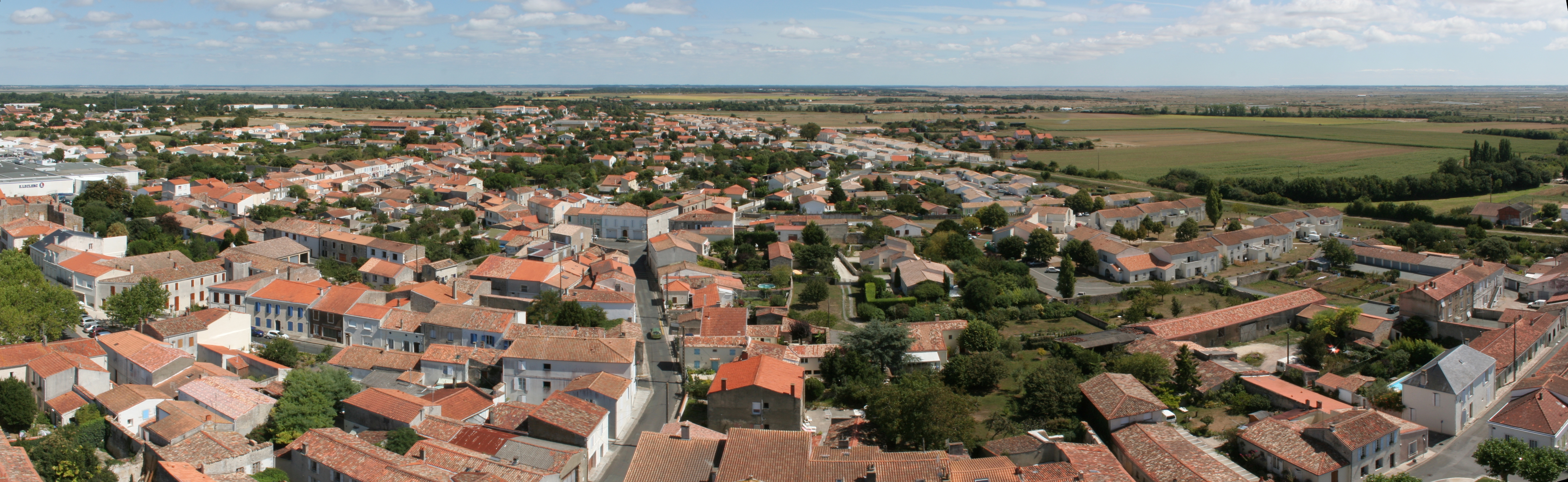
Vue panoramique de Marennes en direction de l'est où s'étendent à perte de vue les vastes étendues du marais de Brouage.

Au centre et à l'est de ce vaste finage d'une étendue de 2 009 hectares se situe la ville même de Marennes. La cité est bâtie sur un socle calcaire, issu du Crétacé, sur une légère éminence de 12 mètres de hauteur où se trouve entre autres édifices l'hôtel de ville. Les parties urbanisées sont généralement situées à une hauteur comprise entre 10 et 12 mètres dans le centre historique et les vieux quartiers d'entrée de ville à l'est et bordés par le canal de la Bridoire (Quartiers de La Marquina et de Bonsonge), mais ils sont situés sur des terrains plus élevés au nord et au nord-est, généralement entre 16 et 18 mètres, que délimite la rocade de contournement urbaine (Quartier du Four à chaux, Zone commerciale des Grossines). À l'ouest et au nord-ouest du noyau urbain, l'altimétrie moyenne s'élève autour de 13 mètres. Il s'agit en fait de la partie de l'ancienne presqu'île calcaire, éloignée du rivage de la mer, qui y a favorisé de bonne heure la formation des anciens villages de La Boirie, de La Chainade et de Nodes. Aujourd'hui, ces noyaux villageois soudés par une urbanisation linéaire et récente assurent la continuité urbaine avec la petite ville voisine de Bourcefranc-le-Chapus. Cet étalement de l'habitat urbain s'est fait de préférence le long de l'ancienne route départementale, relayée depuis les années 1970 par la rocade urbaine qui se prolonge vers le pont de l'île d'Oléron.
Le point culminant de la commune se situe au nord de la ville, dans le quartier du Breuil au-delà de la rocade de contournement urbaine. Il est juché à 21 mètres de hauteur en un site autrefois occupé par un ancien moulin à vent dont il ne reste aujourd'hui que le toponyme, le Moulin du Breuil.
À l'inverse, les parties les plus basses de la commune sont celles qui sont situées au nord et au sud. Elles occupent la plus grande part du finage communal de Marennes, environ les deux tiers.
Celles qui sont placées au nord correspondent aux dernières limites du marais de Brouage et se signalent par un dénivelé assez net qui rappellent l'ancien rivage du Golfe santonique. L'altimétrie moyenne de cette partie du marais aujourd'hui desséché est d'environ 3 mètres de hauteur mais elle n'est pas la plus basse de la commune. En effet, c'est au sud de Marennes qu'elle se situe.

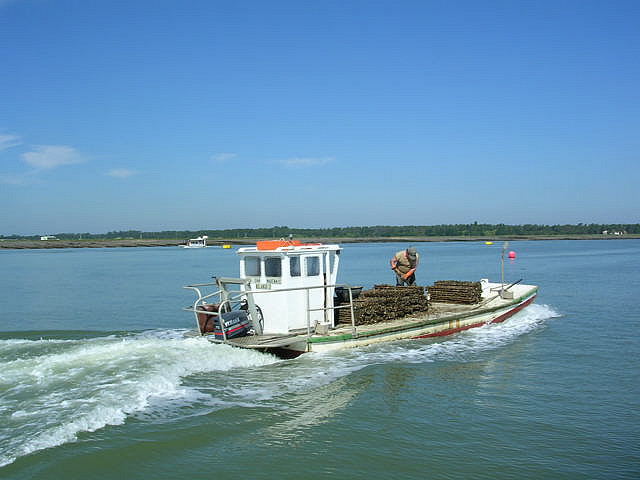
Un bateau ostréicole, appelé localement plate sur l'estuaire de la Seudre au large de Marennes.

La partie méridionale qui correspond à des terrains submersibles est longée par la vaste embouchure de la Seudre. Ces étendues littorales, qui sont destinées aux parcs à huitres et qui étaient d'anciens marais salants, sont situées à environ 2 km du centre-ville à vol d'oiseau. L'altimétrie moyenne varie entre 0 et 4 mètres et de nombreux canaux, chenaux et ruissons strient en tous sens le marais côtier jouant un rôle fondamental dans l'économie ostréicole par l'apport des eaux douces et des eaux salées pour l'alimentation des huîtres.
C'est aussi dans cette partie que s'est développé le quartier de Marennes-Plage. Ce dernier est protégé par un cordon dunaire qui rehausse cette fragile portion du littoral à 4 mètres de hauteur et dont la formation naturelle provient de l'accumulation des sédiments du fleuve, appelés localement bri.
Ici plus qu'ailleurs dans la commune, la présence de la vaste embouchure de la Seudre rappelle que Marennes est avant tout une commune littorale et doit faire face à toutes les contraintes issues de son milieu maritime et estuarien.

#### Hydrographie
Avant tout, Marennes est une ville fluviale située sur la rive droite de l'estuaire de la Seudre, face à son embouchure.

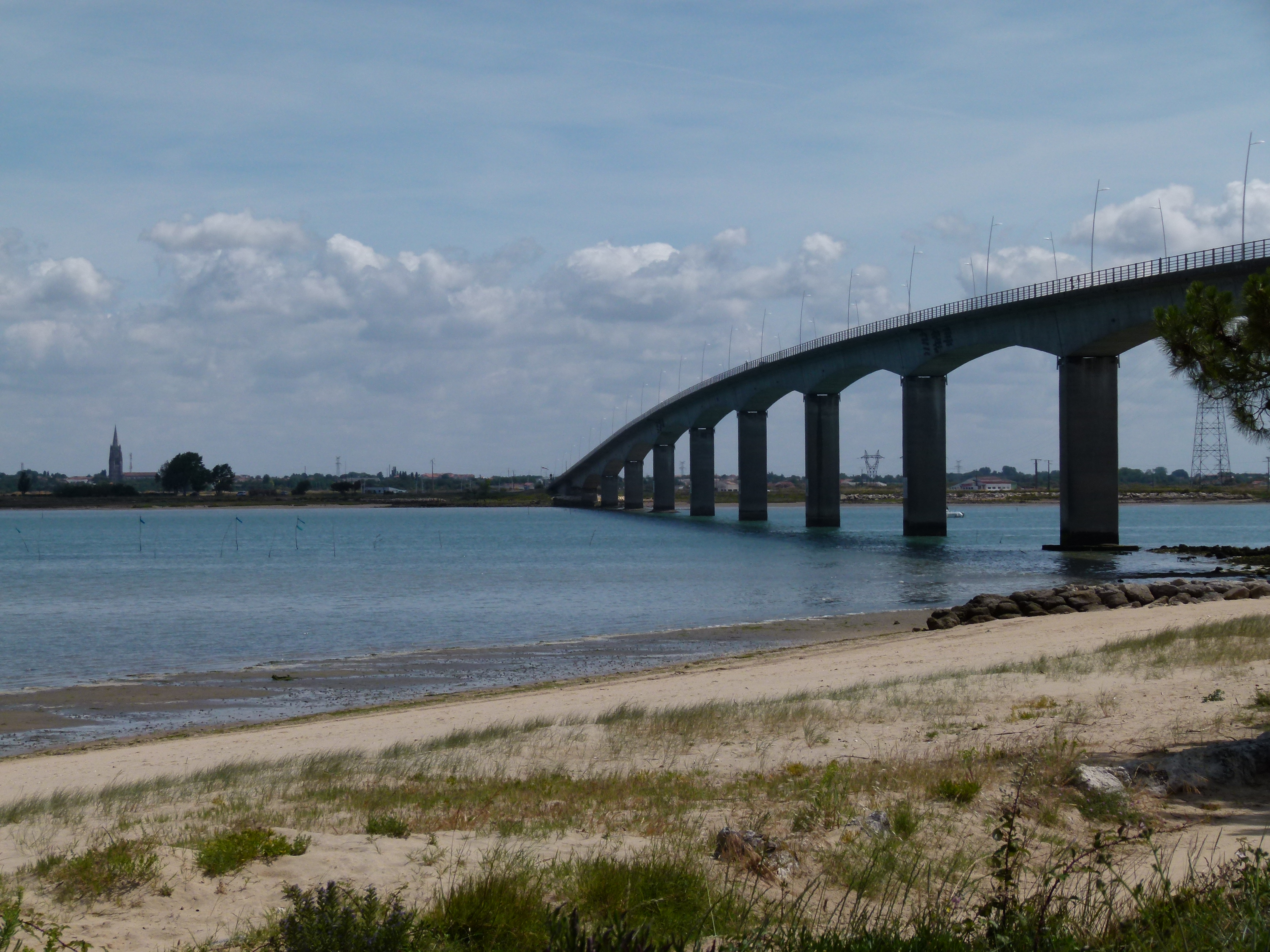
Marennes occupe la rive droite de l'estuaire de la Seudre qui est enjambé par un viaduc depuis 1972.

Si la cité est édifiée sur un site calcaire en retrait du fleuve, elle est entourée de grandes étendues de marais desséchés, que signale la présence de tout un réseau serré de chenaux et de canaux qui strient de part et d'autre son territoire communal. Ces différents collecteurs servent à drainer le marais de Marennes, partie intégrante du vaste marais de Brouage.
Au sud de la ville, le chenal du Lindron et le chenal de La Cayenne, qui sont les deux principaux chenaux de Marennes, se jettent dans la Seudre, alimentant les parcs ostréicoles en eaux douces par le jeu des écluses. Le chenal de La Cayenne, appelé également chenal de Marennes, est le plus important des deux avec une longueur totale de quatre kilomètres et également le plus long des chenaux de tout le bassin de Marennes-Oléron. Il fut canalisé à la fin du XVe siècle pour permettre l'expédition du sel produit dans les salines autour de la ville. À son extrémité nord, aux portes du centre-ville, un bassin à flot a été aménagé et accueille aujourd'hui des bateaux de plaisance. Le chenal est utilisé par les ostréiculteurs qui circulent sur des bateaux ostréicoles ayant le nom local de « plates ». Les bateaux de plaisance l'empruntent également.

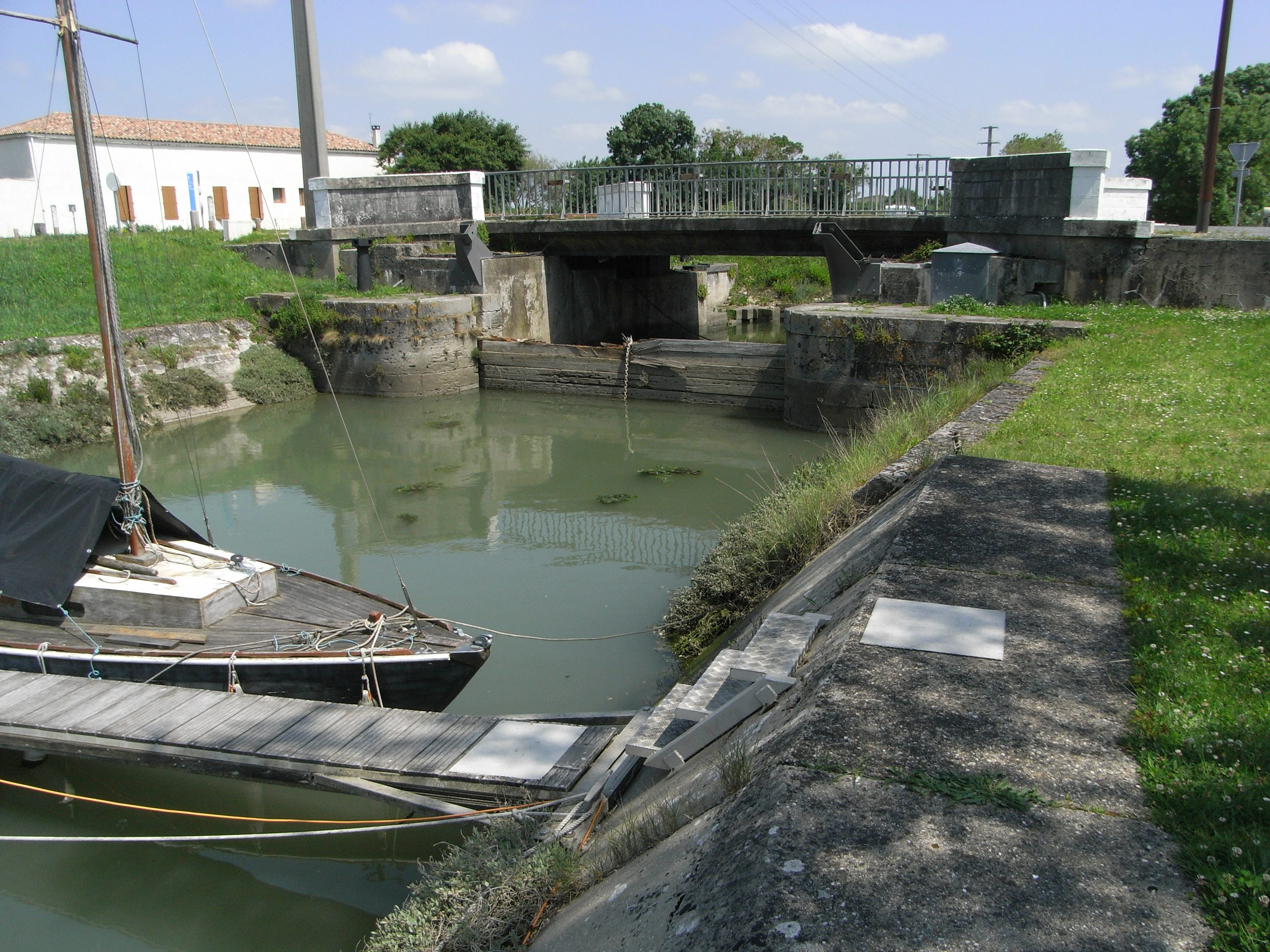
Le canal de la Charente à la Seudre enserre Marennes à l'est et au sud-est de la ville et rejoint le chenal de La Cayenne.

À l'est et au sud-est, la ville est enserrée par le canal de la Charente à la Seudre, appelé localement canal de la Bridoire. Il rejoint le Chenal de La Cayenne au site de confluence du Petit-Port-des-Seynes, au sud de la ville et de son bassin à flot qui abrite un  port de plaisance pouvant recevoir 300 bateaux de plaisance à moteur ou à voile. Ce canal de jonction est un très important collecteur de 24 km, qui est à l'origine du désenclavement de Marennes avant l'arrivée du chemin de fer en 1889. Le canal fut mis en service en 1862 et put recevoir des bateaux de transport de marchandises de style gabarre qui naviguaient jusqu'à Tonnay-Charente. Il a été déclassé en 1926. Aujourd'hui, il est utilisé à des fins touristiques et de loisirs.
Au nord de Marennes et limitrophes de la commune de Hiers-Brouage se trouvent de petits chenaux tous tributaires du canal de Mérignac, appelé autrefois chenal de l'Épine, qui sert également de délimitation administrative entre ces deux communes. Le canal de Mérignac d'une longueur totale de douze kilomètres, remarquablement rectiligne dans sa réalisation, croise le canal de la Charente à la Seudre au nord-est de la ville, près de l'aérodrome du Bournet.

#### Climat
Le climat est de type océanique aquitain se caractérisant par une pluviométrie relativement élevée en automne et en hiver et par des hivers le plus souvent doux. L'été reste tempéré grâce à la brise marine. Deux vents venant de l'océan Atlantique, le noroît et le suroît, soufflent sur les côtes du département. L'ensoleillement de la côte charentaise est très important avec une moyenne annuelle de 2 250 heures, étant comparable à celui que connaît une partie de la côte méditerranéenne.
Les relevés de la station météorologique de La Rochelle entre 1946 et 2000 permettent de déterminer quelques dates majeures au point de vue climatique en Charente-Maritime. Ainsi, au cours de cette période, la température la plus froide est relevée le 15 février 1956 avec −13,6 °C. 
Un pic de température (dépassé seulement au cours de la canicule de 2003) est atteint le 8 juillet 1982 avec près de 39 °C à l'ombre. 
Si 1953 est considérée comme l'année la plus sèche, 2000 est au contraire la plus pluvieuse.
La Charente-Maritime est le département français le plus durement touché par la tempête Martin du 27 décembre 1999. Les records nationaux de vents enregistrés sont atteints avec 198 km/h sur l'île d'Oléron et 194 km/h à Royan. D'importants dégâts matériels sont relevés dans la commune (chute d'arbres, toitures arrachées, réseaux électriques et téléphoniques endommagés, infrastructures routières coupées).
Un an après le passage de la tempête Klaus (janvier 2009), la commune est touchée par la tempête Xynthia (février 2010). Des rafales de vent atteignant les 137 km/h balaient le littoral, causant quelques dégâts matériels en centre-ville. D'importantes inondations frappent le port de La Cayenne, où des cabanes ostréicoles et des bateaux sont endommagés par les intempéries. À Marennes-plage, les maisons du front de mer sont également inondées, tant par ruissellement que par remontée des tuyaux d'assainissement. Le réseau routier est perturbé, notamment dans les secteurs marécageux, et des coupures de courants sont relevées dans certains hameaux.
Données générales
| Ville             | Ensoleillement · (h/an) | Pluie · (mm/an) | Neige · (j/an) | Orage · (j/an) | Brouillard · (j/an) |
| ----------------- | ----------------------- | --------------- | -------------- | -------------- | ------------------- |
| Médiane nationale | 1 852                   | 835             | 16             | 25             | 50                  |
| Marennes          | 2 250                   | 755             | 1              | 13             | 26                  |
| Paris             | 1 717                   | 634             | 13             | 20             | 26                  |
| Nice              | 2 760                   | 791             | 1              | 28             | 2                   |
| Strasbourg        | 1 747                   | 636             | 26             | 28             | 69                  |
| Brest             | 1 555                   | 1 230           | 6              | 12             | 78                  |
| Bordeaux          | 2 070                   | 987             | 3              | 32             | 78                  |

| Mois                              | jan. | fév. | mars | avril | mai  | juin | jui. | août | sep. | oct. | nov. | déc. | année |
| --------------------------------- | ---- | ---- | ---- | ----- | ---- | ---- | ---- | ---- | ---- | ---- | ---- | ---- | ----- |
| Température minimale moyenne (°C) | 3,4  | 2,8  | 5,4  | 7,4   | 10,7 | 13,7 | 15,8 | 15,7 | 13,7 | 10,5 | 6,3  | 3,9  | 9,2   |
| Température moyenne (°C)          | 5,9  | 6,9  | 8,7  | 11,1  | 14,3 | 17,5 | 19,8 | 19,6 | 17,8 | 14,2 | 9,4  | 6,6  | 12,7  |
| Température maximale moyenne (°C) | 8,5  | 9,9  | 12,1 | 14,7  | 17,9 | 21,3 | 23,8 | 23,5 | 21,8 | 18   | 12,6 | 9,2  | 16,1  |
| Ensoleillement (h)                | 84   | 111  | 174  | 212   | 239  | 272  | 305  | 277  | 218  | 167  | 107  | 85   | 2 250 |
| Précipitations (mm)               | 82,5 | 66,1 | 57   | 52,7  | 61,1 | 42,9 | 35,1 | 46,4 | 56,5 | 81,6 | 91,8 | 81,8 | 755,3 |

## Population et urbanisation

### Classement démographique
En 2008, Marennes comptait 5 465 habitants, ce qui la classait au 15e rang en Charente-Maritime et parmi les 18 villes de plus de 5 000 habitants dans ce département.
Avec une superficie communale de 2 009 hectares, la densité de population s'élevait à 272 habitants par km2, ce qui en fait l'une des communes les plus densément peuplées de la Charente-Maritime.
En 2008, l’unité urbaine de Marennes qui inclut la ville voisine de Bourcefranc-le-Chapus regroupait 8 812 habitants, ce qui la classait au 6e rang des unités urbaines de la Charente-Maritime, après l'unité urbaine de La Tremblade et juste avant l'unité urbaine de Saint-Jean-d'Angély.
En Poitou-Charentes, son unité urbaine la plaçait au 15e rang régional en 2008.
Son aire urbaine qui correspond aux limites de son unité urbaine la plaçait au 17e rang en Poitou-Charentes en 2008.

### Évolution de la population

#### Une remarque importante
L'évolution démographique de Marennes fait apparaître un important repli entre 1906 et 1911, où la population de la ville fléchit de 6 408 habitants à 4 519 habitants entre ces deux dates, qui apparaît notamment dans le graphique démographique ci-dessous. Cette situation particulière provient du fait que le village de Bourcefranc et quelques hameaux annexes dont Le Chapus se sont émancipés de la commune de Marennes en 1908 pour devenir une commune à part entière.

#### Tableau et histogramme de l'évolution démographique
L'évolution du nombre d'habitants est connue à travers les recensements de la population effectués dans la commune depuis 1793. Pour les communes de moins de 10 000 habitants, une enquête de recensement portant sur toute la population est réalisée tous les cinq ans, les populations de référence des années intermédiaires étant quant à elles estimées par interpolation ou extrapolation. Pour la commune, le premier recensement exhaustif entrant dans le cadre du nouveau dispositif a été réalisé en 2007.

En 2016, la commune comptait 5 647 habitants, en évolution de +0,71 % par rapport à 2010 (Charente-Maritime : +4,04 %, France hors Mayotte : +2,11 %).
| 1793  | 1800  | 1806  | 1821  | 1831  | 1836  | 1841  | 1846  | 1851  |
| ----- | ----- | ----- | ----- | ----- | ----- | ----- | ----- | ----- |
| 4 996 | 4 633 | 4 633 | 4 193 | 4 605 | 4 542 | 4 410 | 4 542 | 4 589 |

| 1856  | 1861  | 1866  | 1872  | 1876  | 1881  | 1886  | 1891  | 1896  |
| ----- | ----- | ----- | ----- | ----- | ----- | ----- | ----- | ----- |
| 4 508 | 4 455 | 4 426 | 4 495 | 4 565 | 4 945 | 4 766 | 5 415 | 6 293 |

| 1901  | 1906  | 1911  | 1921  | 1926  | 1931  | 1936  | 1946  | 1954  |
| ----- | ----- | ----- | ----- | ----- | ----- | ----- | ----- | ----- |
| 6 459 | 6 408 | 4 519 | 3 900 | 4 082 | 4 011 | 3 957 | 3 806 | 3 829 |

| 1962  | 1968  | 1975  | 1982  | 1990  | 1999  | 2006  | 2007  | 2012  |
| ----- | ----- | ----- | ----- | ----- | ----- | ----- | ----- | ----- |
| 4 345 | 4 443 | 4 214 | 4 549 | 4 634 | 4 685 | 5 237 | 5 315 | 5 619 |

| 2016  | - | - | - | - | - | - | - | - |
| ----- | - | - | - | - | - | - | - | - |
| 5 647 | - | - | - | - | - | - | - | - |

### Pyramide des âges
| Hommes | Classe d’âge | Femmes |
| ------ | ------------ | ------ |
| 1,0    | 90 et +      | 2,7    |
| 10,5   | 75-89        | 14,2   |
| 22,2   | 60-74        | 21,4   |
| 20,2   | 45-59        | 19,1   |
| 16,9   | 30-44        | 16,1   |
| 12,6   | 15-29        | 12     |
| 16,5   | 0-14         | 14,5   |

| Hommes | Classe d’âge | Femmes |
| ------ | ------------ | ------ |
| 0,8    | 90 et +      | 2,0    |
| 9,3    | 75-89        | 12,5   |
| 19,1   | 60-74        | 19,7   |
| 20,3   | 45-59        | 20,3   |
| 17,7   | 30-44        | 16,9   |
| 15,8   | 15-29        | 13,8   |
| 17,0   | 0-14         | 14,9   |

### L'urbanisation
La morphologie urbaine de Marennes offre l'aspect d'un centre résidentiel au tissu urbain desserré malgré une densité de population assez élevée et une densification de l'habitat récente.

#### Morphologie urbaine
L'évolution de l'urbanisation de Marennes reste somme toute mesurée et est récente ; la ville n'offrant pas en dehors de son centre les caractéristiques urbaines propres aux grandes ou moyennes villes.

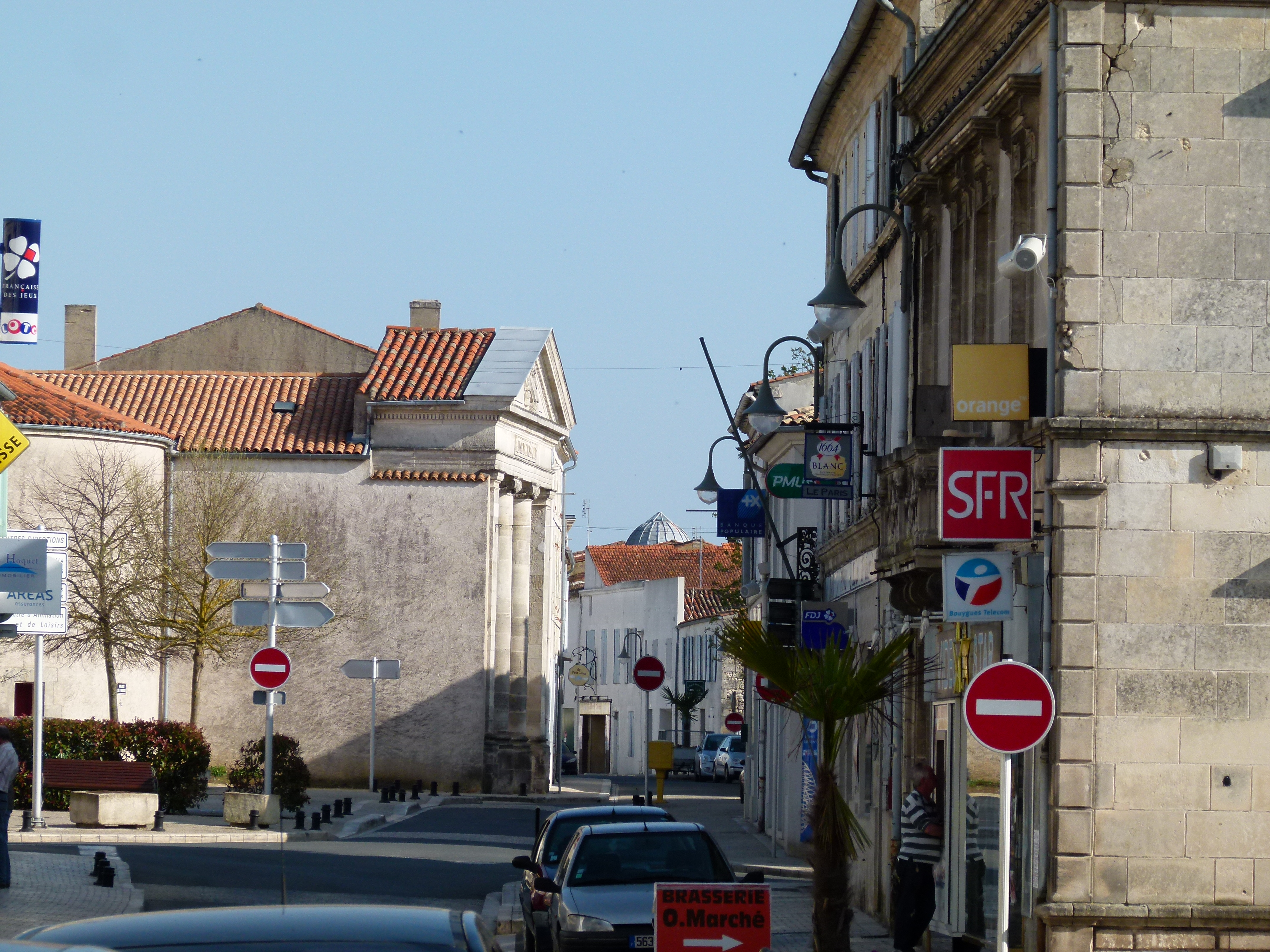
La rue de la République, artère principale de la ville, avec à gauche le temple protestant.

Marennes allie à un cœur authentiquement urbain, mais plutôt ténu, des ensembles résidentiels disparates et assez banals où, aux anciens noyaux villageois, se sont agrégés des cités pavillonnaires récentes.
Cependant, une certaine concentration de l'habitat et des activités économiques peut être observée en raison du milieu géographique plutôt contraignant de Marennes avec d'une part les vastes espaces de marais environnants et d'autre part l'embouchure de la Seudre.
Avec une densité de population de 265 hab/km2 en 2007, Marennes figure parmi les 41 communes de la Charente-Maritime les plus densément peuplées du département. Sa densité de population est trois fois supérieure à la moyenne départementale comme à celle de son canton.

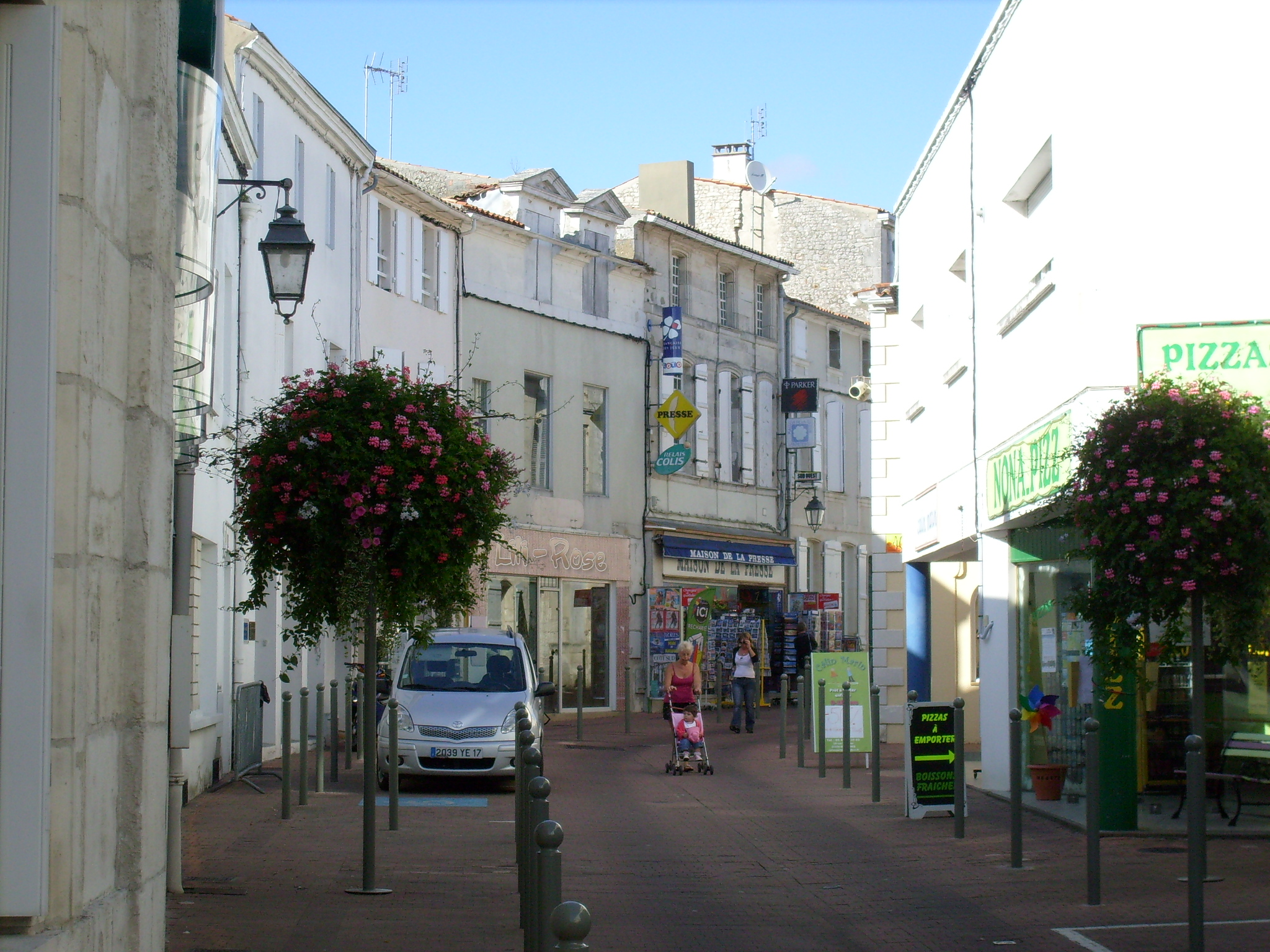
Le cœur historique de Marennes demeure le centre névralgique de la cité depuis lequel la ville s'est étendue.

Ainsi, c'est sur une étroite bande de terrains calcaires que s'est  développée la ville-centre avec son noyau urbain originel centré autour de l'église Saint-Pierre-de-Sales, puis de la place Chasseloup-Laubat. Le noyau urbain, qui demeure à la fois le cœur historique et le centre névralgique de la ville, s'est par la suite fortement étendu vers la fin du XIXe siècle vers l'est, le long de la route de Saintes et en bordure du canal de la Charente à la Seudre. Cette forte poussée urbaine a soudé au centre-ville le nouveau quartier la gare et de l'ancienne caserne. Pendant les années difficiles de l'entre-deux-guerres, l'urbanisation a été stoppée où la ville a connu une véritable léthargie de ses activités et une stagnation démographique. Ce n'est qu'au lendemain de la Seconde Guerre mondiale que Marennes s'est de nouveau développée. L'extension urbaine s'est effectuée vers l'ouest, en direction de la Chaînade, et vers le nord, en direction du Breuil, à la suite de la construction des viaducs d'Oléron et de la Seudre nécessitant le contournement de la ville-centre par une rocade urbaine. Ces deux anciens villages sont maintenant agglomérés au cœur urbain de Marennes. Depuis la fin des années 1980 et surtout depuis le début du nouveau siècle, la ville a progressivement incorporé d'autres villages et domaines de la commune, anciennement agricoles, transformés en cités résidentielles. Aujourd'hui, Marennes est divisée en dix quartiers urbains autour de la ville-centre.

#### Les villages et domaines
En dehors de la ville même de Marennes qui a agrégé un certain nombre d'écarts, la commune comporte six villages et six domaines dont quelques-uns sont déjà des quartiers urbains et d'autres des îlots de la vie rurale.
À l'ouest de Marennes et en limite de la commune, se trouvent les deux anciens noyaux villageois de La Chaînade et de Nodes. En fait, une partie de ces deux villages qui dépendaient autrefois de la commune s'en sont détachés en 1908, afin de constituer la commune de Bourcefranc-le-Chapus. Actuellement, sous la poussée de l'urbanisation, La Chainade est devenue le trait d'union urbain entre les deux villes de Marennes et de Bourcefranc-le-Chapus, formant dès lors une agglomération continue le long de la route D26 qui se prolonge vers le pont de l'île d'Oléron.
Au nord, Le Breuil, composé en fait du Grand Breuil et du Petit Breuil que sépare la route D3 en direction de Hiers-Brouage, forme un quartier urbain de la ville que délimite la rocade de contournement urbaine.
Au cœur des parcs ostréicoles, à l'extrême sud de la commune, se trouve le village de La Cayenne, en bordure du chenal du même nom, appelé également Chenal de Marennes. C'est le site des cabanes colorées et, depuis quelques années, du complexe touristique de la Cité de l'Huître destiné à la découverte de l'ostréiculture du bassin de Marennes-Oléron.

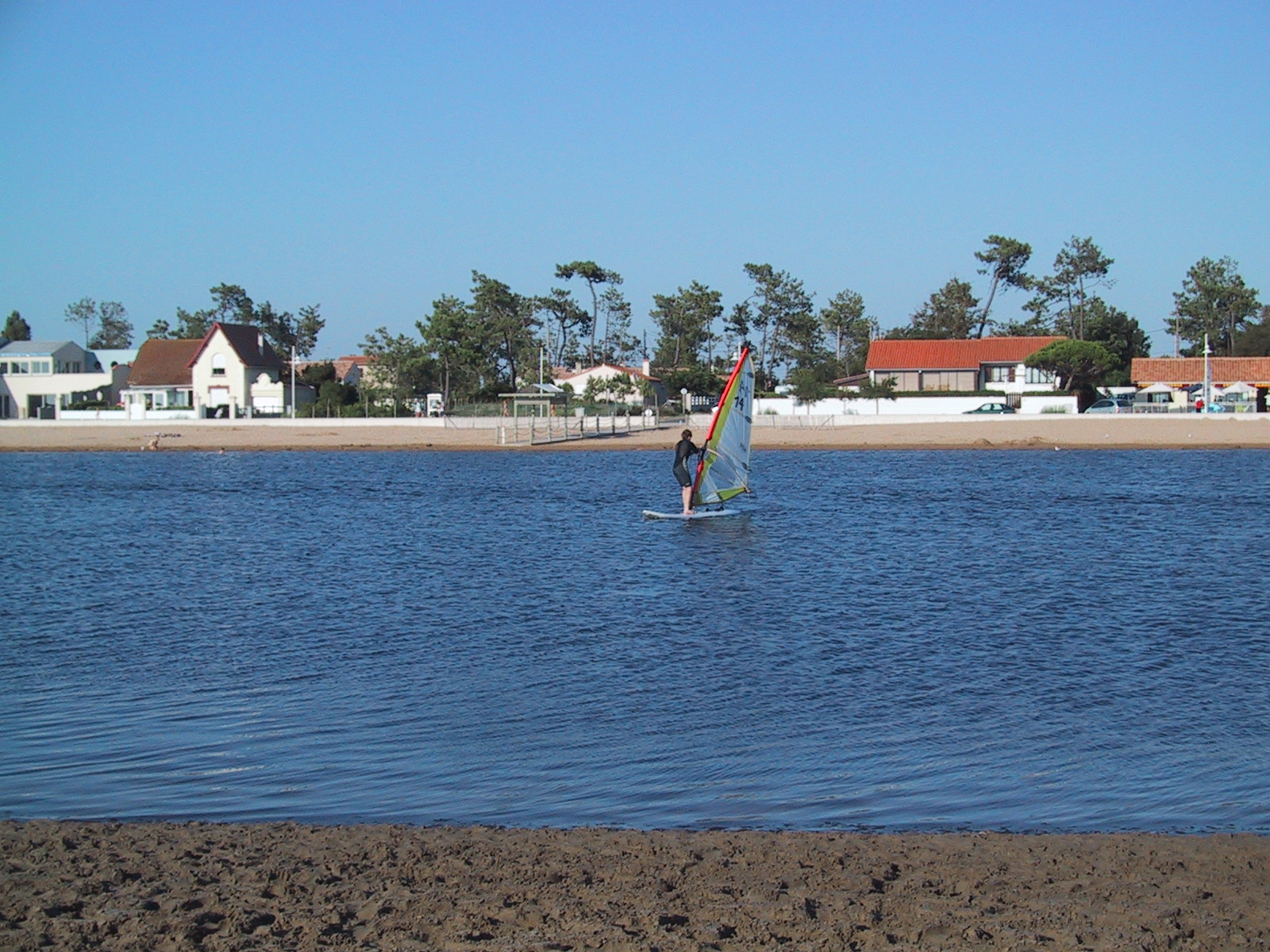
Le quartier balnéaire de Marennes-Plage.

Au sud-est se trouve Le Lindron, que délimite au sud le Canal de la Charente à la Seudre. Il fut pendant longtemps le quartier des ostréiculteurs et des pêcheurs. Il est gagné par l'urbanisation de la ville qui la soude au nouveau quartier résidentiel de Bonsonge tandis que la partie sud-ouest de la commune accueille le quartier balnéaire de Marennes-Plage. Ce dernier est établi en bordure de l'embouchure de la Seudre, face au pertuis de Maumusson et à l'île d'Oléron. Ce nouveau quartier balnéaire avec hôtel, camping, village résidentiel de standing, résidences secondaires et restaurants s'est développé à la fin du XIXe siècle et surtout depuis les années 1980. Il s'étale le long d'une plage de sable fin, créée artificiellement derrière un cordon dunaire.
Par ailleurs, la commune renferme six domaines, plus ou moins urbanisés selon leur proximité de la ville-centre. Ce qui est le cas notamment de La Boirie et du Port des Seynes, ce dernier devant préfigurer le Marennes de demain avec la construction d'un nouveau port de plaisance et de nouvelles résidences.
Les domaines plus isolés ou lieux-dits demeurés à l'écart de l'urbanisation se trouvent tous implantés au nord de la ville-centre, au-delà de la rocade urbaine. Parmi ceux-ci se trouve La Gataudière qui abrite un château célèbre, propriété du prince de Murat de Chasseloup-Laubat.
La Mesnardière au nord-ouest, Les Prades au nord et Touchelonge au nord-est sont encore des îlots de la vie rurale et agricole dans la commune de Marennes mais tendent à être gagnés à leur tour par l'urbanisation.

### Le rajeunissement du parc immobilier
Le parc des logements à Marennes s'est considérablement étoffé depuis 1999 et a du coup connu un réel rajeunissement en même temps que se précise de plus en plus la fonction de villégiature de Marennes, étant située au cœur d'une zone littorale en forte expansion.
Évolution du parc immobilier à Marennes entre 1999 et 2007
|                           | 1999  | 2007  | Évolution |
| ------------------------- | ----- | ----- | --------- |
| Résidences principales    | 2 003 | 2 360 | + 257     |
| Résidences secondaires    | 295   | 669   | + 374     |
| Logements vacants         | 140   | 284   | + 144     |
| Nombre total de logements | 2 438 | 3 313 | + 875     |

Comme l'indique le tableau ci-dessus, le parc immobilier de Marennes s'est fortement accru  entre 1999 et 2007 où 875 logements nouveaux ont été construits, soit une croissance de plus d'un tiers du parc immobilier de la ville (+ 35,9 %).

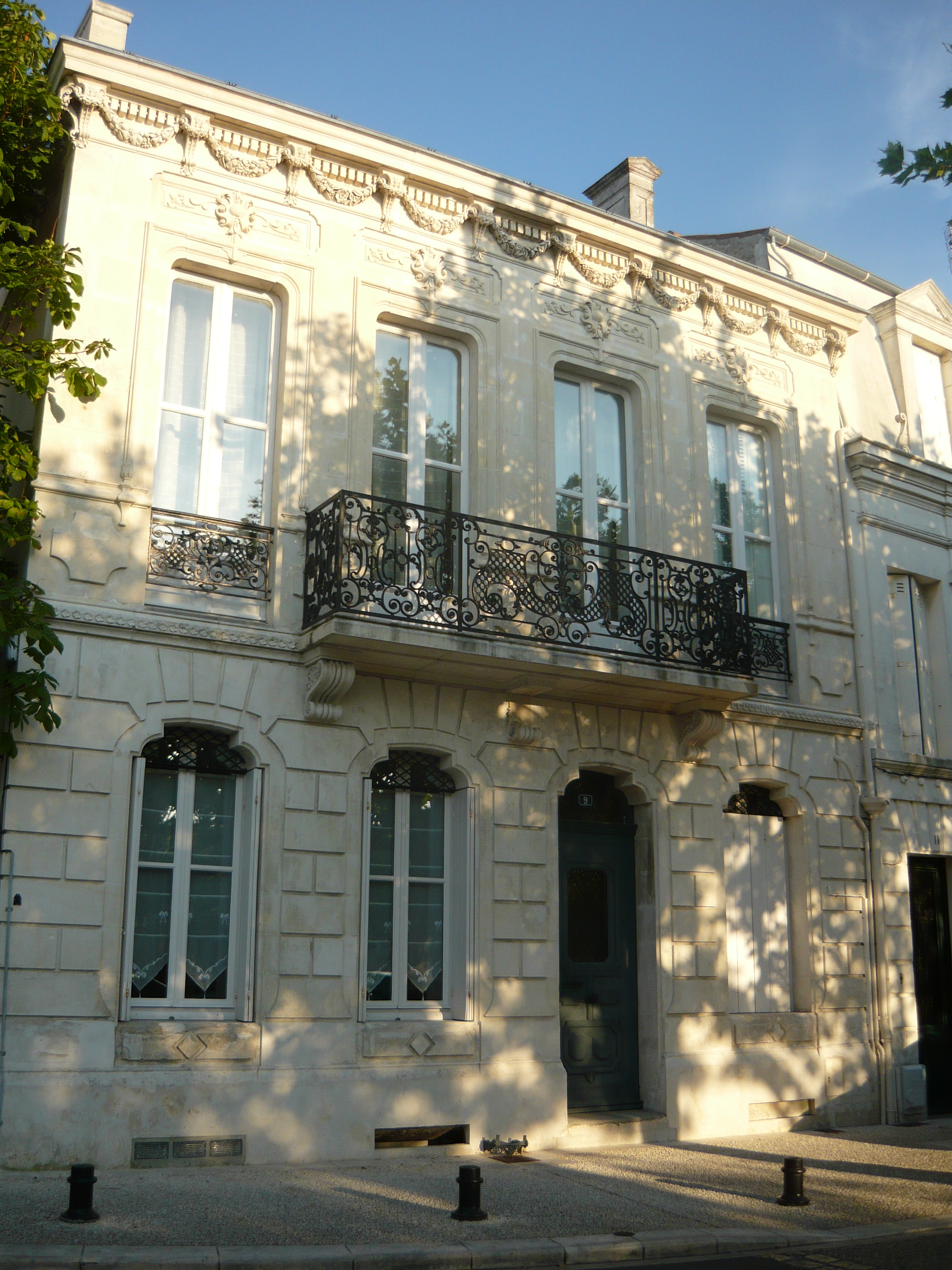
Immeuble ancien à Marennes donnant sur la place Chasseloup-Laubat. Un tiers du parc immobilier de la ville est antérieur à 1949.

Si la part des résidences principales concerne 71,2 % de l'ensemble du nombre des logements à Marennes, près d'un tiers de ces habitations sont antérieures à 1949 et leur proportion continue de baisser, passant de 37,9 % en 1999 à 32,5 % en 2007. La ville voit un véritable rajeunissement de son parc immobilier où 18,5 % des résidences principales ont été construites après 1999.
La modernisation des habitations à Marennes passe également par l'augmentation du nombre des appartements qui sont passés de 12,3 % en 1999 à 17,4 % en 2007 tandis que 99,3 % de l'ensemble des résidences est équipé d’installations sanitaires en 2007. Sur les 411 appartements présents à Marennes en 2007, 138 sont de type F2 et 161 de F3.
Le fait nouveau à Marennes est la fonction de villégiature touristique de la ville. Cette activité qui était déjà en place avant la fin du siècle précédent a pris un essor vigoureux entre 1999 et 2007 puisque le parc des résidences secondaires enregistre un doublement spectaculaire de ses constructions entre ces deux dates, augmentant de 126,8 % (+ 374), et concernant en fait deux nouveaux logements sur cinq à Marennes (42,7 % des constructions).
L'explosion de la construction à Marennes a joué sur les coûts de l'immobilier où le prix moyen du mètre carré d'un appartement est de 2 736 € à Marennes et celui d'une maison de 1 905 €. L'écart du prix du mètre carré entre un appartement et une maison est de 30 % à Marennes. Cependant, la ville reste très accessible sur le marché de l'immobilier où, aujourd'hui, une dizaine d'agences immobilières se disputent la place à Marennes.
Comparaison du coût de l'immobilier à Marennes avec les villes du bassin de la Seudre
|                       | Prix moyen du mètre carré appartement | Prix moyen du mètre carré maison |
| --------------------- | ------------------------------------- | -------------------------------- |
| Marennes              | 2 736 €                               | 1 905 €                          |
| Bourcefranc-le-Chapus | 2 825 €                               | 1 700 €                          |
| La Tremblade          | 2 889 €                               | 2 111 €                          |

Comme l'indique le tableau ci-dessus, Marennes est moins chère pour les appartements que Bourcefranc-le-Chapus et La Tremblade tandis qu'elle est plus chère pour les maisons que Bourcefranc-le-Chapus mais moins que La Tremblade.

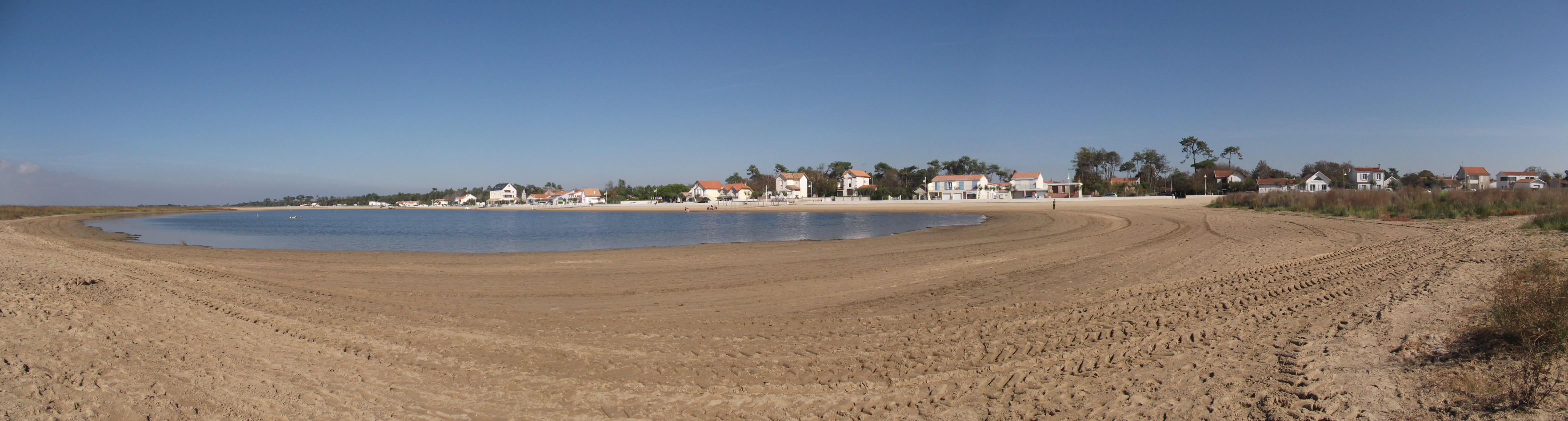
Le quartier de Marennes-Plage.

### La politique d'aménagement
L'aménagement urbain de Marennes s'inscrit dans un document d'urbanisme adopté en juin 2012 et qui fait suite à une révision d'un premier PLU voté en 2008 mais révisé et mis en attente un mois plus tard.
Les grandes lignes du dernier PLU de Marennes portent sur trois orientations majeures qui vont contribuer au changement du cadre urbain et à l'accélération de son urbanisation dans le but d'en faire une ville de plus de 6 000 habitants.
Les trois axes futurs de l'aménagement de la ville portent sur la densification du noyau urbain avec le comblement des « dents creuses » par l'édification de nouveaux logements sur des espaces encore vierges de toute construction et très présents en centre-ville ainsi que la création de l'éco-quartier de la Marquina sur 5 ha, par la reconquête du centre-ville en espace de vie attractif avec implantation de nouveaux commerces et services et limitation des implantations commerciales de moins de 400 m2 dans les zones cemmerciales périphériques et rééquilibrage de l'urbanisation de la ville vers le sud avec le projet de création du nouveau quartier du Petit Port des Seynes qui « va permettre de ramener le centre de gravité de Marennes vers son côté sud, vers son port (de plaisance), sa place Carnot, sa place des Halles ».
Par ailleurs, ce plan d'urbanisme ambitieux veut faire de Marennes une ville culturelle attractive avec entre autres le projet, après 2014, de créer une nouvelle salle des spectacles autour d'un futur centre culturel tout en favorisant à la fois la préservation de l'ostréiculture dont la ville tire « son image et sa notoriété » et l'installation de nouveaux ostréiculteurs où la ville désire « maintenir l'activité ostréicole ».

## Économie
L'économie de la ville repose essentiellement sur deux piliers qui assurent sa prospérité représentée par l'ostréiculture et le secteur tertiaire, ce dernier  étant dominé par le commerce et les services dont les activités liées au tourisme et les administrations. Mais Marennes est au centre d'une agglomération qui avec la ville voisine de Bourcefranc-le-Chapus en fait le premier pôle économique de la Saintonge maritime.

### Le premier pôle économique de la Saintonge maritime
Marennes est l'un des principaux pôles économiques du bassin de Marennes-Oléron avec 2 050 emplois recensés dans la ville intra-muros mais la force économique de Marennes se mesure davantage avec son agglomération où elle occupe alors le premier rang des pôles économiques de la Saintonge maritime.
Les secteurs économiques à Marennes en 2007
|                   | Primaire | Industrie | BTP  | Tertiaire |
| ----------------- | -------- | --------- | ---- | --------- |
| Marennes          | 7,2 %    | 10,8 %    | 10 % | 72 %      |
| Charente-Maritime | 6,6%     | 10,3%     | 9,8% | 73,3 %    |

Comme l'indique le tableau ci-dessus, les emplois occupés dans le secteur primaire, représentés ici principalement par les ostréiculteurs plus que par les agriculteurs, sont plus nombreux en proportion à Marennes que dans le département de la Charente-Maritime ; ce qui s'explique par l'importance exercée par l'ostréiculture dans l'économie de la ville. Si l'industrie est tout aussi importante à Marennes que dans le département, le secteur de la construction y est également tout autant élevé en raison à la fois de l'importance de l'économie touristique et du développement urbain de Marennes. En somme, le secteur secondaire est légèrement supérieur à Marennes qu'en Charente-Maritime, respectivement 20,8 % et 20,1 %, ce qui est une situation plutôt inattendue. Enfin, le secteur tertiaire est relativement proche de la moyenne départementale et constitue de très loin le principal secteur économique de la ville.
Mais Marennes constitue avec Bourcefranc-le-Chapus le principal pôle d'emplois de la Saintonge maritime, petite région géographique de la Charente-Maritime qui inclut, outre le Pays de Marennes-Oléron, les deux rives de l'estuaire de la Seudre jusqu'à Saujon.
Avec 3 154 emplois recensés en 2007 dans l'agglomération marennaise, ce pôle économique devance l'agglomération de La Tremblade qui, en 2007, compte 3 043 emplois, Saint-Pierre-d'Oléron (2 795 emplois), Saujon (1 997 emplois) et Le Château-d'Oléron (1 338 emplois).
L'emploi dans les pôles économiques de la Saintonge maritime en 2007
| Nombre d'actifs       | 2007  |
| --------------------- | ----- |
| Marennes              | 3 157 |
| La Tremblade          | 3 043 |
| Saint-Pierre-d'Oléron | 2 795 |
| Saujon                | 1 997 |
| Le Château-d'Oléron   | 1 338 |

Les secteurs d'activité des pôles économiques de la Saintonge maritime en 2007
| Secteur économique                   | Marennes | La Tremblade | Saint-Pierre-d'Oléron | Saujon | Le Château-d'Oléron |
| ------------------------------------ | -------- | ------------ | --------------------- | ------ | ------------------- |
| Secteur primaire                     | 501      | 560          | 330                   | 24     | 237                 |
| Industrie                            | 279      | 254          | 199                   | 97     | 208                 |
| B.T.P.                               | 287      | 336          | 260                   | 172    | 97                  |
| Commerces, transports, services      | 1 150    | 1 164        | 1 364                 | 1 013  | 486                 |
| Administrations, enseignement, santé | 937      | 729          | 643                   | 691    | 310                 |
| Emploi total                         | 3 154    | 3 043        | 2 795                 | 1 997  | 1 338               |

Le tableau ci-dessus montre la spécialisation des principaux pôles économiques de la Saintonge maritime où, dans l'agglomération de Marennes, le secteur tertiaire est prédominant concentrant les deux tiers des emplois alors que le secteur secondaire (industrie et bâtiment) occupe un sixième des emplois devançant cependant le secteur primaire représenté largement par l'ostréiculture.
À Marennes-Bourcefranc, le secteur des administrations publiques, de l'enseignement, de la santé et de l'action sociale occupe une place importante dans l'économie de cette agglomération plus que dans les autres pôles économiques de la région. Cette situation particulière provient de l'héritage historique de Marennes où cette ville exerça la fonction de sous-préfecture et fut également un  centre judiciaire. Ce secteur d'activités est aujourd'hui représenté par le Service des Affaires maritimes, le Centre des finances publiques, une antenne de la DDEA, le Lycée de la mer et du littoral de Bourcefranc-le-Chapus et autres structures d'enseignement et de la formation (collège de Marennes, écoles, antenne de Inspection de l'éducation nationale, CFPPA, GRETA de Saintonge, IRFREP), l'hôpital local de Marennes et les différents services de l'action sociale (délégation territoriale d'action sociale du Conseil général, CCAS, service social maritime).
Le pôle marennais est également un centre de commerces et de services important dont le nombre d'emplois est pratiquement égal à celui de l'agglomération de La Tremblade, respectivement 1 150 emplois et 1 164 emplois. Dans ce domaine, Marennes est devenu un des pôles départementaux en matière d'expertise comptable où pas moins de six centres y ont installé leurs bureaux dont les compétences s'appliquent à sa région. Il en est de même pour les mutuelles et les assurances qui font de Marennes un pôle de services mutualistes régional tandis que le commerce s'est beaucoup étoffé avec l'implantation de deux hypermarchés et de plusieurs supermarchés ainsi que des GSS aux enseignes nationales connues.

### La population active et les catégories socio-professionnelles
Les deux tableaux ci-dessous présentent l'un la situation de la population active à Marennes intra-muros en 2007 et l'autre les catégories socio-professionnelles et leur évolution entre 1999 et 2007.
Tableau de la situation de la population active dans la ville de Marennes entre 1999 et 2007
|                                      | 1999   | 2007   | Variation 1999/2007 |
| ------------------------------------ | ------ | ------ | ------------------- |
| Actifs occupés                       | 35,3 % | 35,6 % | +0,3 %              |
| Population active occupée (15-64ans) | 1 914  | 2 160  | +246                |
| Chômeurs                             | 5,5 %  | 5%     | - 0,5 %             |
| Inactifs                             | 2 773  | 3 155  | + 382               |
| Retraités et préretraités            | 26,3 % | 31,6 % | +5,3 %              |
| Élèves, étudiants et stagiaires      | 4,7 %  | 5,1 %  | +0,4 %              |
| Autres inactifs                      | 28,2 % | 22,7 % | - 5,5 %             |

Concernant la ville intra-muros de Marennes, la situation de la population active montre un certain dynamisme local entre 1999 et 2007 comme l'indique le tableau ci-dessous. Mais comme nombre de villes du littoral charentais, Marennes se transforme de plus en plus comme un centre de villégiature pour les personnes retraitées en raison également des commodités offertes par la ville elle-même.
Les catégories socio-professionnelles de la ville de Marennes se répartissent de la manière suivante selon les dernières données du recensement de 2007.
| Catégorie socio-professionnelle         | Nombre | Proportion |
| --------------------------------------- | ------ | ---------- |
| Agriculteurs/ostréiculteurs             | 100    | 4,9 %      |
| Artisans/commerçants/chefs d'entreprise | 218    | 10,6 %     |
| Cadres supérieurs/professions libérales | 177    | 8,7 %      |
| Professions intermédiaires              | 351    | 17,1 %     |
| Employés                                | 753    | 36,7 %     |
| Ouvriers                                | 451    | 22 %       |
| Total des emplois                       | 2 050  |            |

Le tableau ci-dessus fait ressortir un contraste assez saisissant entre la raréfaction de la population ostréicole et agricole (4,9 % de la population active en 2007) et une prédominance remarquable des employés (36,7 %) et dans une moindre mesure des ouvriers (22 %).
En 1999, la part des ostréiculteurs et des agriculteurs était de 7,5 % de l'emploi total. En 2007, cette proportion est tombée sous la barre des 5 % montrant que la profession ostréicole diminue à Marennes et tend à se devenir une activité en perte de vitesse dans l'économie de cette ville.
La profession des artisans et des commerçants est également relativement importante, elle occupe maintenant 1 emploi sur 10 (10,6 % occupé par cette branche socio-professionnelle en 2007). C'est une profession en essor, les artisans et commerçants étaient 9,5 % en 1999.
Les professions intermédiaires et les professions libérales occupent une place relativement importante et sont en nette croissance pour la deuxième. En 1999, ces professions représentaient respectivement 17,2 % et 5 % des effectifs, contre 17,1 % et 8,7 % en 2007. Concernant les cadres supérieurs et les professions libérales, leur essor est récent. Outre les professions juridiques (cabinets d'avocats, études notariales, offices d'huissiers) qui sont anciennement implantées, d'autres professions s'installent ou affirment leur présence dans la ville (centres d'expertise comptable, cabinet d'expert-géomètre, cabinet d'architecte).
Le taux d'activité des personnes entre 15 et 64 ans est de 68,4 % en 1999 et de 68,6 % en 2007. En 1999, le taux de chômage était supérieur de 0,6 % à la moyenne nationale, avec 13,5 % de personnes sans emploi. En 2007, il est ramené à 12,3 % mais reste supérieur à la moyenne nationale comme à la moyenne départementale.

### L'ostréiculture, un des fondements économiques de Marennes
Plus qu'un lieu de production, Marennes est d'abord et avant tout un centre d'affinage des huîtres dont le verdissement est à l'origine de sa renommée. De même que  Cognac a donné son nom à la célèbre eau-de-vie de réputation mondiale, de même Marennes a donné son nom aux huîtres où la verte marennes est connue dans toute la France.
L'ostréiculture occupe encore une place encore importante dans l'économie de la ville bien que celle-ci se soit considérablement amenuisée depuis la fin des années 1990. Cependant, Marennes demeure encore l'un des principaux centres d'affinage et d'expédition des huîtres du bassin de Marennes-Oléron. Mais il est vrai que la profession ostréicole n'occupe plus la majorité des emplois dans l'économie de la ville comme cela se vérifiait encore au début des années 1960. En effet, en 1962, le secteur primaire occupait 38,4 % des emplois de la ville où celle-ci figurait parmi « les petits centres où la fonction primaire reste prédominante ». Aujourd'hui, cette proportion est tombée à 4,9 % (en 2007) et est même la plus faible du bassin ostréicole de Marennes-Oléron. L'ostréiculture est en perte de vitesse à Marennes et le processus de déprise de cette activité très contraignante s'accélère depuis une décennie.

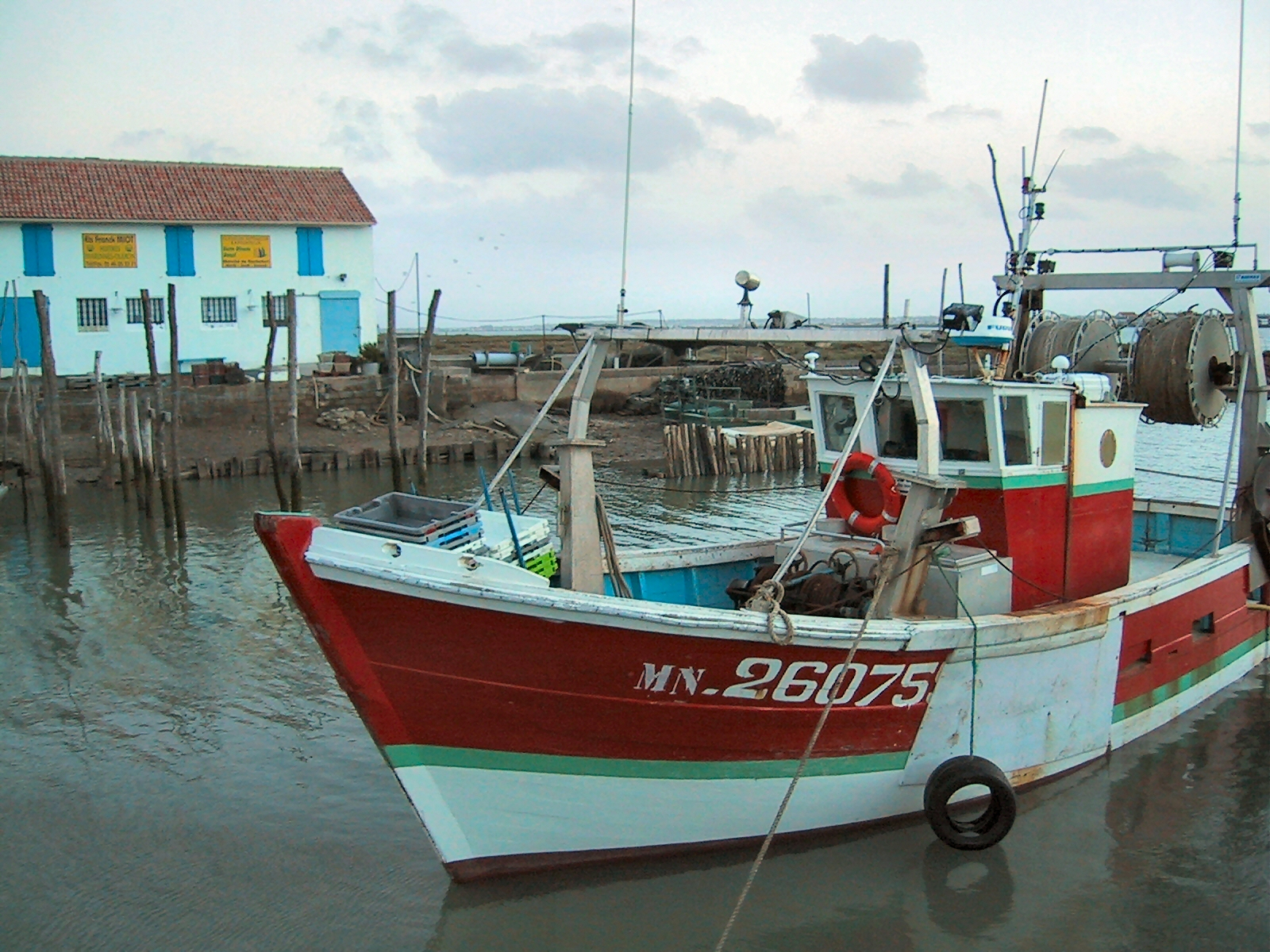
Port de La Cayenne.

Cependant, l'ostréiculture est encore bien présente à Marennes étant pratiquée par une centaine d'ostréiculteurs.
Tout d'abord, la ville demeure l'un des principaux centres d'affinage et d'expédition des huîtres dont la vente s'étend sur l'ensemble du pays, principalement vers Paris et les grandes agglomérations. Des établissements spécialisés dans l'affinage et le négoce des huîtres sont implantés de longue date à Marennes dont les Huîtres Tafforet, une des plus grosses entreprises ostréicoles du bassin de Marennes-Oléron qui emploie une trentaine de personnes permanentes et une centaine de saisonniers lors des fêtes de fin d'année. Cette entreprise qui est le plus important établissement ostréicole de la ville possède un parc d'affinage de 40 hectares où verdissent les huîtres avant leur commercialisation, un bâtiment moderne d'une surface totale de 2 500 m2 destiné au triage, au détroquage et au conditionnement des huîtres, de six bassins dégorgeoirs de 200 m3 chacun ainsi que de 40 hectares de parcs pour la production.
L'ostréiculture est pratiquée au sud de la ville, dans les anciens marais salants reconvertis en claires à huîtres depuis le milieu du XIXe siècle, en bordure de l'embouchure de la Seudre de chaque côté du pont qui enjambe le fleuve et en bordure du marais de Brouage, le long du canal de Mérignac.
Les nombreuses cabanes ostréicoles en bois, quelquefois peintes en noir mais le plus souvent maintenant peintes de vives couleurs et aux toits en tuiles rouges, les différents ateliers où s'entassent des huîtres et des grillages près des bassins d'élevage et les plates ostréicoles ou barges ostréicoles forment l'ensemble remarquable du Port de La Cayenne, qui s'étire le long d'un chenal, du même nom, sur une longueur totale de quatre kilomètres et qui débouche directement sur la Seudre. Ce port, à vocation essentiellement ostréicole, est situé dans la partie méridionale de la ville. Les nombreuses embarcations à fond plat prennent localement le nom de plates ou de pontons. Il constitue avec La Tremblade, Bourcefranc-le-Chapus et Le Château-d'Oléron l'un des quatre principaux ports ostréicoles du premier bassin ostréicole de France et même d'Europe.

### Une ville faiblement industrialisée
Marennes n'a jamais été une ville industrielle en raison de son site géographique particulier et de l'orientation économique de ses activités tirées de bonne heure vers l'ostréiculture et le négoce.
Cependant, Marennes possède un petit secteur industriel lié en grande partie à son milieu maritime et à la construction. Ces établissements - hors secteur du BTP - représentés par une dizaine d'ateliers et quelques petites usines font travailler tout au plus 220 personnes dans la ville.
Les industries liées au milieu maritime
Le milieu maritime a généré un certain nombre d’entreprises du secteur industriel, mais celles-ci sont généralement de petits établissements, le plus souvent des ateliers de production ou de service qui sont demeurés au stade artisanal.
Tout d’abord, l’ostréiculture et la pêche ont de bonne heure perpétué à Marennes une tradition d’industrie navale. La ville possédait un chantier de construction de bateaux en inox et de barges ostréicoles qui a employé jusqu’à une quarantaine d’ouvriers et a du  fermer ses portes en août 2003 (Chantier Marinalu). Une entreprise de chaudronnerie et de réparation navale qui réalise des pontons, des barges et des ouvrages en acier (CMR) lui a succédé dès cette année-là. Deux autres entreprises subsistent aujourd’hui dans  ce domaine : un fabricant artisanal de barges pour l’ostréiculture et la pêche côtière (Ets Proteau) et une petite entreprise de mécanique et de réparation navale (Roger Bertrand) qui emploie une vingtaine de personnes.
Par ailleurs, l’ostréiculture est à l’origine d’ateliers de fabrication d’équipements ostréicoles (tables ostréicoles en inox, cercleuses, matériels de lavage, de triage). L’ostréiculture a également suscité deux petits ateliers de fabrication d’emballages légers pour les huîtres (Ets Ménadier, La Métallique).
Toujours dans le domaine maritime, l’industrie navale de plaisance y a quelques attaches mais elle ne s’est pas vraiment développée. Quelques ateliers de réparation et d’entretien du matériel nautique sont liés à l'activité du port de plaisance dont son bassin à flot peut recevoir 200 unités. Un constructeur de bateaux de plaisance, anciennement orienté dans la fabrication des bateaux de pêche, les Ets Richard, qui produisait les croiseurs sous la célèbre marque le « Chassiron », avait contribué au renom de la ville mais il n’a pu faire face à la crise du secteur de la plaisance à la fin des années 1980.
Par ailleurs, l’ostréiculture est à l’origine du développement de l’entreprise OLERON STP SAS, anciennement OLERONLAC, une importante usine de fabrication de peintures et de vernis, implantée depuis 1947 dans le site du Petit-Port-des-Seynes, au sud de la cité. C’est la plus grosse unité industrielle de l’agglomération avec une cinquantaine d’emplois.
Les autres industries
En marge du milieu ostréicole et maritime, une filiale de la société des moteurs électriques Leroy-Somer d’Angoulême s’est implantée à Marennes en 1974. Cette usine, les Ets Trépeau SAS, qui emploie aujourd’hui 32 personnes, fabrique des génératrices et des moteurs électriques dont une partie de la production est exportée vers l’Europe et la Russie.
Une petite imprimerie fonctionne dans des ateliers du centre de la ville et imprime le journal local Le Littoral de la Charente-Maritime dont le tirage dépasse les 8 000 exemplaires chaque semaine. L’imprimerie ITOM S.A est la plus ancienne entreprise de la ville qui ait subsisté jusqu’à ce jour grâce, il est vrai, à l’édition hebdomadaire de son journal local qui se nommait auparavant Le Journal de Marennes. La diffusion hebdomadaire de ce journal couvre les limites de l'ancien arrondissement de Marennes et s'étend jusqu'à Rochefort et La Rochelle et même jusqu'à Saintes.
Le secteur du B.T.P.
Enfin, grâce au développement urbain de Marennes où en l’espace de deux ans 632 logements ont été réalisés dans la ville et au tourisme qui favorise la construction de résidences secondaires, l’industrie du bâtiment et des travaux publics y est bien représentée dans l’agglomération marennaise. S’il n’existe pas de grosses entreprises du bâtiment implantées à Marennes, l’activité du bâtiment qui a connu un essor exceptionnel dans la ville depuis les années 2000 a entraîné l'implantation d'une usine de fabrication du béton prêt à l'emploi (Unibéton) et l'éclosion de nombreuses activités connexes au bâtiment (menuiseries, charpenteries, maçonneries…). Le secteur du bâtiment représente 206 emplois en 2007.
Si l’industrie demeure bien modeste à Marennes, le secteur tertiaire y est devenu largement prépondérant aujourd'hui. Il a commencé à jouer un rôle de plus en plus grandissant dans l’économie de la ville à partir du début des années 1990.

### Le secteur tertiaire, activité prédominante à Marennes
Si l'ostréiculture demeure un des fondements de l'économie de Marennes, la ville a cependant beaucoup développé le secteur tertiaire depuis les années 1980. Ce secteur économique est devenu aujourd'hui prépondérant dans l'agglomération où il représente aujourd'hui plus des 2/3 des emplois de la ville.
Il se répartit en trois catégories aux activités fort différenciées, partagées entre les administrations, les commerces et le tourisme.

#### Une ville aux fonctions administratives variées
Malgré la perte de son rôle de sous-préfecture en 1926, la ville a su tout d’abord conserver sa fonction administrative de commandement local qui déborde largement les limites de son canton pour quelques-unes  de ses administrations.

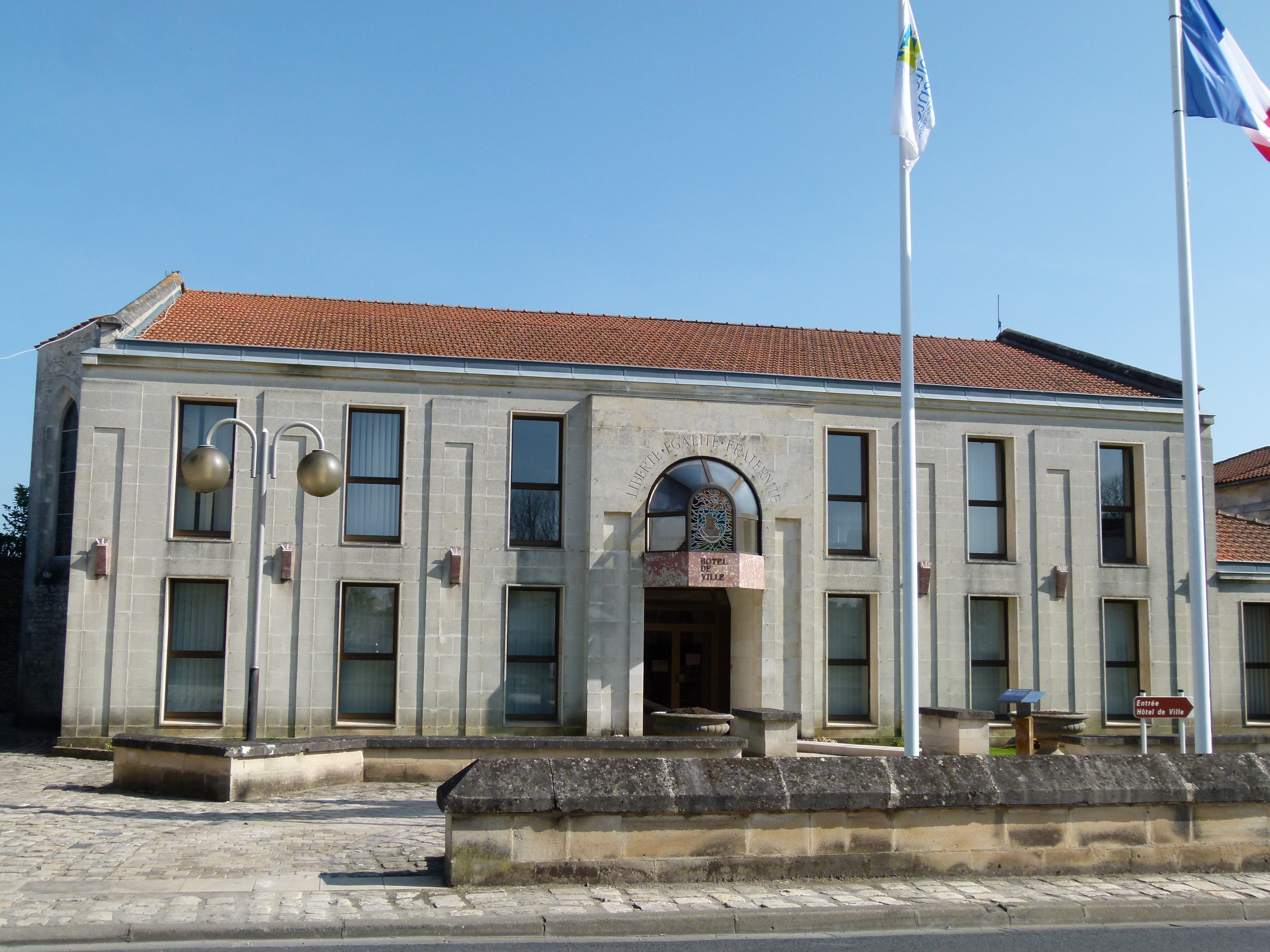
L'hôtel de ville de Marennes abrite les services de la communauté de communes du bassin de Marennes.

Tout d'abord, Marennes, du fait de sa fonction de chef-lieu de canton, est bien équipée en services publics rayonnant sur l'ensemble de son canton. La ville est le siège administratif de la communauté de communes du Bassin de Marennes, qui correspond exactement aux limites de son canton, regroupant sept communes, et elle gère avec Saint-Pierre-d'Oléron le Pays Marennes-Oléron. Elle dispose des prestations habituelles des bureaux de La Poste dont sont pourvus tous les chefs-lieux de canton avec les services financiers, une plate-forme de distribution du courrier et un centre courrier entreprises. La gamme des services administratifs de la ville est complétée par une brigade de la gendarmerie nationale, une caserne de pompiers, une antenne de la Direction départementale des services sanitaires (DDSV) et un centre d'exploitation de la Direction des Infrastructures.
Du fait de son riche héritage historique qui a enraciné une certaine tradition administrative, Marennes demeure un centre régional de services publics. Si ses fonctions sont pour une partie d’entre elles limitées à son seul canton, d’autres par contre s’exercent bien au-delà de ces limites, la ville ayant conservé des activités administratives de dimension régionale dont l’influence s’étend à l’intérieur des limites de son ancien arrondissement du temps où elle exerçait la fonction de sous-préfecture (cantons de l’île d’Oléron, Saint-Agnant, La Tremblade et Royan).
Les fonctions administratives de premier plan sont issues d’un héritage qui remonte au XVIIe siècle lorsque la ville était le siège d’un bureau d’Élection. Ces lointaines fonctions se retrouvent aujourd’hui  à la fois dans le cadre des services financiers et des fonctions judiciaires.
Le Centre des Impôts de Marennes, dénommé aujourd'hui Centre des Finances Publiques, est l’un des plus complets dans le département avec plusieurs services en exercice (Service fiscal des particuliers, Centre des Impôts fonciers, Conservation des Hypothèques, Service fiscal des professionnels). Il est complété par les services du Trésor public, plus souvent connus sous le vocable de la perception habituellement présente dans chaque chef-lieu de canton.
Marennes avait une petite fonction judiciaire avec son Tribunal d'Instance et son Tribunal de Commerce. Cette activité a définitivement cessé en 2009 à la suite de l'application de la réforme de la carte judiciaire de 2007. Cependant, la ville a pu conserver un bureau de conciliation de justice ainsi qu'un centre d'informations juridiques et du droit regroupés dans la Maison des Initiatives et des Services, structure administrative aménagée par les services de la Mairie dans un ancien immeuble récemment rénové. Mais Marennes dispose encore de trois cabinets d'avocats auxquels s'adjoignent deux études notariales ainsi qu'un office d'huissiers de justice.

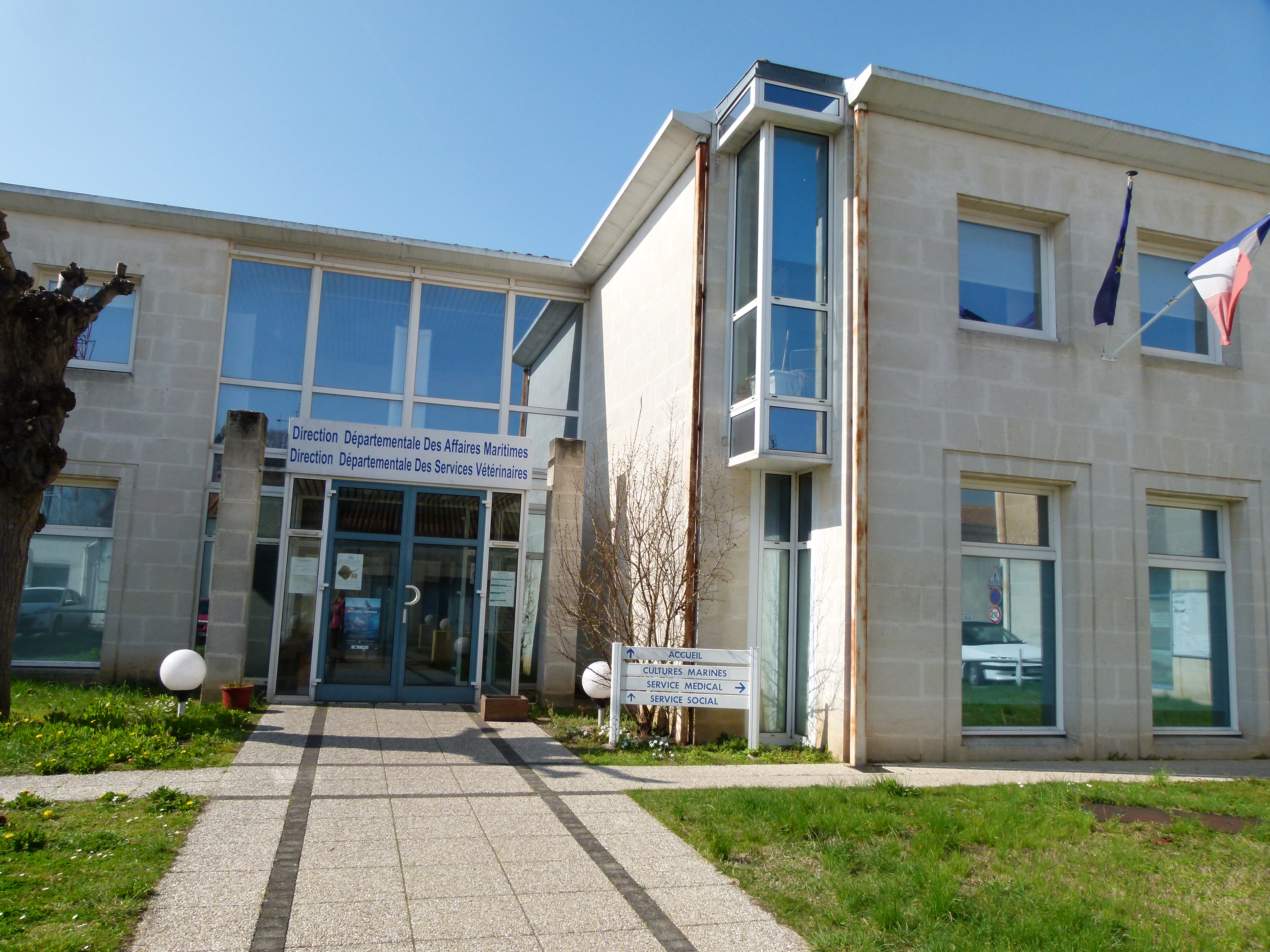
La direction des Affaires Maritimes à Marennes.

Par ailleurs, Marennes joue toujours un rôle actif en matière d'administration maritime, étant le siège du quartier des Affaires Maritimes, anciennement appelé « l’Inscription Maritime ». Elle est une réminiscence lointaine de l’Amirauté de Saintonge créée originellement à Brouage en 1587, puis transférée dans la ville en 1645. Le quartier des Affaires Maritimes contrôle un territoire qui s’étend sur 230 km de rivages depuis Port-des-Barques, situé sur la rive gauche de l’estuaire de la Charente jusqu’à Mortagne-sur-Gironde sur la rive droite de l’estuaire de la Gironde. Cette compétence englobe également l’île d’Oléron. Elle s’occupe d’inscription, de retraite et de prévoyance de quelque 2 000 marins en activité et 1 400 navires professionnels. Elle gère, d’un point de vue réglementaire, les cultures marines, les gens de mer et l’activité économique des pêches maritimes. Cette administration est complétée par le Service social des Pêches Maritimes, qui correspond à la sécurité sociale des marins et des ostréiculteurs du bassin de Marennes-Oléron.
De plus, Marennes abrite le siège régional de la Section conchylicole qui est l'une des sept représentations nationales de la profession en France. Le Comité régional de la Conchyliculture est l'unique interlocuteur de la profession des ostréiculteurs de toute la Charente-Maritime, et non pas exclusivement du bassin de Marennes-Oléron. Il est chargé de faire connaître l'huître et d'en assurer sa promotion mais il en organise également toute la profession, l'assiste et la représente. Son siège régional est situé dans la Z.A. des Grossines, dans un bâtiment moderne en bordure de la rocade de contournement urbaine.
Elle dispose d’un hôpital local qui a une orientation gériatrique, étant équipé d’une maison de retraite médicalisée de type EHPAD. Dans le secteur sanitaire, Marennes dispose de structures socio-médicales (CAMPE, Centre d’Aide Médico-Psychologique) que relaient les différents organismes de  service social (antenne de la Délégation territoriale de l'action sociale Royan-Marennes-Oléron, ADMR, SAD 17, CCAS) et de sécurité sociale avec un bureau de la MSA (Mutualité Sociale Agricole).

#### Des services tertiaires de plus en plus nombreux
À côté de cette fonction administrative solidement ancrée dans la ville, Marennes a encouragé la tertiarisation de son économie urbaine par le développement des secteurs financiers et de gestion d'entreprises.

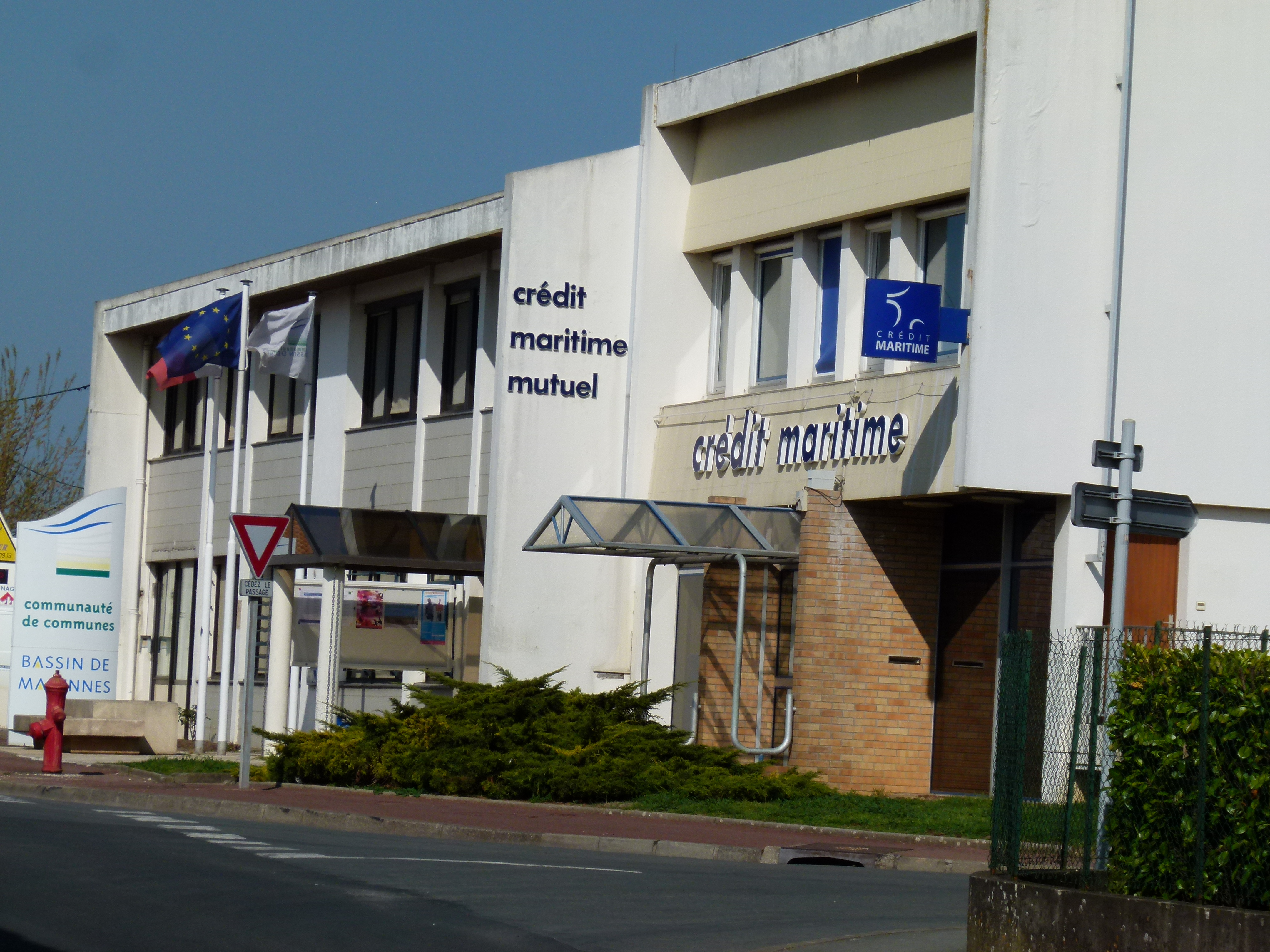
La caisse du Crédit Maritime à Marennes.

L'implantation des activités bancaires à Marennes est ancienne et a ses fondements dans la richesse procurée par le sel, puis par l'ostréiculture. La Caisse d’épargne, créée en 1890, est une des plus anciennes activités financières de la ville. Les autres établissements bancaires de la ville sont tous d'origine mutualiste comme la Banque populaire, le Crédit agricole, le Crédit maritime et le Crédit mutuel à l'exception de La Banque postale. Mais c'est dans le domaine des assurances (AREAS ASSURANCES, Axa, Gan, GROUPAMA, MMA, Mutualia Santé Atlantique, Mutuelle de Poitiers Assurances, Mutuelle du Poitou) que la ville joue un véritable rôle de pôle assurantiel et mutualiste dans le bassin de Marennes-Oléron.
C'est également dans la branche de la gestion d'entreprises que Marennes s'est fortement spécialisée grâce à l'implantation des établissements de gestion agréée (CGO et COGESCUM), des cabinets d'expertise comptable (CABEX, CER-FRANCE, Gestelia Charente-Maritime, STREGO), de commissaires aux comptes (STREGO) et de gestion management (COGESCUM).
Avec l'essor de la construction de cette dernière décennie, Marennes a vu prospérer l'installation d'agences immobilières qui sont actuellement au nombre de six dont des enseignes régionales de renom comme ORPI ou Guy Hocquet que complètent des cabinets d'architecte et de géomètre-expert.
Cette tertiairisation de l'économie de la ville est renforcée par un secteur commercial qui a toujours été très présent dans Marennes.

#### Les activités commerciales
Le secteur commercial est une tradition  ancienne à Marennes mais il s'est considérablement modernisé et diversifié. Aujourd’hui, ces activités sont réparties entre son centre-ville rénové et plusieurs zones commerciales aménagées dans divers endroits de la périphérie de la ville-centre.

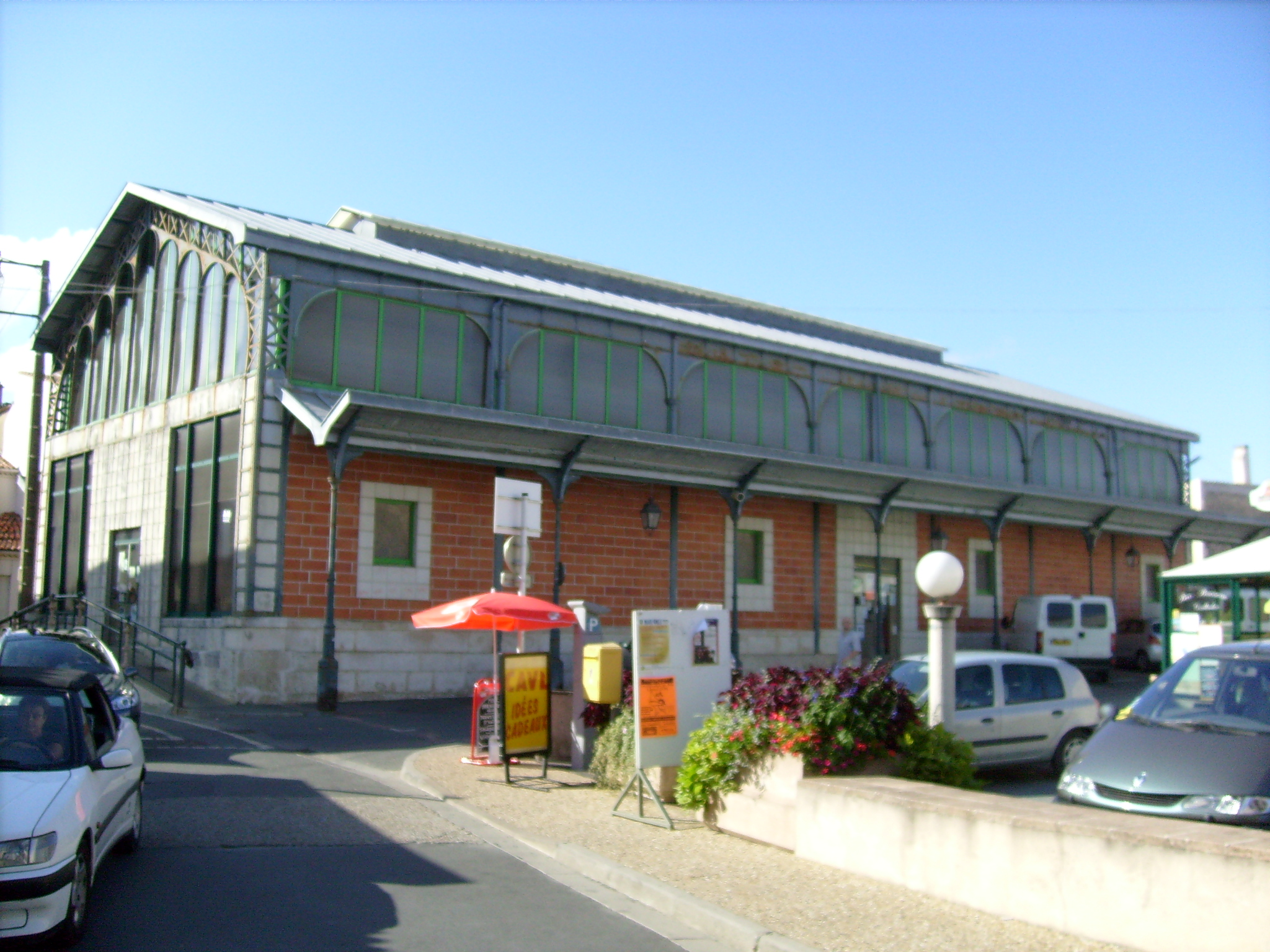
Les halles de Marennes, vitrine de l'activité commerciale de la ville.

Son centre-ville offre encore aujourd'hui des commerces et des services bien étoffés pour une ville de son importance et, ce, malgré la concurrence exacerbée des grandes surfaces. La vie urbaine s’articule autour de l’artère centrale de Marennes, de la Place Chasseloup-Laubat et de la place des Halles, cœur commerçant du centre. Pour conserver son attractivité, le centre-ville a été embelli et aménagé avec la piétonnisation de la rue Le Terme qui, avec ses boutiques, est l’une des artères les plus fréquentées de la ville. Les commerces de détail et les boutiques de services à la personne, typiques de centre-ville, tels que le secteur de l'horlogerie et de la bijouterie (artisan fabricant et créateur du bijou d'huitre), parfumeries et instituts de beauté, salons de coiffure, boutiques de vêtements, mercerie, pressings, magasins de chaussures, fleuristes, agence de voyages, antiquaires, librairie et presse-journaux sont bien représentés dans la ville.

Le marché hebdomadaire se tient traditionnellement sous les halles couvertes chaque matin les mardi, jeudi et samedi de 8h00 à 13H00.Tous les samedis de l'été, l'association des commerçants " MARENNES COMMERCES " organise de nombreuses animations.(groupes de musique et dégustation des produits locaux en juillet et en août). Ils se tiennent sous les halles couvertes édifiées à la fin du XIXe siècle, apportent un supplément d’animation et d’attraction non négligeable pour le centre de la ville et que l’afflux de touristes amplifie chaque été.

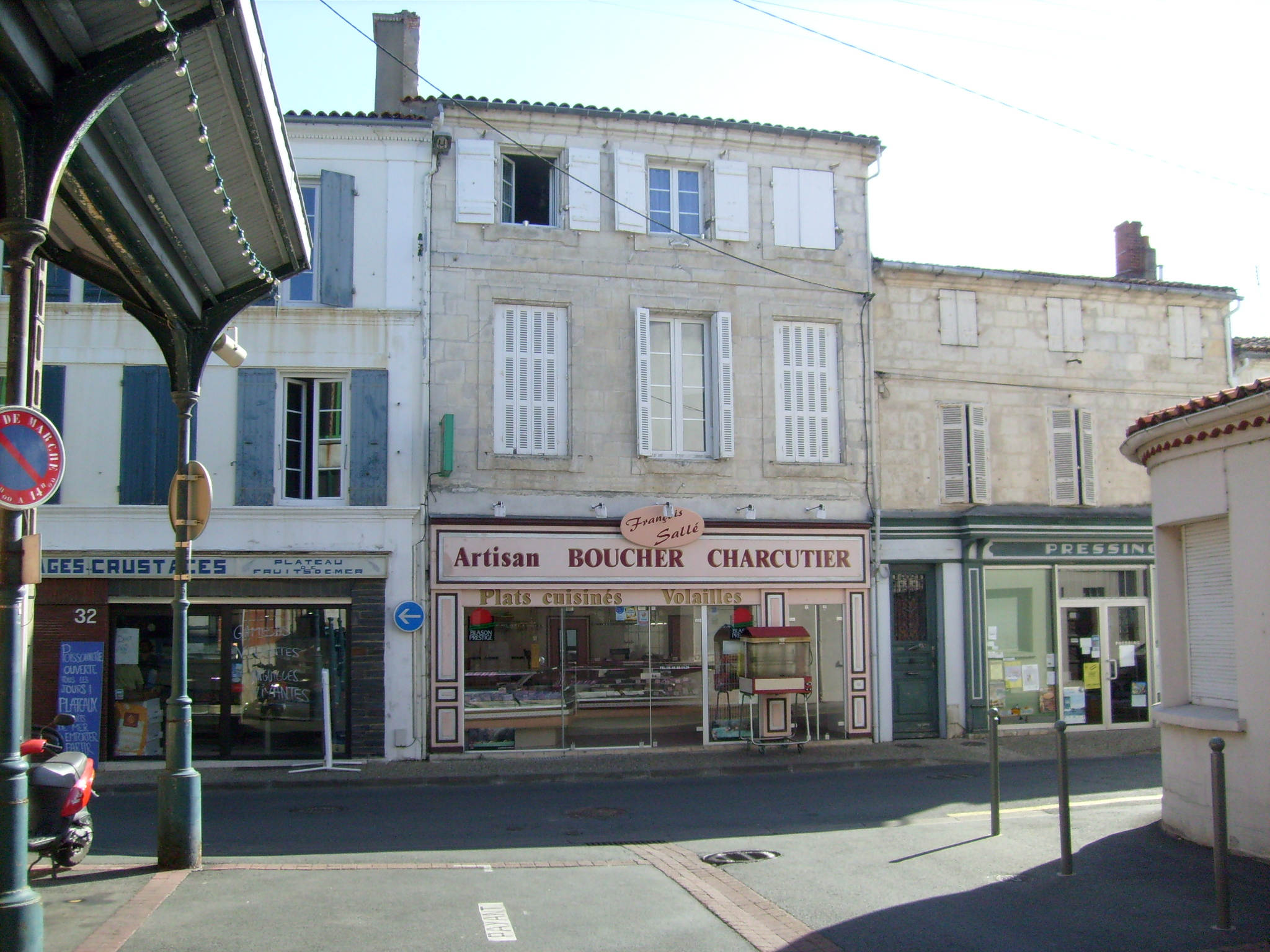
Le quartier des halles dans le cœur historique de Marennes demeure le centre névralgique de la ville.

Le cœur de la ville demeure donc attractif avec sa rue piétonne et sa grande place centrale arborée, ses halles couvertes, ses boutiques et ses magasins de vente au détail, sans oublier les cafés, bars et restaurants - pas moins d'une douzaine d'établissements de restauration sont répertoriés dans la ville allant de la brasserie à la restauration traditionnelle et gastronomique en passant par la pizzéria et la restauration rapide dont un Mac Donalds - qui contribuent à accroître l'animation d'une petite ville réellement dynamique.
L'implantation au cœur de la ville d'un hypermarché à l'enseigne E. Leclerc, qui emploie plus de 70 personnes, accroît fortement l’attractivité du centre-ville comme de la ville elle-même.
Pour répondre aux besoins suscités par les activités urbaines et l'essor du tourisme, Marennes compte trois zones d'activités économiques (ZA de Fief-Roquet, ZA de Feusse et ZA des Grossines).
Parmi celles-ci, la ZA des Grossines est la plus importante par sa surface et la plus anciennement établie et constitue une importante zone d’activités artisanales et commerciales. Elle a été aménagée à l'entrée de la ville, sur la route de Saintes, et fait figure de vitrine du commerce moderne et avenant, sans avoir toutefois l'avantage de l'ambiance et de l'animation du centre-ville. Elle accueille des entrepôts et des garages, des concessionnaires d’automobiles, le siège de la Section Régionale Conchylicole, de petits immeubles de services de gestion et d'expertise comptable, un hôtel trois étoiles de 40 chambres, des grandes surfaces spécialisées aux enseignes nationales comme Bricomarché, La Halle, Au Fil des Marques, Centrakor, Basic Fit et La Minute Blonde, ainsi qu'un centre commercial appartenant au groupe Intermarché. Ce dernier qui a été modernisé et agrandi récemment, s'étend sur 2 700 m2 et emploie une cinquantaine de personnes.
Toutes ces activités commerciales et de services tertiaires sont fortement stimulés par le tourisme qui s'est beaucoup développé depuis la fin du siècle dernier.

### Marennes: relais touristique entre le littoral charentais et l’île d’Oléron
Sise au cœur d’une région touristique dynamique et fortement attractive, la ville mise beaucoup sur la carte du tourisme qu’elle a commencé à développer depuis la mise en service du viaduc de l'île d’Oléron en 1966, puis de celui sur la Seudre en 1972. Situées à la croisée des voies à fort transit touristique, Marennes et Bourcefranc-le-Chapus constituent une sorte de relais touristique entre le littoral, la presqu'île d'Arvert et l’île d'Oléron.

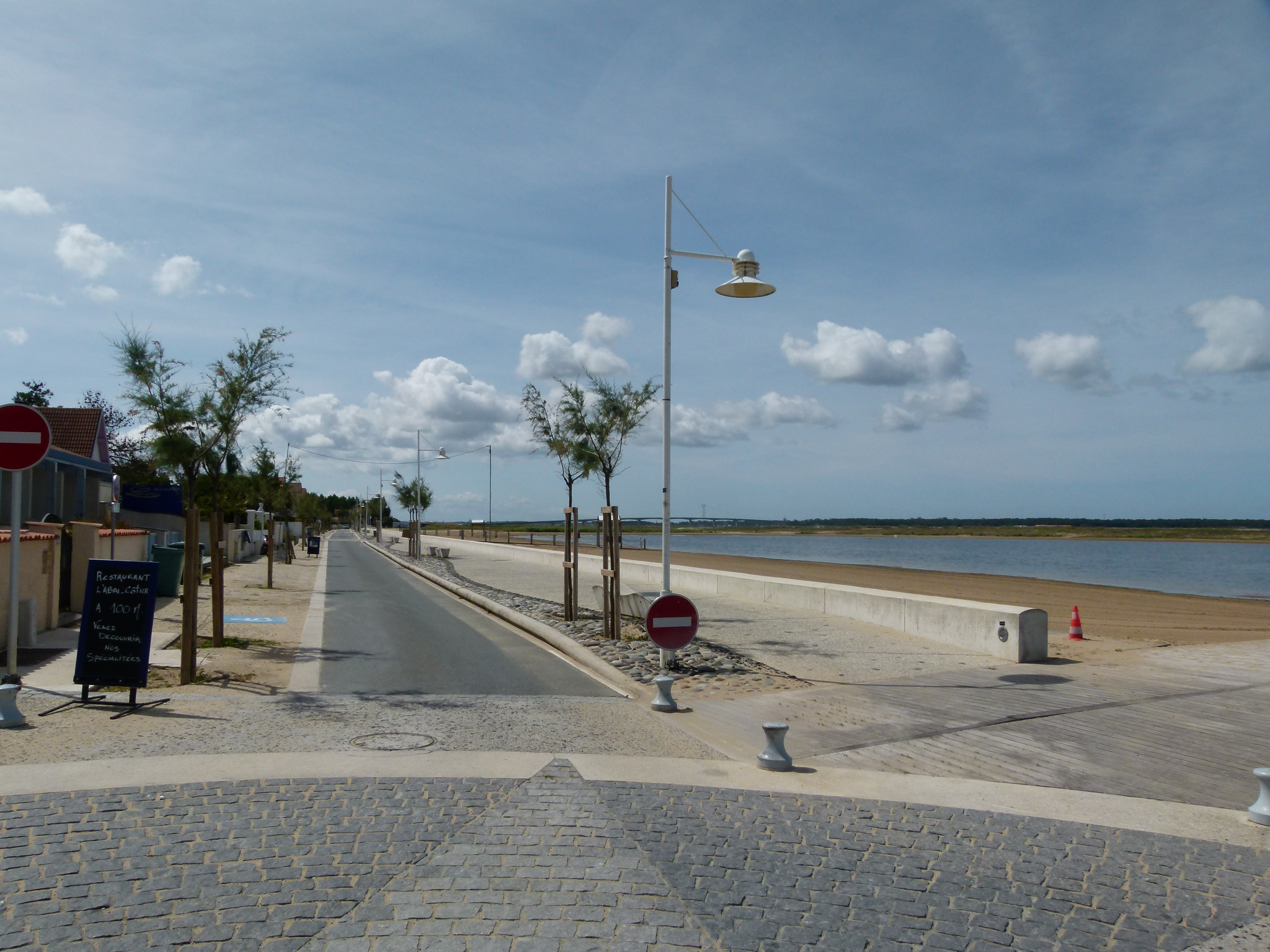
Le nouveau site balnéaire de Marennes-Plage, un lieu de plus en plus prisé des touristes.

Pour attirer les touristes et les retenir sur place, Marennes s’est associée avec Bourcefranc-le-Chapus pour mettre en valeur leurs atouts naturels. Les deux villes ont aménagé le long de l’estuaire de la Seudre, bordé de dunes et de bois, un itinéraire, la « Route Touristique », entre Marennes-Plage et Le Chapus. Une piscine intercommunale, un centre nautique intercommunal avec école de voile, des aires de pique-nique, de stationnement de camping-cars et des terrains de camping dont un de 160 emplacements y ont été aménagés.
À l’entrée du viaduc d’Oléron et à la place de l’ancien péage, une Maison du Tourisme sur le Pays de Marennes-Oléron a été mis en place à Bourcefranc-le-Chapus, sorte de vitrine touristique et culturelle de cette petite région très visitée.

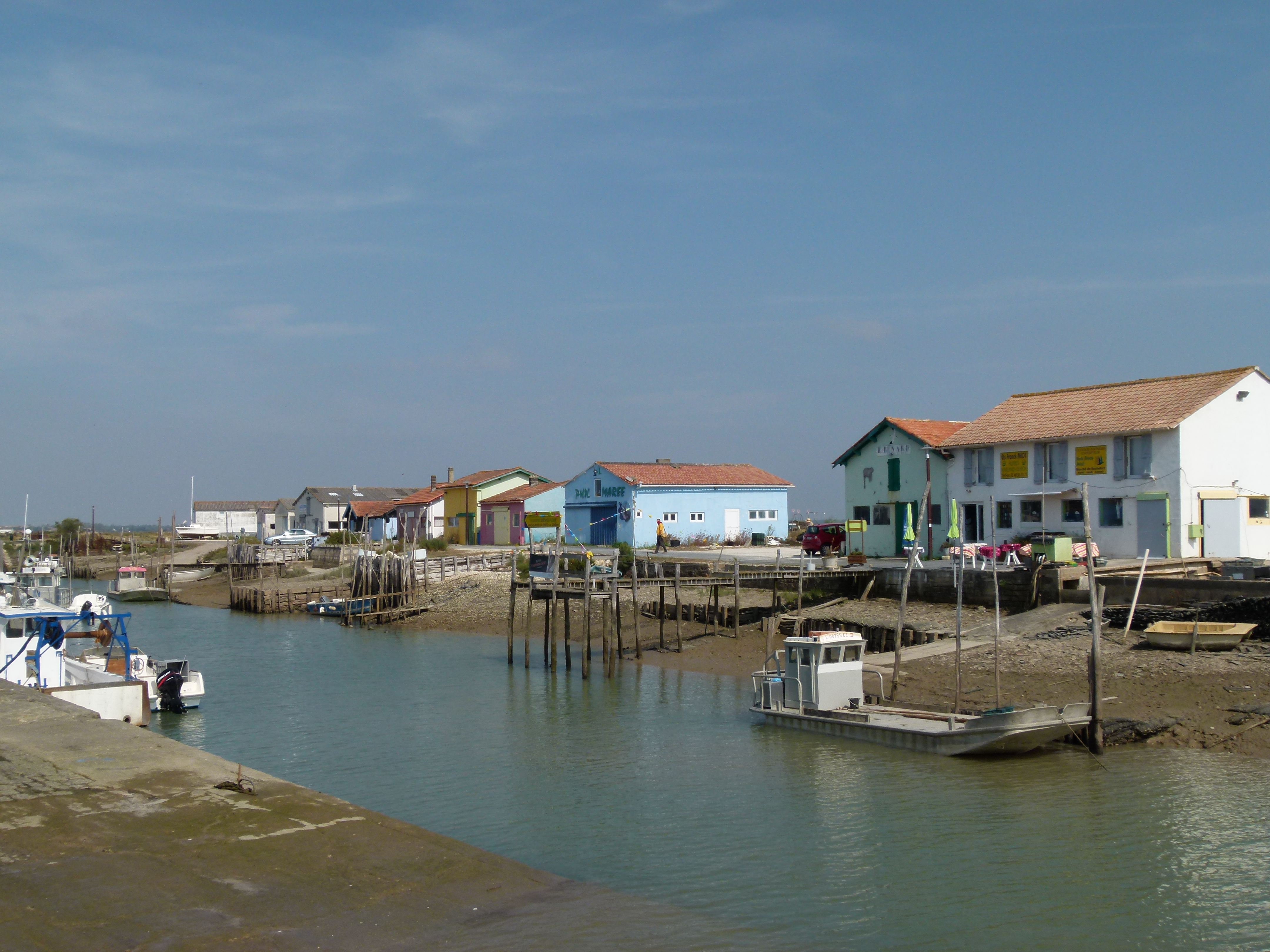
Avec le site pittoresque du Port de La Cayenne, Marennes est une destination touristique prisée.

Du fait de son rôle de relais touristique, Marennes dispose de trois hôtels ainsi qu'une résidence hôtelière 3 étoiles sise sur la route de Brouage. La ville a su maintenir et développer une capacité d’accueil hôtelier avec un parc de plus d’une soixantaine de chambres dont 40 dans un hôtel 3 étoiles ouvert à l’été 2006. Mais la municipalité veut se doter d’un ambitieux programme de développement hôtelier dans le cadre de l’aménagement du futur quartier moderne du Petit Port des Seynes qui préfigurera le Marennes de demain.
Grâce à l’impact grandissant du tourisme qui constitue une véritable manne économique, Marennes a mis en valeur son patrimoine historique digne d’intérêt où quelques maisons des XVIIe et XVIIIe siècles sont classées à l’inventaire des monuments historiques. Elle offre un centre-ville aménagé et animé autour de la place Chasseloup-Laubat, où se trouvent l’Office du Tourisme de la ville, les restaurants et bars et a piétonnisé le quartier du marché couvert, haut lieu du shopping de la ville.
Marennes possède un atout de poids dans le domaine du tourisme culturel avec ses deux monuments historiques que sont son église et son château.
L'église Saint-Pierre-de-Sales, avec son célèbre clocher-porche accessible aux touristes par un escalier de 289 marches, est devenue l’emblème de la ville. D'une hauteur impressionnante de 85 mètres, le clocher gothique de Marennes en est le plus élevé de toute la Charente-Maritime. Il offre depuis sa  terrasse juchée à 70 mètres de hauteur une vue panoramique exceptionnelle sur tout le bassin de Marennes-Oléron et attire à la belle saison de nombreux visiteurs.
Aux  portes de la ville, le remarquable château de la Gataudière, construit au milieu du XVIIIe siècle, enrichit le patrimoine historique de la ville. Ce château de l'époque classique qui est doté d'un parc de 20 hectares et où se tiennent une intéressante exposition hippomobile et à l'étage un petit musée naval, est l’un des plus visités du département avec celui du Château de la Rochecourbon, recevant près de 30 000 visiteurs chaque année.
Marennes a de tout temps été tournée vers la mer et, grâce au développement des loisirs, le site pittoresque du petit port du Lindron est réservé aux pêcheurs amateurs où la ville dispose d’une école de pêche. Le pittoresque paysage ostréicole du Chenal de La Cayenne en a fait un des hauts lieux de promenade et de détente de la ville avec ses restaurants et ses bars.

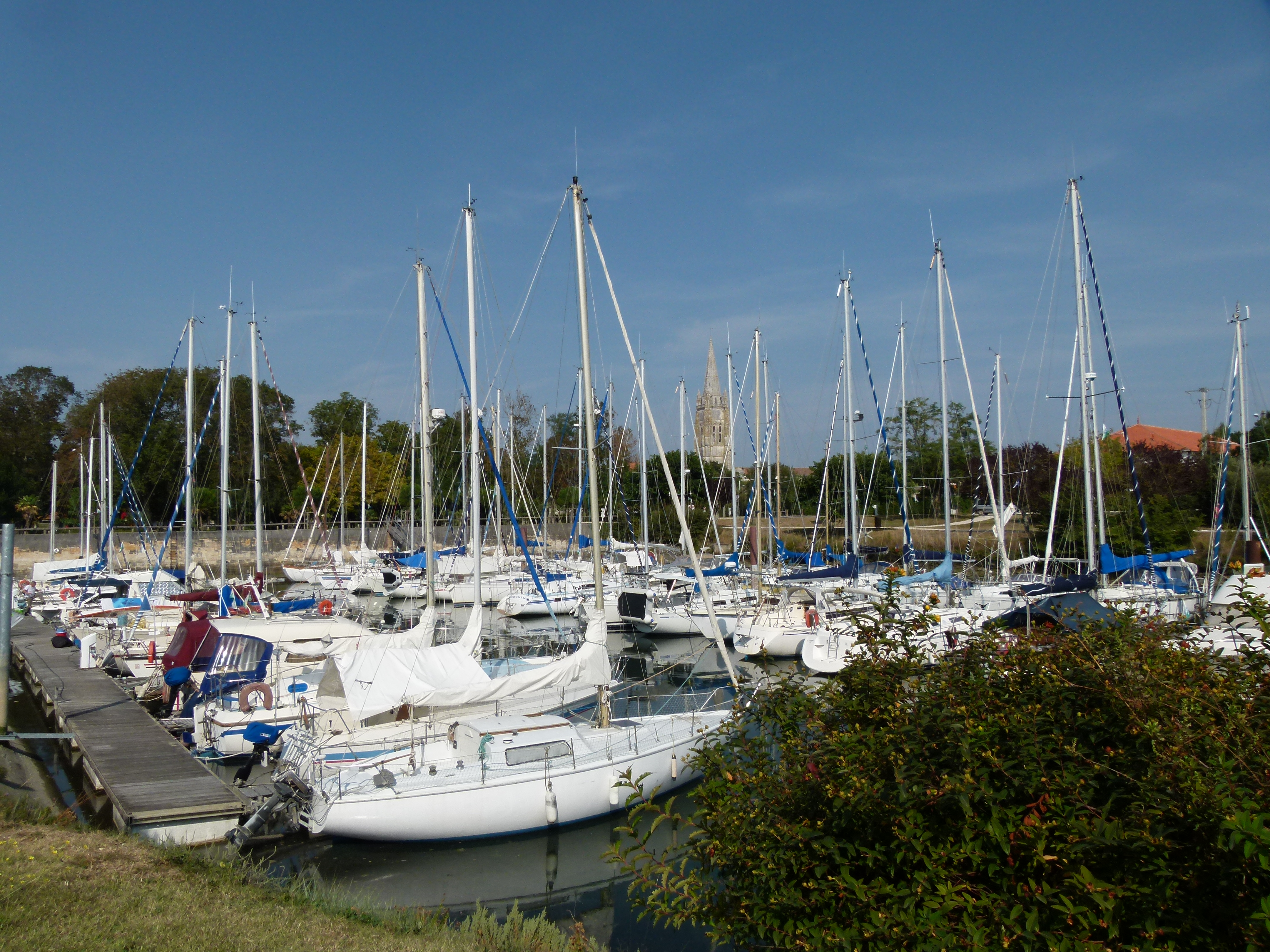
Le port de plaisance de Marennes est le deuxième port fluvial de plaisance de la Charente-Maritime.

Grâce au développement de la navigation de plaisance, la ville a reconverti son ancien bassin à flot, anciennement occupé par les gabares, en port de plaisance pouvant accueillir 200 bateaux. Il s'agit d'un site touristique bien équipé grâce à ses installations modernes, étant doté d’une capitainerie du port rénovée, d'un centre d'avitaillement, de garages d'entretien et d'équipements de levage. La réfection du bassin à flot et l'entretien du chenal et de ses écluses facilitent l'accès de ce port fluvial de plaisance qui est le deuxième du département après celui de Rochefort. Dans ce domaine, la ville ambitionne de réaliser un nouveau port de plaisance dans le futur quartier urbain du Petit Port des Seynes, proche du centre.

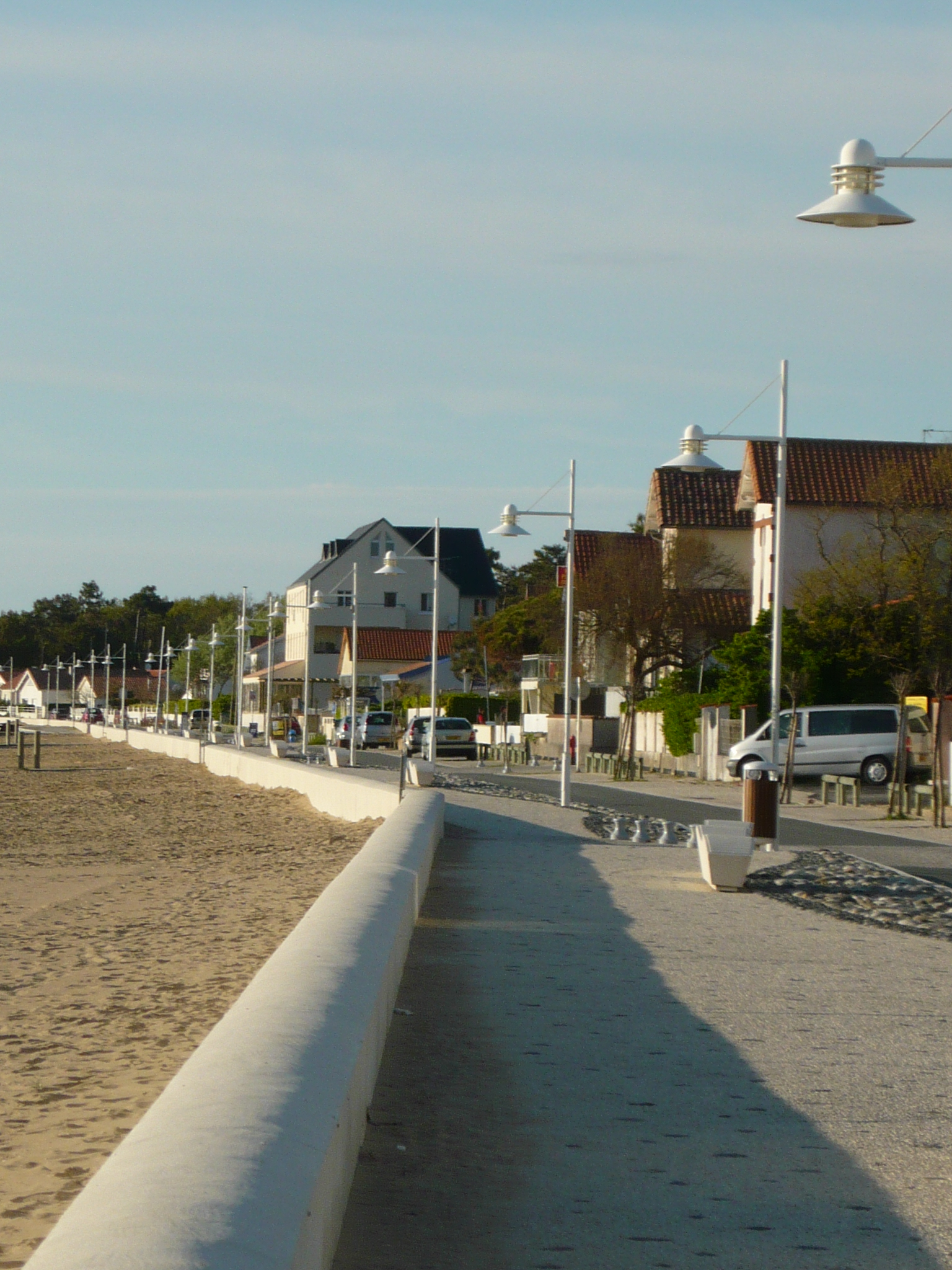
Le nouveau quartier balnéaire de Marennes-Plage, un site moderne et avenant.

Étant située en bordure du littoral, Marennes a pris part au développement du tourisme balnéaire de la côte charentaise dès la fin du XIXe siècle où un petit village balnéaire, Marennes-Plage, s’est établi derrière un cordon dunaire formé naturellement.
Mais ce n’est que vers la fin du siècle dernier que la ville a reconquis sa plage. Marennes dispose en effet d'une plage artificielle, réaménagée en 1998, dans un plan d’eau de 7 ha au bord de l’embouchure de la Seudre. Cette réhabilitation qui s’inscrit dans un ambitieux programme touristique a été complétée par la rénovation du front de mer, le maintien de structures d’accueil (hôtel et terrain de camping) et de loisirs (restaurants, pizzerias) ainsi que la création d’un village résidentiel de haut standing. Les « planches » de Marennes qui bordent la plage, comme celles de Deauville, accueillent un nombre croissant de touristes chaque été et des animations variées y sont organisées pendant la période estivale.

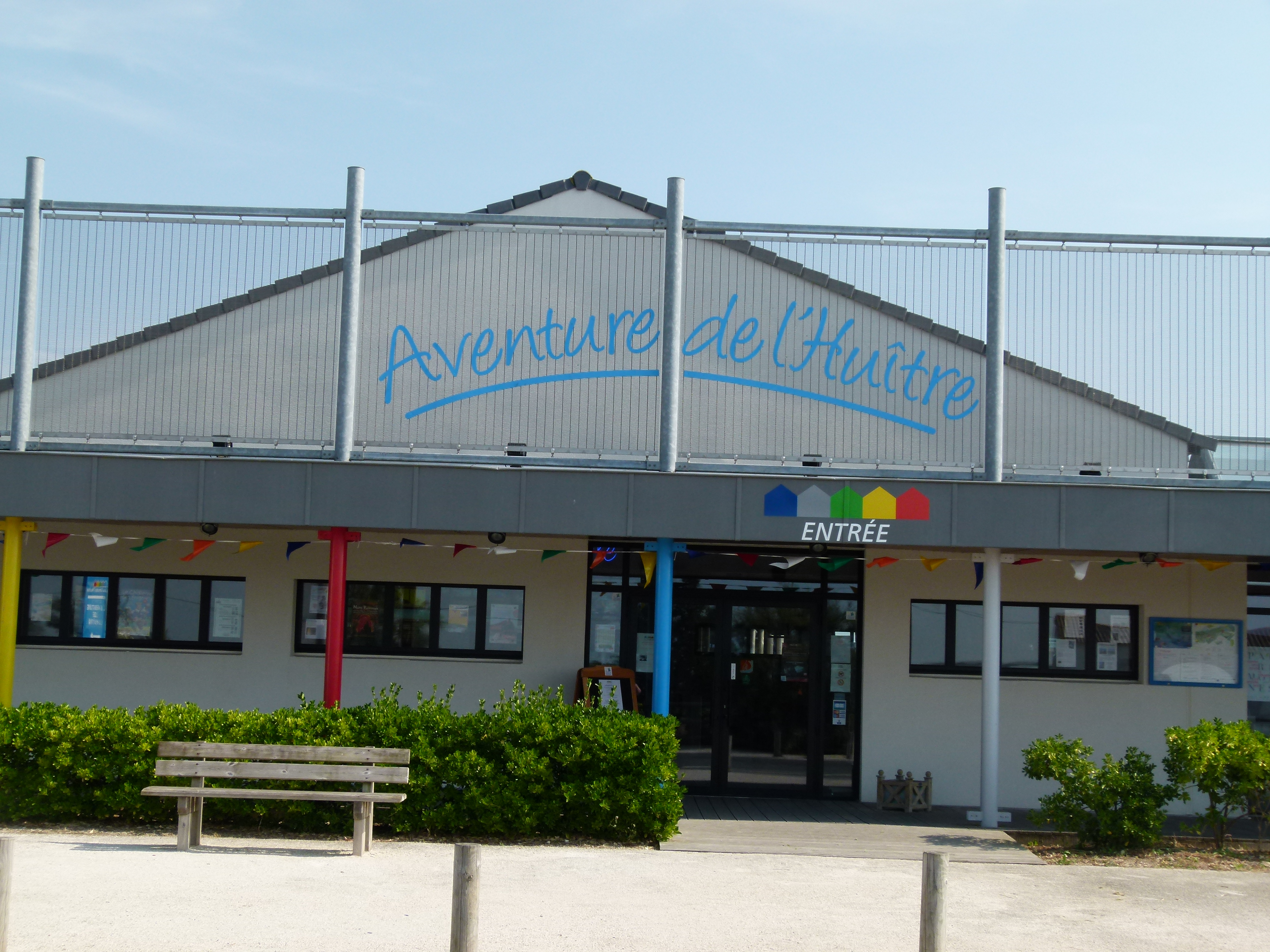
La Cité de l'Huître constitue un des sites majeurs du tourisme de la ville.

Le tourisme déjà actif, grâce à la mise en valeur du centre-ville et de son patrimoine monumental, à une politique culturelle diversifiée et à l'aménagement du site balnéaire de Marennes-Plage, s'est beaucoup renforcé depuis l'inauguration de la Cité de l'Huître à l'automne 2006. Ce complexe touristique moderne est  maintenant devenu le « phare » de la ville. Avec l'ambition affichée d'attirer 50 000 visiteurs chaque année, il présente des animations renouvelées depuis son ouverture.
Cette réalisation majeure pour la ville est un réel levier pour le développement touristique local dans une région qui ne manque pas d’attraits comme la citadelle de Brouage, le Fort Louvois et le port pittoresque du Chapus à Bourcefranc-le-Chapus.

## Histoire

### Toponymie

#### Toponyme de la ville-centre
Les mentions anciennes de la localité sont : loco qui dicitur Maritimus en 1047, Petro de Maremnia, Johanne de Maremnia v.1130, locus qui dicitur Maritimus 1141, ecclesiam Sancti Saturni cum terra que dicitur Maremnia en 1153, priorissa de Marennia en 1171, Marennia en 1184, de Maremnia en 1220, terris, pratis et paludibus quisdam in Maremnia, in Marempnia en 1246, Saint Saturnin en Marempne en 1267, in Marempnia 1315, Marempina en 1374
E. Nègre propose comme étymologie que Marennes est en langue d'oïl "(un terrain) en bord de mer > un marais situé près de la mer" . Comme le montre la première occurrence en 1047, il dériverait du croisement entre lat. maritimus "rivage de mer" et marinus "de mer, détrempé, salé" ?, de sens voisins.
La ville tire son nom de l'ancienne presqu'île qui s'étendait à l'époque romaine du Chapus jusqu'au Gua, enserrée entre les golfes de Brouage et de la Seudre. Cette presqu'île se nommait Terra Maritimensis , désignant une terre entourée par la mer. Les environs de Marennes furent également connus comme Pagus Maritimensis , le pays de la mer.
Au Moyen Âge, la ville se nommait Saint-Pierre-de-Sales, Marennes étant le nom de la région Le pays de Marennes. Par la suite, Marennes devint également le nom de sa capitale.

#### Toponymes de quelques quartiers de la ville
La commune de Marennes est divisée en dix quartiers dont quelques toponymes rappellent l'origine forestière de l'ancienne paroisse de Marennes et d'autres sont liés au caractère géographique de la ville dans une zone de marais et proche de la mer.
Au nord de la ville se situe le quartier du Breuil, ancien écart agricole aujourd'hui soudé à la ville malgré la séparation causée par la rocade urbaine. Le toponyme « Breuil » relate clairement l'origine forestière de Marennes. Il s'agissait d'un « bois de plaisance, c'est-à-dire une petite forêt privée ceinte de murs ou de haies dans laquelle on pouvait élever des animaux à chasser ». Mais ce toponyme a également une autre interprétation qui, dans le cas du « Petit Breuil » et du « Grand Breuil », se rapproche davantage du sens se rapportant à un « bois humide parsemé d'étangs », ce qui était tout à fait le cas à l'époque des grands défrichements médiévaux.
Au nord-ouest de la ville-centre se trouve le village de « Nodes », en limite de la commune voisine de Bourcefranc-le-Chapus. Son nom est lié directement à son site géographique, étant situé en terres humides propices aux pâturages et aux prairies. C'est une ancienne « nauve » de l'époque médiévale, francisée sous la forme courante de Noue ou La Noue et dont le toponyme se rencontre plusieurs fois en Charente-Maritime, par exemple dans la commune de Tonnay-Charente ou dans celle de Sainte-Marie-de-Ré. Le nom du château de La Gataudière peut lui être rapproché étant situé dans les mêmes terrains de marais et nécessitant leur asséchement lors de la construction du logis à l'époque médiévale.
À l'ouest de la ville, sur la route qui mène au viaduc d'Oléron, se trouve le village de « La Chainade », ce dernier fait maintenant la jonction urbaine entre les deux villes de Bourcefranc et de Marennes. Le toponyme est trompeur par sa forme, pouvant laisser croire à un lien ou à une chaîne. En fait, il s'agit d'un lieu qui, à l'origine, était planté de chênes, il s'agit alors d'une chênaie qui a été défrichée à l'époque des grands défrichements de l'époque médiévale.
Au sud-ouest de la ville se trouve le quartier urbain de « l'Arceau ». Ce toponyme également d'origine médiévale renvoie à la présence d'un petit pont à une arche édifié primitivement en bois sur le « Chenal des Faux » qui sépare la ville des marais alentour.
Au sud-est de la cité et limité dans sa partie sud par le Canal de la Charente à la Seudre, localement appelé canal de la Bridoire, se trouve le quartier du « Lindron ». Le toponyme de ce site aujourd'hui urbanisé n'a plus rien à voir avec son origine où il s'agissait d'un bois de tilleuls qui a été défriché pour la mise en culture des terres près de Marennes. Son nom proviendrait d'une corruption d'un mot d'origine germanique signifiant tilleuls.
Enfin, au sud de la ville se trouve le Port de La Cayenne dont le site doit son nom aux petites cabanes, appelées localement les « cayennes », formant originellement le hameau en bordure du fleuve.

### Histoire de la ville

#### Une origine romaine probable
L'histoire de la contrée de Marennes, l'antique Terra Maritimensis, ne commence véritablement qu'avec l'occupation romaine où les Romains s'installent à l'une des extrémités occidentales de ce qui formait alors une presqu'île calcaire et effilée, légèrement exhaussée en son centre. Cette péninsule était bordée par deux vastes et profonds golfes, au sud, le golfe de la Seudre, qui recouvrait alors l'estuaire du fleuve actuel, et au nord, le golfe des Santons qui est devenu par la suite le Marais de Brouage.
Les envahisseurs romains s'intéressent prioritairement à l'exploitation du littoral où ils développent alors les premières salines qui prendront leur réelle importance au milieu du Moyen Âge tandis qu'ils introduisent leur technique d'exploitation des premières huitrières auxquelles la région leur est redevable en partie.

#### Marennes au Moyen Âge
Au Moyen Âge, la cité est mentionnée pour la première fois  en 1047 sous le nom de Saint-Pierre-de-Sales - Marennes désigne alors la presqu'île, et non la ville elle-même -  dans une charte de donation faite à l'Abbaye aux Dames de Saintes.

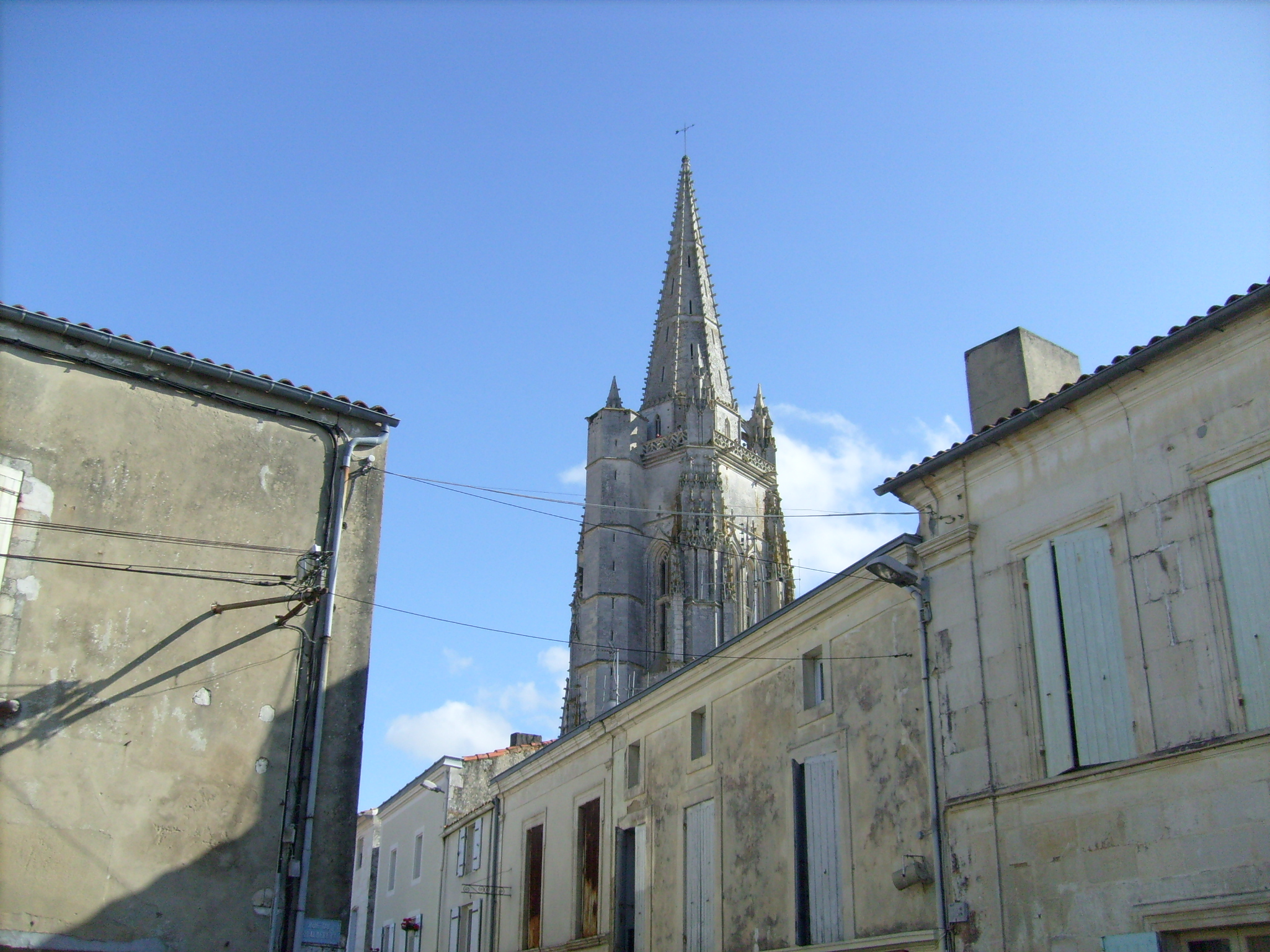
Le clocher gothique de l'église, au détour des ruelles de Marennes, a été édifié au XVe siècle

À partir du XIIIe siècle, des seigneurs de la Saintonge, en l’occurrence les sires de Pons, deviennent de grands propriétaires de salines, se  constituant un vaste patrimoine saunier sur le littoral charentais. Ces derniers d’ailleurs vont dominer l’économie locale pendant plusieurs siècles.
La guerre de Cent Ans trouble la contrée où les assauts répétés des Anglais détruisent et la cité et son église. Marennes est donnée à cette époque aux sires de Pons, par lettres patentes du roi Charles V.
La renaissance du commerce maritime, dont le sel était l’un des produits phares de la côte saintongeaise, se poursuit au siècle suivant où Marennes entre dans une nouvelle prospérité, affirmant cette fois sa primauté dans la région.

#### Les Temps modernes: siècles de troubles et de prospérité
Au début du XVIe siècle, Marennes connaît une réelle opulence fondée sur la richesse que procurent les marais salants et la nouvelle activité de la pêche à la morue.
Bien que la cité ait été troublée par les révoltes de la gabelle, ce sont l'adhésion de la ville aux idées de la Réforme protestante, puis les Guerres de religion qui, plus encore, marquent l'histoire de Marennes et de ses habitants.
Après la paix d'Amboise de 1563, Marennes reste aux mains des Catholiques qui ont pacifié la région. Lors du Tour royal de France, la cité eut les honneurs de la visite du roi Charles IX qui y séjourna du 3 au 7 septembre 1565 où sa cohorte royale était composée entre autres de la reine-mère et du duc d'Anjou.
Après les Guerres de religion, Marennes se relève de nouveau de ses ruines et remet prioritairement en état les salines. La ville reconstruit une seconde fois son église dont la nef est totalement ruinée. Démolie en 1600, celle-ci est rebâtie en 1602. Seul le clocher-porche a été préservé pendant tout le temps des hostilités.
Dans le même temps, la communauté protestante de Marennes bénéficiant des bienfaits de l'édit de Nantes de 1598 fait construire un temple « fort beau et fort grand » en 1600 au centre de la ville.
Durant le XVIIe siècle, la reconquête catholique se met en place et divers ordres religieux y édifient des écoles et des couvents à partir de 1619.
Marennes verra en ce siècle le passage du roi Louis XIV, alors jeune régent, accompagné du cardinal de Mazarin, lors de leur court séjour en Saintonge fin juin 1660. .
Cependant, les Protestants de la ville et de la région connaissent durant le difficile XVIIe siècle bien des vexations et des privations qui trouveront leur aboutissement dans la Révocation de l'édit de Nantes de 1685. Un an plus tôt, le culte réformé est interdit et le temple de Marennes est démoli en novembre 1684.
Dès le début du XVIIIe siècle, la ville connaît une réelle prospérité et devient alors l'une principales cités de la Saintonge avec Saintes, Saint-Jean-d'Angély et Tonnay-Charente.

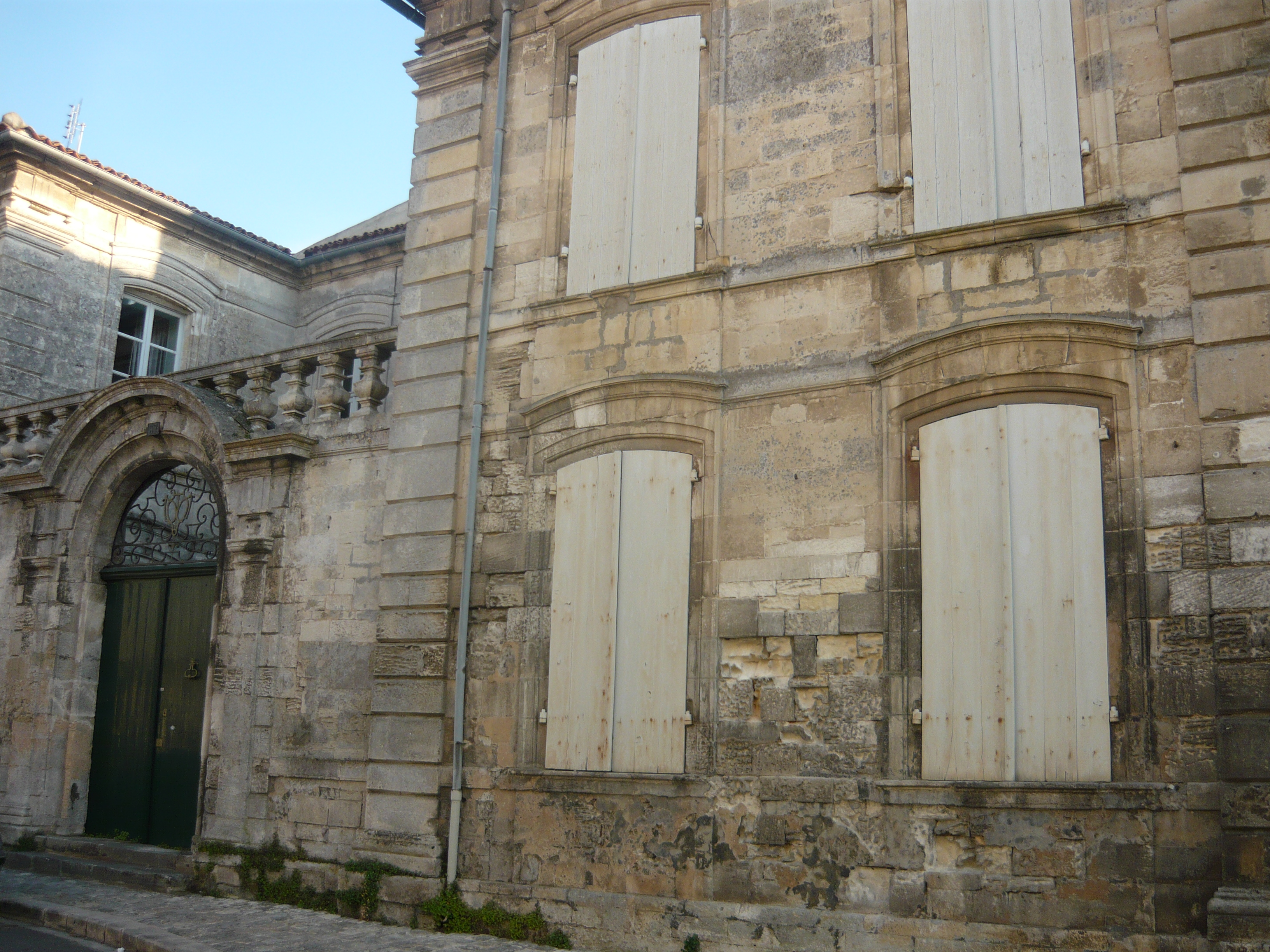
L'hôtel Bonsonge à Marennes, un hôtel particulier à architecture typique du XVIIIe siècle.

Elle doit cette fortune aux salines et à l'expédition du sel dans toute l'Europe du Nord ainsi qu'à son port. Marennes est en effet un des principaux ports morutiers de la Seudre qui arme pour Terre-Neuve.
La ville est dotée d'administrations royales, obtenant en 1702 le siège de l’Amirauté de Saintonge, auparavant fixé à Brouage, et le bureau des Fermes, c'est-à-dire des impôts.
Marennes se couvre de somptueux hôtels particuliers, dont quelques-uns sont précédés de beaux portails d'entrée. Cette splendeur architecturale est le reflet d'une bourgeoisie locale qui vit dans l'opulence grâce au négoce et aux administrations royales.
Par ailleurs, c'est en 1749 que la ville voit édifier à ses portes le beau château de la Gataudière. Son illustre propriétaire, François Fresneau de la Gataudière, en a dressé lui-même les plans. Il sera surnommé le père du caoutchouc.

#### LeXIXesiècle: le siècle du triomphe de l'ostréiculture moderne
Dès le début du XIXe siècle, Marennes est confirmée dans son rôle de sous-préfecture par Napoléon 1er. Cependant, pendant l'Empire, la ville va entrer dans un véritable déclin.
Ce n’est qu’en 1818 que le sous-préfet Charles-Esprit Le Terme entreprend d’importants travaux d’assainissement des marais alentour.
Cependant, la ville ne prospère guère et sa population stagne jusqu’à l’aube du Second Empire.

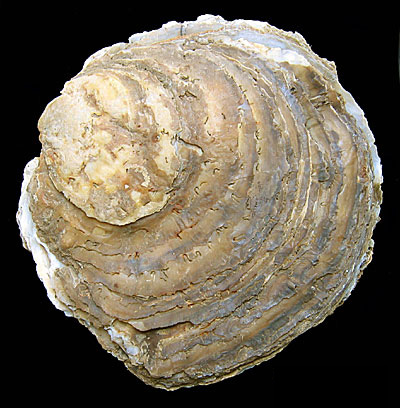
L'huître plate était la production locale de Marennes au XIXe siècle qui faisait déjà la réputation de la ville.

Sous le Second Empire, l'ostréiculture fait ses premiers pas. Cette industrie deviendra bien vite prépondérante, les anciens marais salants étant progressivement reconvertis en claires à huîtres.
C'est pendant le Second Empire que le canal de la Charente à la Seudre est mis en service en 1862. Il va permettre le désenclavement de la ville et favoriser l'installation d'une usine de produits chimiques, qui se reconvertira plus tard en fabrique d'engrais.
La Troisième République apporte à Marennes un véritable "âge d'or" avec l'établissement de la voie ferrée Cabariot-Le Chapus en 1889. Ce qui met réellement fin à l'enclavement de la cité. La gare ferroviaire va alors connaitre une intense activité.
C'est dans cette période prospère que la ville change profondément d'aspect et va laisser un héritage architectural qui va durablement marquer son urbanisme. C'est en 1874 que l'ancienne esplanade, nommée alors la place des Aires, va connaître un important aménagement et sera dotée en son milieu d'une statue dédiée en l'honneur du marquis de Chasseloup-Laubat, ministre et homme d'État. Cette place portera dès lors son nom et deviendra d'emblée le lieu le plus animé et le plus agréable de la cité.
Durant cette époque, la ville est marquée par une importante présence militaire : une caserne de douaniers est installée à proximité de la Rue du Lindron, devenue depuis la Rue de Verdun. Une caserne de gendarmes, située sur la Place Carnot, est inaugurée en 1898. Enfin, en 1907, est construite la caserne Commandant-Lucas, destinée à loger le troisième régiment d'infanterie coloniale.
En 1892 est édifié un hôpital, portant le nom d'hôpital Dubois-Meynardie, et qui existe toujours.
Pendant ce temps, Marennes possède l'une des plus grosses usines chimiques du département de la Charente-Inférieure et participe comme les autres villes du littoral charentais (La Rochelle et son nouvel avant-port de La Pallice, le complexe industrialo-portuaire de l'estuaire de la Charente avec Rochefort et Tonnay-Charente) à l'effort d'industrialisation.

#### Marennes pendant leXXesiècle
Les trois premiers quarts du XXe siècle ont été une période difficile pour la ville, où la perte de la fonction de sous-préfecture en 1926 a été certainement l'évènement local le plus retentissant, Marennes entrant alors dans une très longue période de léthargie urbaine.
Tout d'abord, l’épizootie qui frappe les huîtres plates en 1920 provoque dans tout le bassin une grave crise ostréicole, et contraint à une reconversion drastique de la production. Mais l’ostréiculture a pu être préservée grâce à l’huître creuse, qui s’est fixée sur le littoral charentais dès 1868.
Cependant, la fermeture de l’usine de fabrication d’engrais de la Compagnie Saint-Gobain constitue une autre vicissitude pour l’économie locale.
Plus tard, l’application de la loi Poincaré, qui fait supprimer la sous-préfecture en  1926, porte un coup terrible à la petite ville. Cette fermeture entraîne inexorablement la ville dans un très long déclin économique, qu’aggraveront par la suite la suppression de la garnison militaire, puis la désaffectation progressive des activités de la gare ferroviaire.
Ce déclin des activités économiques se traduit dans la ville par une stagnation démographique, autour de 4 000 habitants. Marennes cesse dès lors  d’être attractive.
Pendant les sombres années de la Seconde Guerre mondiale, Marennes est occupée par les troupes allemandes depuis juin 1940 et ne sera libérée que le 9 septembre 1944 par les FFI. Mais la ville a subi des dommages et déplore nombre de victimes dont la mort en déportation de son député, Jean Hay, au camp d'Ebensee le 23 avril 1945.
Du lendemain de la Seconde Guerre mondiale jusqu’au milieu des années 1970, Marennes connaît un certain nombre de mutations économiques auxquelles elle a dû faire face avec plus ou moins de succès, sans pour autant retrouver les bases d’un véritable développement économique et urbain qui ont transformé les autres villes de la région.
Tout d’abord, la fermeture de la gare ferroviaire pour le trafic voyageurs en septembre 1971, puis du trafic ferroviaire des marchandises, en octobre 1987, aggrave la situation de desserte de la ville, et Marennes  devient une simple halte pour les autobus interurbains entre Rochefort et l’île d’Oléron et entre Saintes et l’île d’Oléron.
Entre-temps, la mise en service du pont de l'île d'Oléron  en 1966 amena de profonds changements dans la  desserte urbaine de l’agglomération de Marennes. Avec le développement du tourisme et l’explosion du trafic automobile qui s’ensuivit, la ville connut rapidement les affres des embouteillages auxquels elle n’était pas préparée. Chaque été, la principale artère urbaine fut envahie par un trafic automobile sans cesse croissant qui rendait urgente la réalisation d’une rocade de contournement de la ville. Ces travaux furent accomplis après la construction du viaduc sur la Seudre en 1972, à l’ouest de Marennes. La ville devient dès lors un carrefour routier incontournable.
Malgré ces quelques améliorations et le frémissement du tourisme, Marennes ne se développe pas depuis la fin de la guerre et offre l'aspect d'une grosse bourgade rurale assoupie jusqu'au tournant des années 1970.

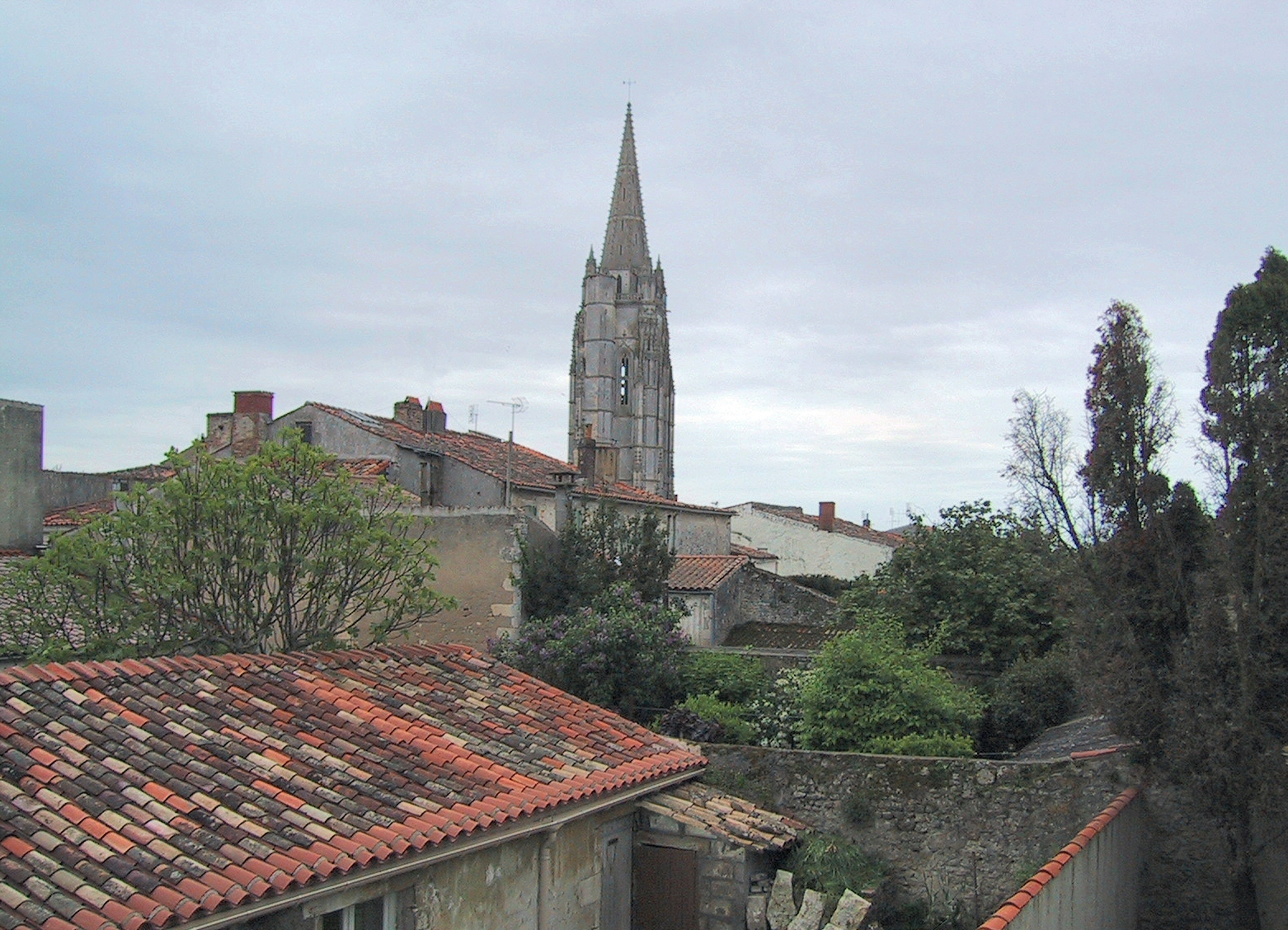
Marennes était une petite ville assoupie à l'aspect encore très rural au tournant des années 1970.

À la veille des années 1970, l'économie de la ville est sérieusement menacée par une nouvelle crise qui frappe l'ostréiculture que les petites industries locales ne peuvent pas aider à résoudre.
La grave épizootie de 1970, qui a frappé les parcs à huîtres, a atteint durement la profession ostréicole. Les huîtres portugaises ont à leur tour été atteintes par une mortalité qui a nécessité leur remplacement quasi total, par une nouvelle espèce, la « japonaise ». Celle-ci  a pu reconstituer les parcs assez rapidement, mais l’épizootie de 1970 a entraîné l’abandon de nombreux ostréiculteurs.
À la fin de la décennie 1970-1980, les derniers résidents de la caserne Commandant-Lucas, une compagnie de CRS ayant succédé au régiment d'infanterie coloniale après la Seconde Guerre mondiale, quittent les lieux.
Ces conséquences économiques ont entraîné une stagnation démographique et la ville ne compte plus que 4 200 habitants en 1975.
Depuis les années 1980, la ville a encouragé la reconversion des activités économiques de la ville vers le secteur tertiaire, par le développement des services et des commerces, du tourisme et de la culture, tout en préservant l'ostréiculture. Marennes est depuis lors entrée avec succès dans une profonde mutation aussi bien de son économie urbaine que dans son cadre de vie.

#### Marennes auXXIesiècle: une ville tournée vers la modernité
Aujourd'hui, Marennes est une ville pleinement tournée vers la modernité tout en préservant son patrimoine historique, son cadre de vie urbain et son environnement fragile. Depuis une décennie, c'est une ville en pleine transformation, et son essor démographique la fait figurer parmi l'une des villes plus attractives de la Charente-Maritime, sa population ayant recommencé à croître régulièrement depuis 1975. Marennes a d'ailleurs largement franchi le cap des 5 000 habitants au dernier recensement de population, où elle enregistre 5 315 habitants en 2007. L'urbanisation s'est considérablement développée au nord de la cité et en direction de Bourcefranc-le-Chapus, où les deux villes forment aujourd'hui une agglomération urbaine de 8 626 habitants qui la place au sixième rang départemental.

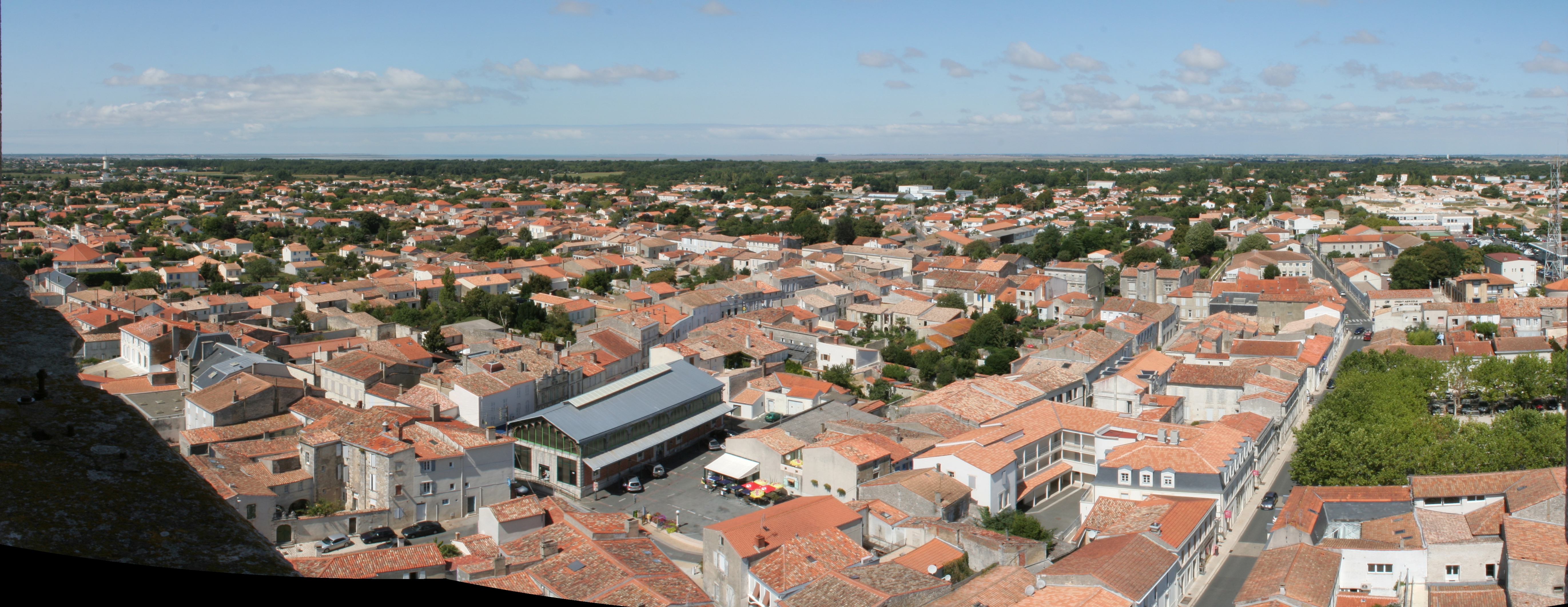
Panorama de Marennes, une ville aujourd'hui tournée vers la modernité.

La tertiarisation réussie de son économie urbaine et l'ouverture vers le tourisme l'ont préservée d'un réel déclin que la mono-activité de la conchyliculture aurait aggravé.
La modernisation de ses activités économiques s'est accompagnée d'une vie culturelle, associative et sportive diversifiée. La réalisation de nouvelles infrastructures culturelles parmi lesquelles une médiathèque, un cinéma en 2008, un théâtre de verdure et la création à l'automne 2006 de la Cité de l'Huître, complexe touristique original, scellent l'entrée de la ville dans l'ère du tourisme et des loisirs.
Le 1er janvier 2019, la commune fusionne avec Hiers-Brouage pour former la commune nouvelle de Marennes-Hiers-Brouage dont la création est actée par un arrêté préfectoral du 27 novembre 2018.

### Patrimoine historique et urbain

#### Patrimoine religieux

##### L'église Saint-Pierre

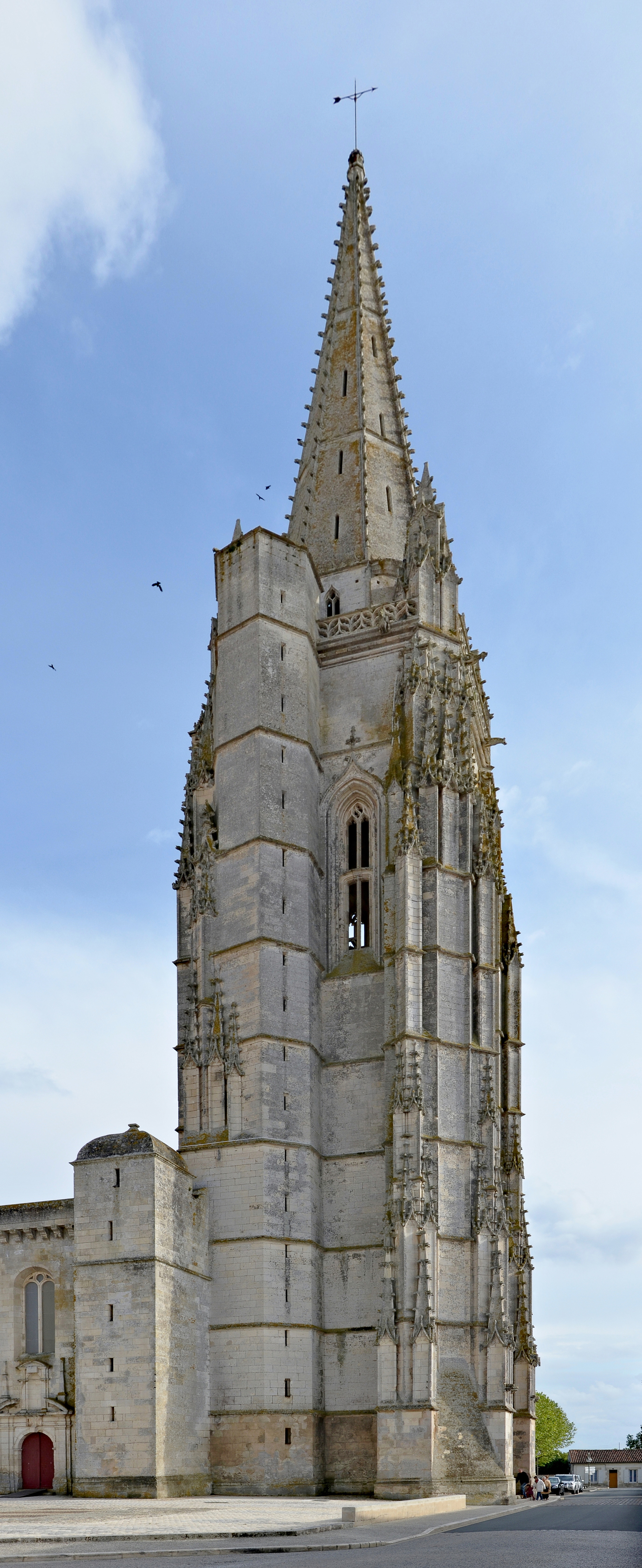
L'église Saint-Pierre à Marennes possède le plus haut clocher de la Charente-Maritime avec ses 85 mètres de hauteur.

Les origines de cet imposant sanctuaire remontent au moins au début du XIe siècle, comme l'atteste sa mention dans l'acte de donation fait par le duc d'Aquitaine Geoffroy Martel à l'abbaye aux dames de Saintes, en 1047.
Après les affres de la longue guerre de Cent Ans, l'édifice est entièrement reconstruit entre le milieu du XIVe siècle et le XVe siècle dans le style gothique flamboyant. Son clocher-porche date de cette époque et témoigne de la splendeur de l'église et de la richesse de la ville à cette époque.
Durant les guerres de religion, l'église sert de citadelle aux catholiques, assiégés par des troupes protestantes, mais, à la fin du conflit inter-religieux, l'édifice est totalement ruiné. Seul le clocher est préservé. Les vestiges de l'ancienne église sont démolis en 1600. Les travaux de reconstruction débutent deux ans plus tard : ils dureront jusqu'en 1776.
L'édifice actuel, de style classique, est formé d'une nef unique de cinq travées, bordée de chapelles latérales surmontées de tribunes avec balustrades. La nef est prolongée par un chœur de deux travées, éclairé de profondes baies pourvues de vitraux au XIXe siècle. Les fresques, endommagées, datent également de cette période. Les voûtes, réalisées au XVIIIe siècle sont en anse de panier.
À l'intérieur se trouvent plusieurs ex-voto d'inspiration marine, une statuaire constituée entre le XVIIIe et XXe siècles ainsi qu'un orgue de chœur datant du XVIIIe siècle. Cet instrument, toujours en état de marche, a été classé aux monuments historiques en 1986. L'église fut siège d'archiprêtré : la liste des titulaires de cette charge se trouve à l'entrée du sanctuaire.
L'élément le plus remarquable de l'église est son clocher, visible des kilomètres à la ronde, et dont les dimensions s'expliquent par la nécessité de servir d'amer. Il s'apparente à la flèche de la Basilique Saint-Eutrope de Saintes.
L'église est classée monument historique depuis 1840, grâce aux soins avisés de Prosper Mérimée, alors Inspecteur des monuments historiques pendant la monarchie de Juillet.
Le clocher de l'église Saint-Pierre, avec une hauteur impressionnante de 85 mètres et accessible par 289 marches, a également la particularité d'être le plus élevé de tous les édifices religieux du département de la Charente-Maritime. Il est non seulement l'emblème de la ville de Marennes, mais l'un des monuments historiques les plus visités de la cité.

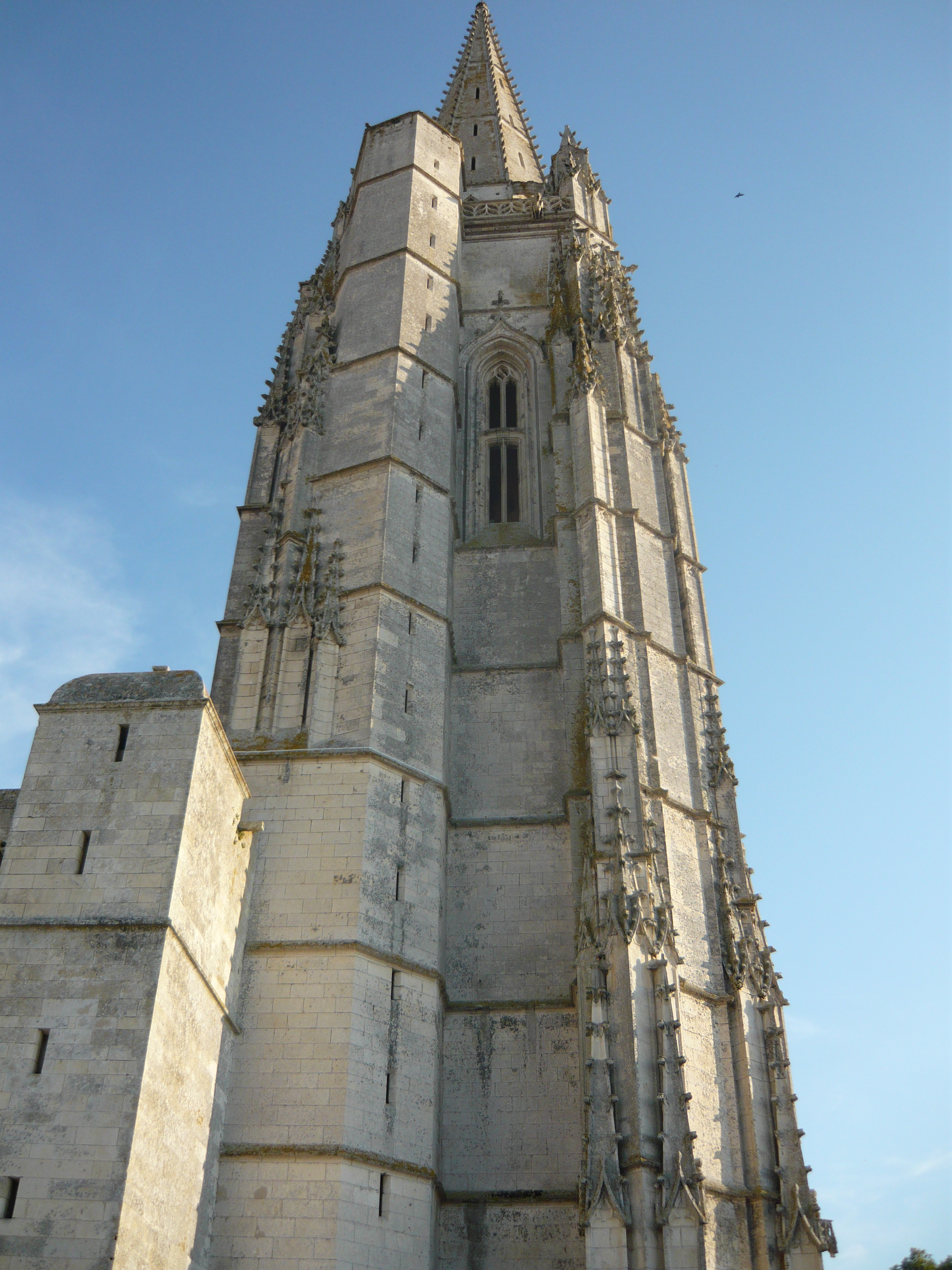
Le clocher-porche de l'église s'élève à 85 mètres de hauteur.
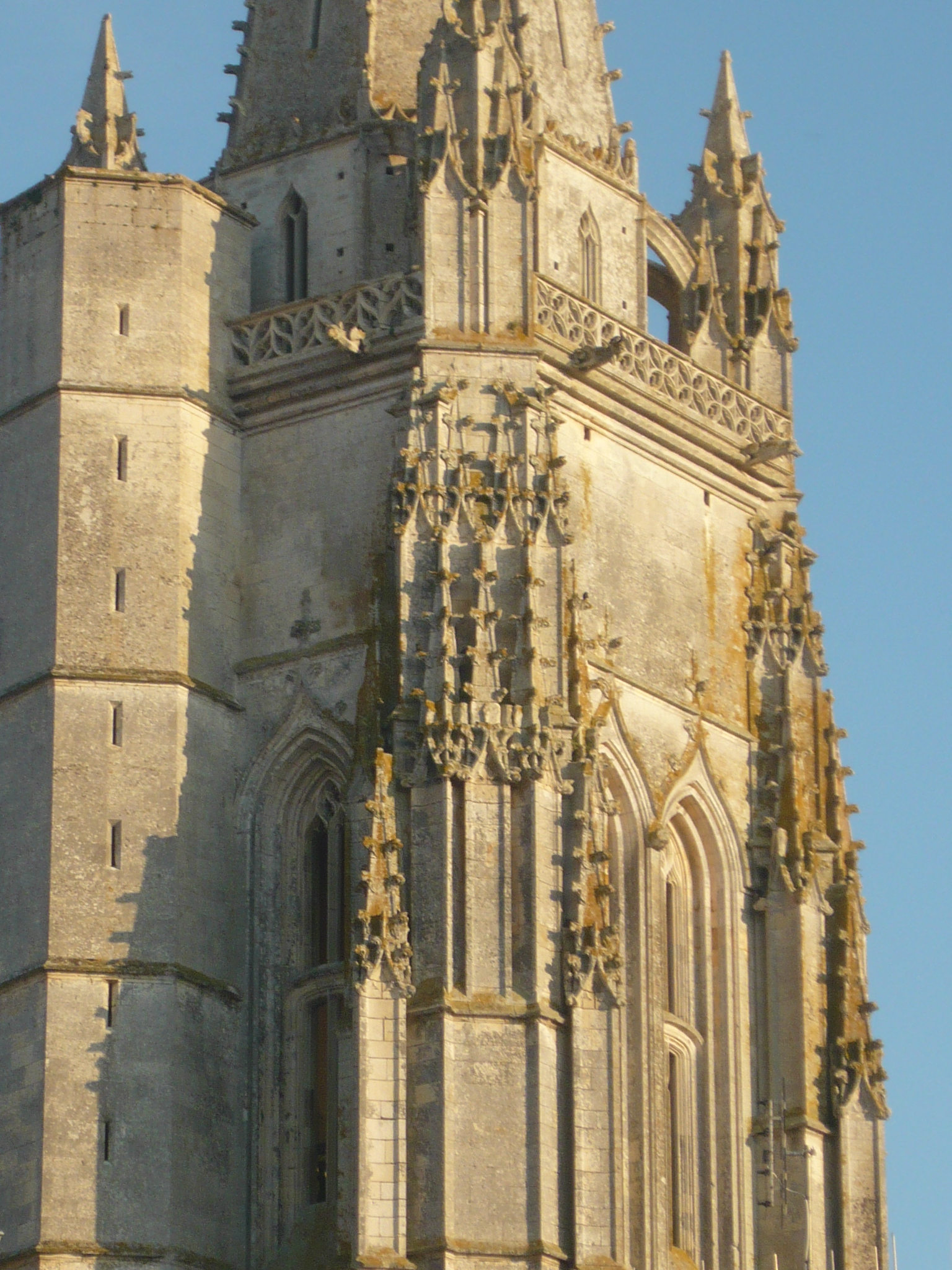
Dentelles de pierre du clocher gothique de l'église de Marennes.
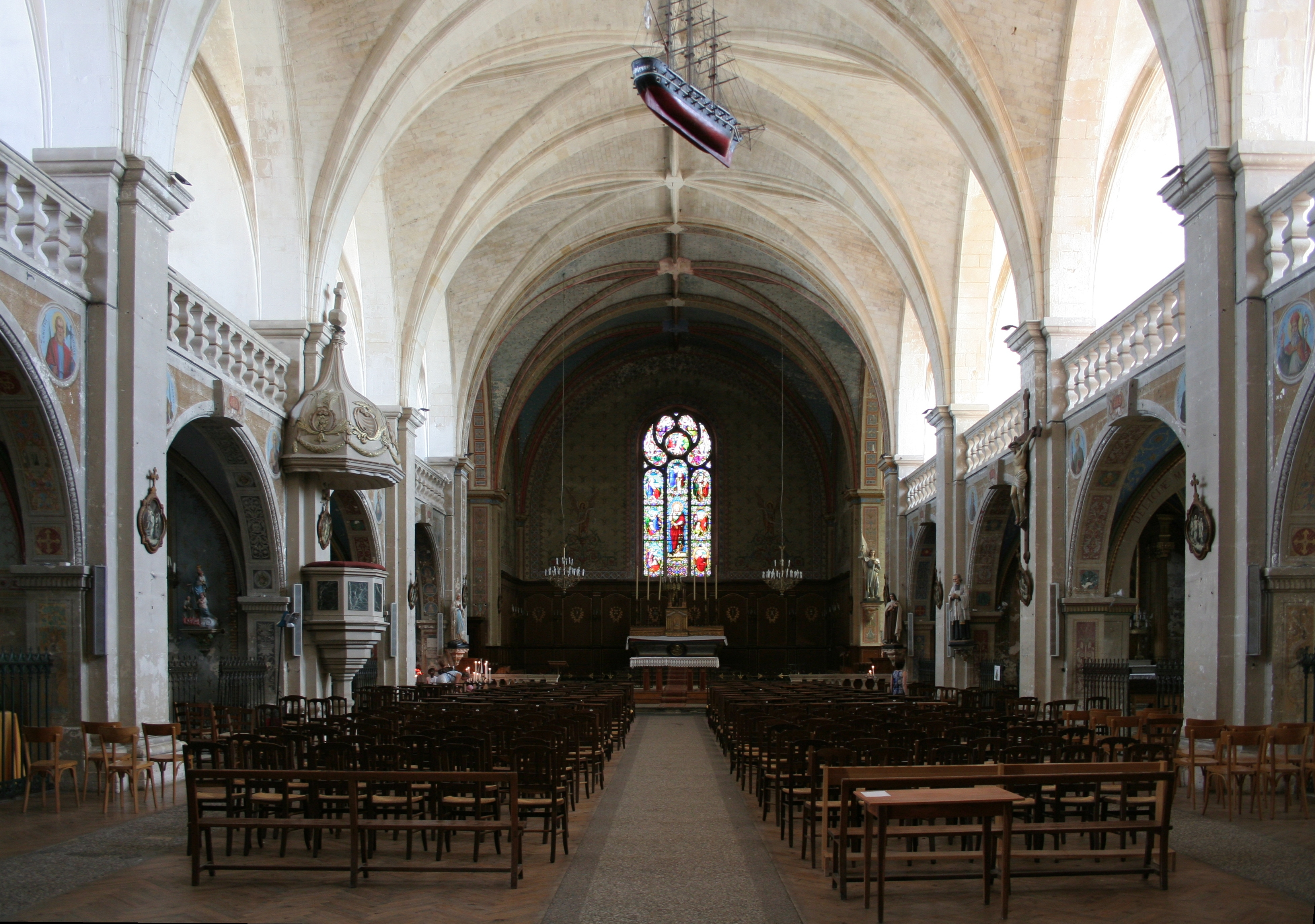
L'intérieur de l'église Saint-Pierre.
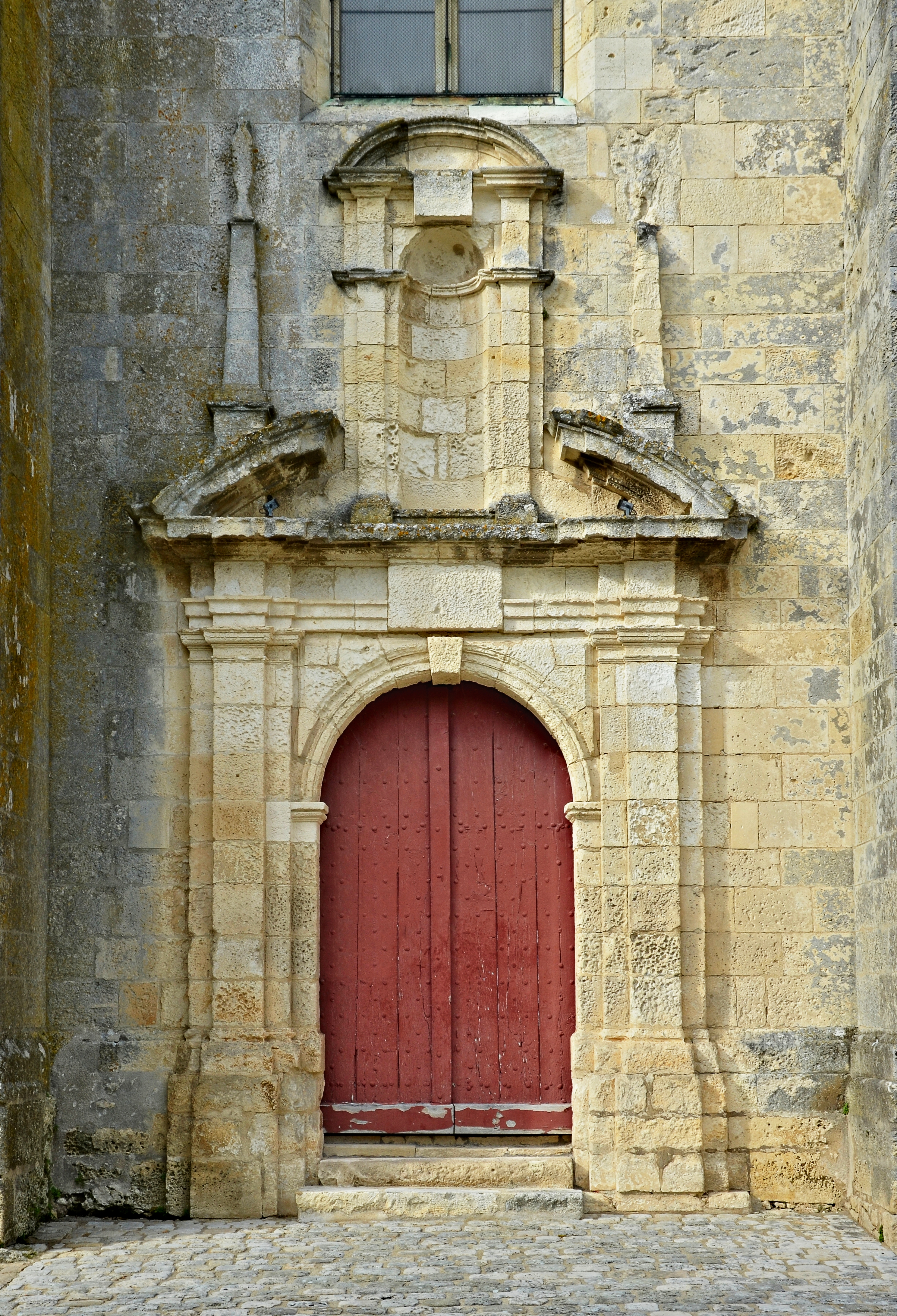
Entrée latérale sud.

##### Anciens couvents des Récollets et des Sœurs de la Charité

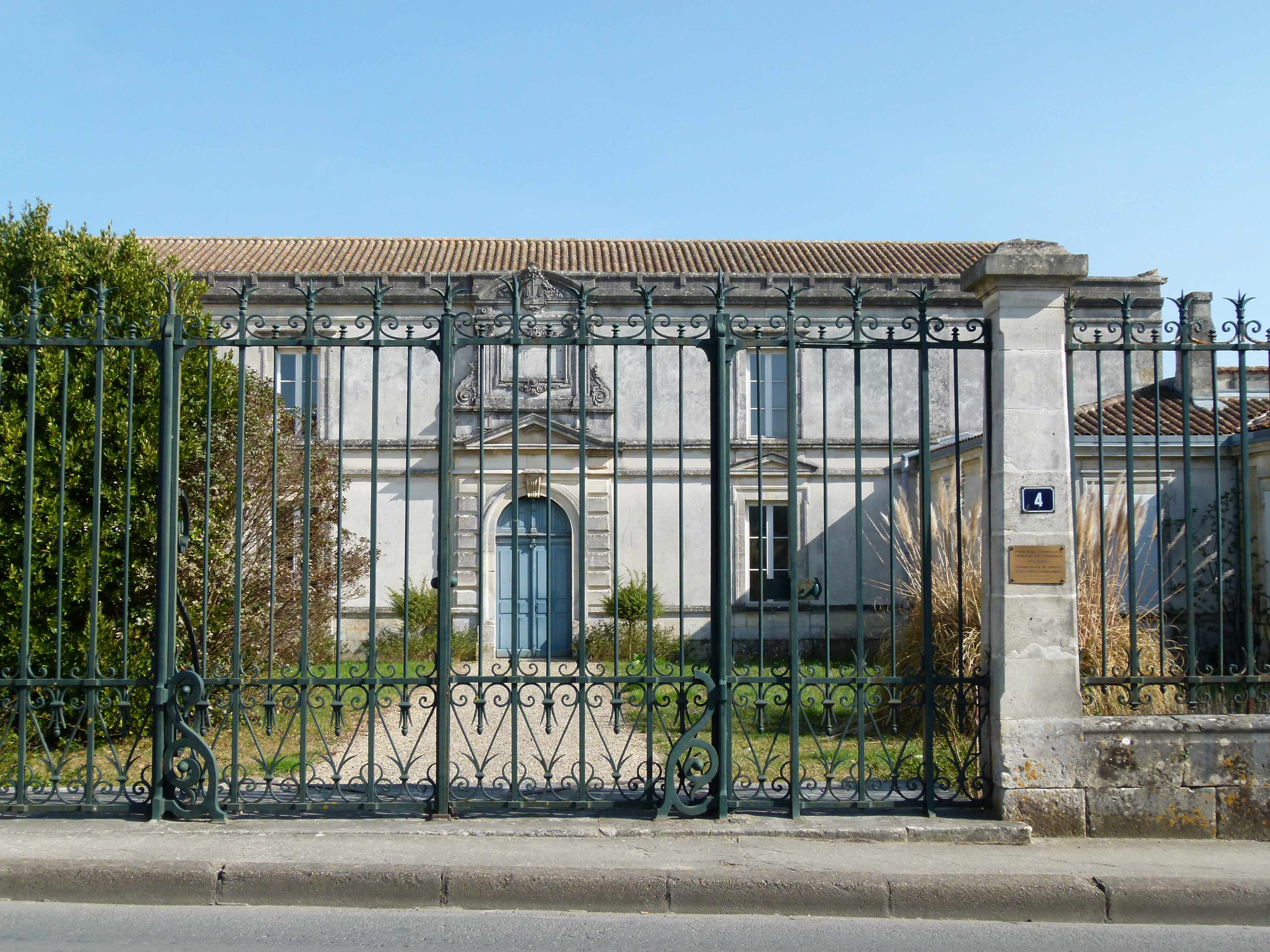
L'ancien couvent des Récollets a abrité les services judiciaires de la ville jusqu'en 2007.

L'ancien couvent des Récollets date du XVIIe siècle. Saisi par décision des autorités révolutionnaires en 1791, il abritera le tribunal, la mairie et la prison pendant plusieurs décennies. La mairie est déplacée en 1860, et le couvent entièrement consacré aux affaires judiciaires. Le rez-de-chaussée abritait les cachots, le premier étage, les bureaux des juges, et la chapelle servait aux offices religieux. Les locaux, propriété de la commune, vont être prochainement réaffectés.
L'ancien couvent des Sœurs de la Charité est l'un des nombreux établissements religieux établis dans la cité au XVIIe siècle. Il conserve notamment une chapelle de plan très simple récemment reconvertie en médiathèque. La voûte de celle-ci, entièrement charpentée, évoque la coque d'un navire renversé.

##### Le Temple réformé
Le premier Temple de culte protestant fut implanté dans la ville en 1558 et Marennes fut l'une des toutes premières villes reformées de la Saintonge à être dotée d'un lieu de culte réformé.
En raison de l'étroitesse du lieu de culte et face à l'augmentation des nouveaux convertis, un nouveau temple « fort beau et fort grand » fut construit en 1600 au centre de la ville.
Mais, un an avant la Révocation de l'édit de Nantes de 1685, le culte réformé fut interdit à Marennes et son temple fut détruit. Marennes se retrouva pendant plus d'un siècle sans bâtiment religieux pour l'exercice du culte réformé. Il fallut attendre les décisions de l'édit de Tolérance de 1787 pour que la communauté protestante de Marennes puisse faire reconstruire un nouveau temple.

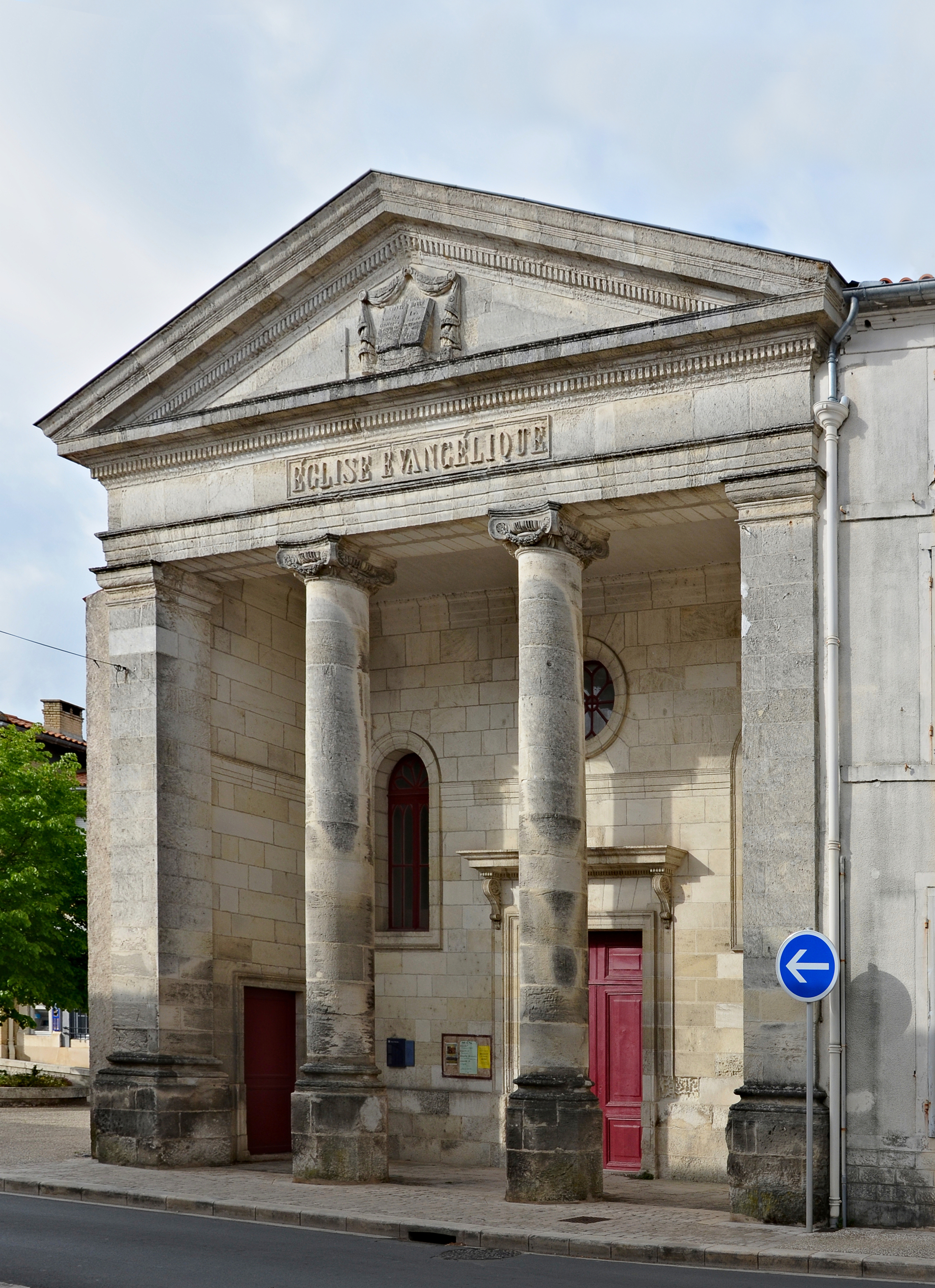
L'austère façade de style néo-classique du Temple réformé de Marennes date de 1861.

Un consistoire avait été créé depuis le Concordat et la communauté des Protestants de Marennes acheta la chapelle de l'ancien couvent des Jésuites en 1810, pour y établir leur nouveau lieu de culte. Marennes possède dès lors, au même titre que La Rochelle et Pons, l'un des plus anciens Temples réformés de la Charente-Maritime.
Cette chapelle qui avait été désaffectée durant de nombreuses décennies dut être en partie démolie, seule l’ancienne forme curieuse en hémicycle de la nef fut conservée. Le Temple connut par la suite de nouveaux aménagements, où il fut remanié en 1836 et surtout en 1861 avec la transformation de l'entrée principale. Une belle façade à colonnades, surmontée d'un fronton triangulaire, fut reconstruite, le tout ouvragé dans une austère allure néo-classique dans la  tradition architecturale du XIXe siècle.
Cette reconstruction du temple de Marennes, qui obéissait en fait à un impératif urbanistique qui avait frappé la façade d'alignement, servit d'exemple à d'autres églises réformées qui adoptèrent également le style du fronton supérieur.

#### Patrimoine public

##### La Place Chasseloup-Laubat

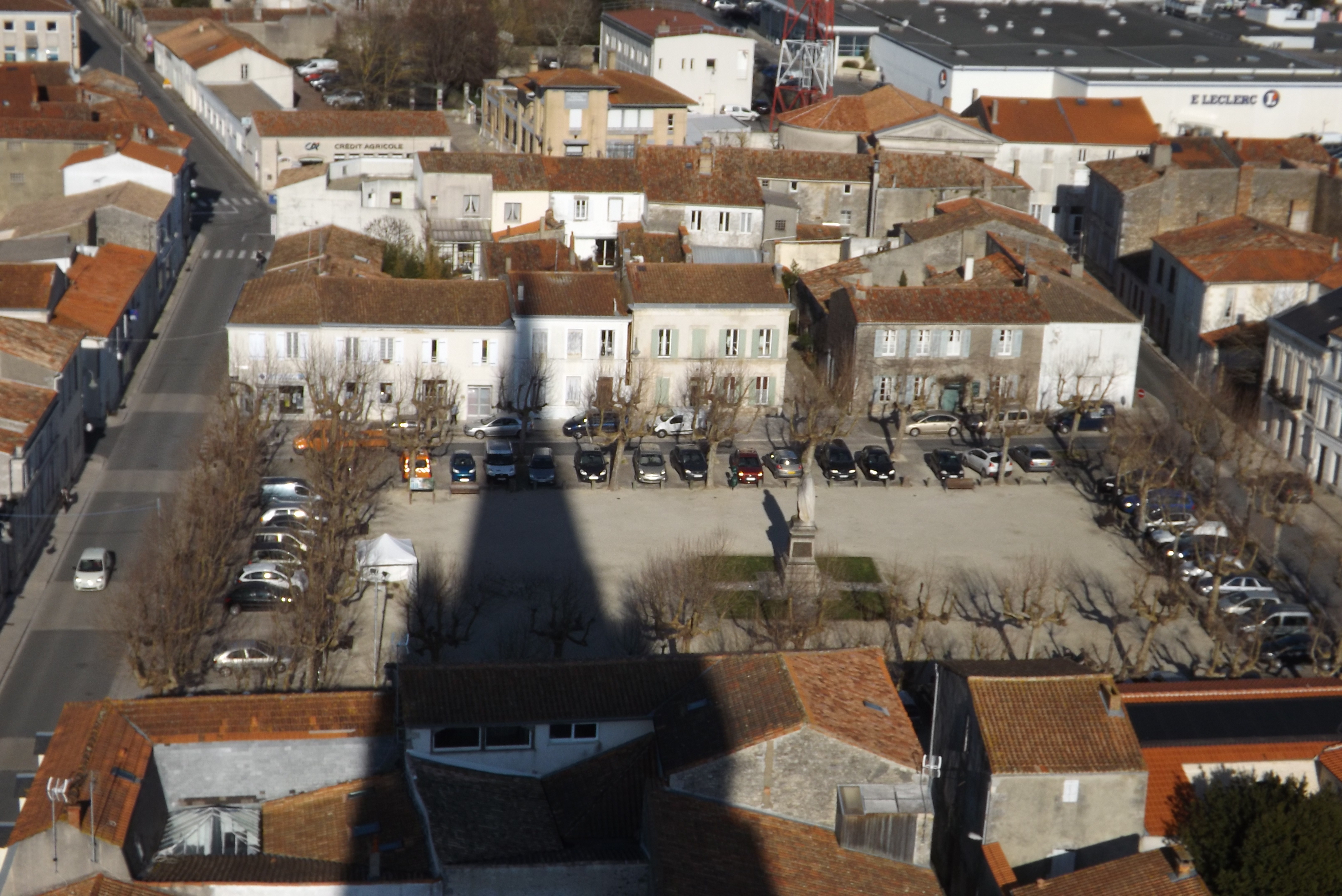
La place Chasseloup-Laubat vue depuis le clocher de l'église.

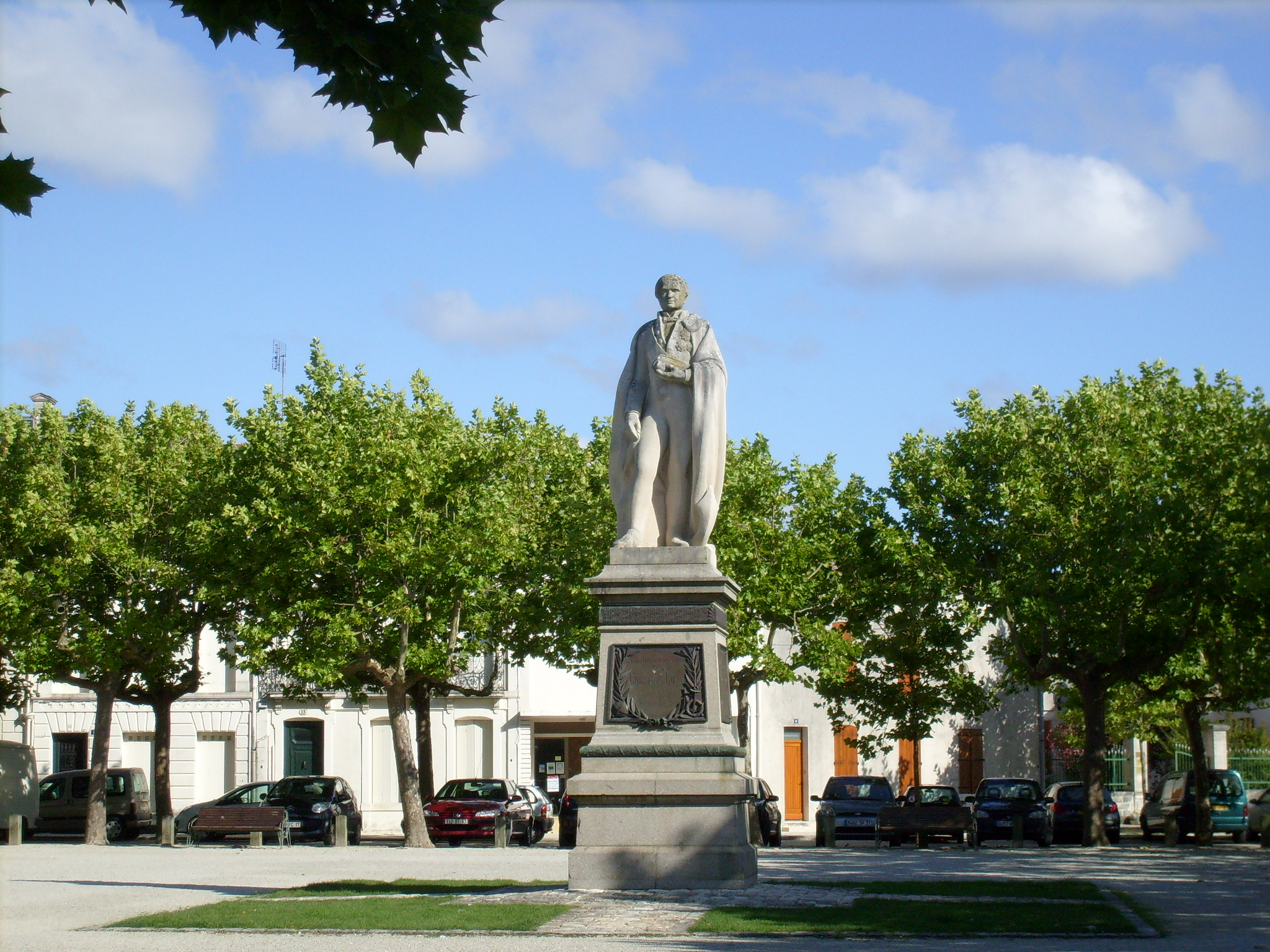
Place Chasseloup-Laubat

Cette vaste place arborée, située à proximité de l'église Saint-Pierre, est ornée d'une statue du marquis Samuel-Prosper de Chasseloup-Laubat en pierre calcaire et en bronze. Cet homme politique était le fils du général-marquis François de Chasseloup-Laubat, héros des campagnes impériales, qui s'était illustré durant les batailles d'Arcole et de Rivoli. Président du conseil général de Charente-Inférieure pendant presque treize ans, il fut également ministre des colonies et ministre de la marine. C'est lui qui sera à l'origine de l'annexion des territoires de Cochinchine.
La statue est érigée en 1874 sur une esplanade anciennement dénommée Place des Aires. Déboulonnée par les Allemands en 1942, une copie en fut exécutée en 1948 par les sculpteurs Froment Meurice et Jean Joachim.
La place est bordée de nombreux hôtels particuliers dont quelques rez-de-chaussée sont occupés par des commerces, restaurants et bars, et elle est l'un des lieux les plus animés de la ville. Le bâtiment de l'ancienne sous-préfecture la borde.

##### L'ancienne Sous-Préfecture
La ville de Marennes fut chef-lieu d'arrondissement jusqu'en 1926. L'édifice abritant les bureaux de la sous-préfecture est un ancien hôtel particulier datant du XVIIIe siècle, donnant sur la place Chasseloup-Laubat.

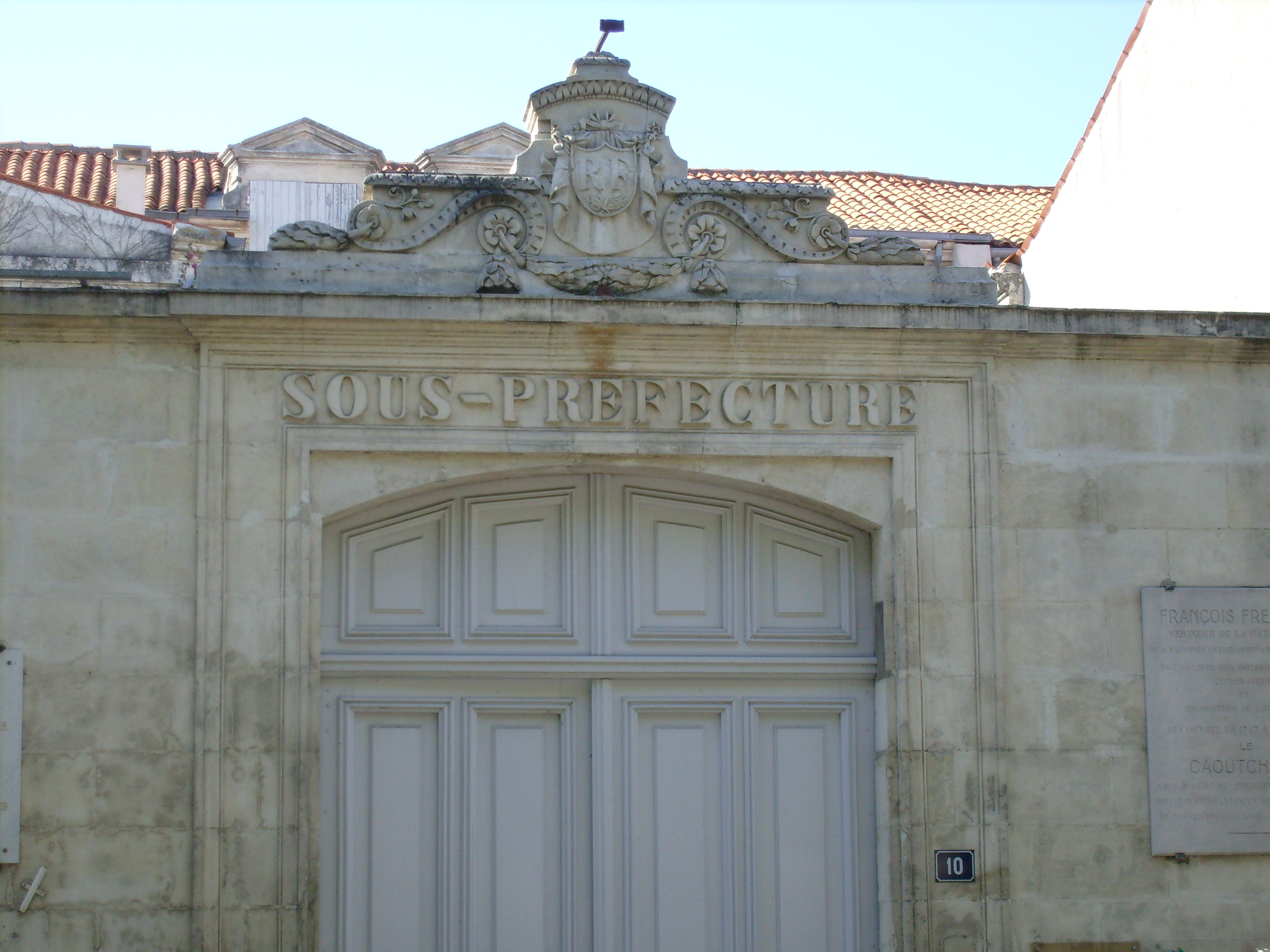
Sous-Préfecture

Alors que les services de la sous-préfecture étaient logés dans l'ancien couvent des Récollets dès 1791 avec les tribunaux et la mairie, ils ont été transférés tout à la fin du XIXe siècle face à la place Chasseloup-Laubat.
D'importants travaux de modernisation du bâtiment furent effectués en 1900, avec l'adjonction d'un portail surmonté de l'inscription « Sous-Préfecture » et d'un blason, ainsi que la modification de la façade arrière, refaite dans un style monumental mêlant styles classique et Renaissance.
Depuis la fermeture de la sous-préfecture, les bâtiments actuels abritent les différents services sociaux de la ville.

##### Les halles couvertes de Marennes
À la fin du XIXe siècle, vers les années 1880, Marennes comme nombre de villes du département se dote de nouvelles halles couvertes dont l'architecture est typique des débuts de la Troisième République.
Construites au cœur de la ville marchande, les halles couvertes de Marennes font mêler les poutres d'acier, les briques rouges et les colonnes en pierres de taille avec de larges verrières pour laisser entrer la lumière. Cette construction inspirée du style Eiffel pour l'emploi du fer et de la brique, matériaux inhabituels à l'époque dans la région, fait de ce bâtiment un modèle d'architecture du XIXe siècle, certes plutôt sobre dans ses lignes mais bien ordonné.

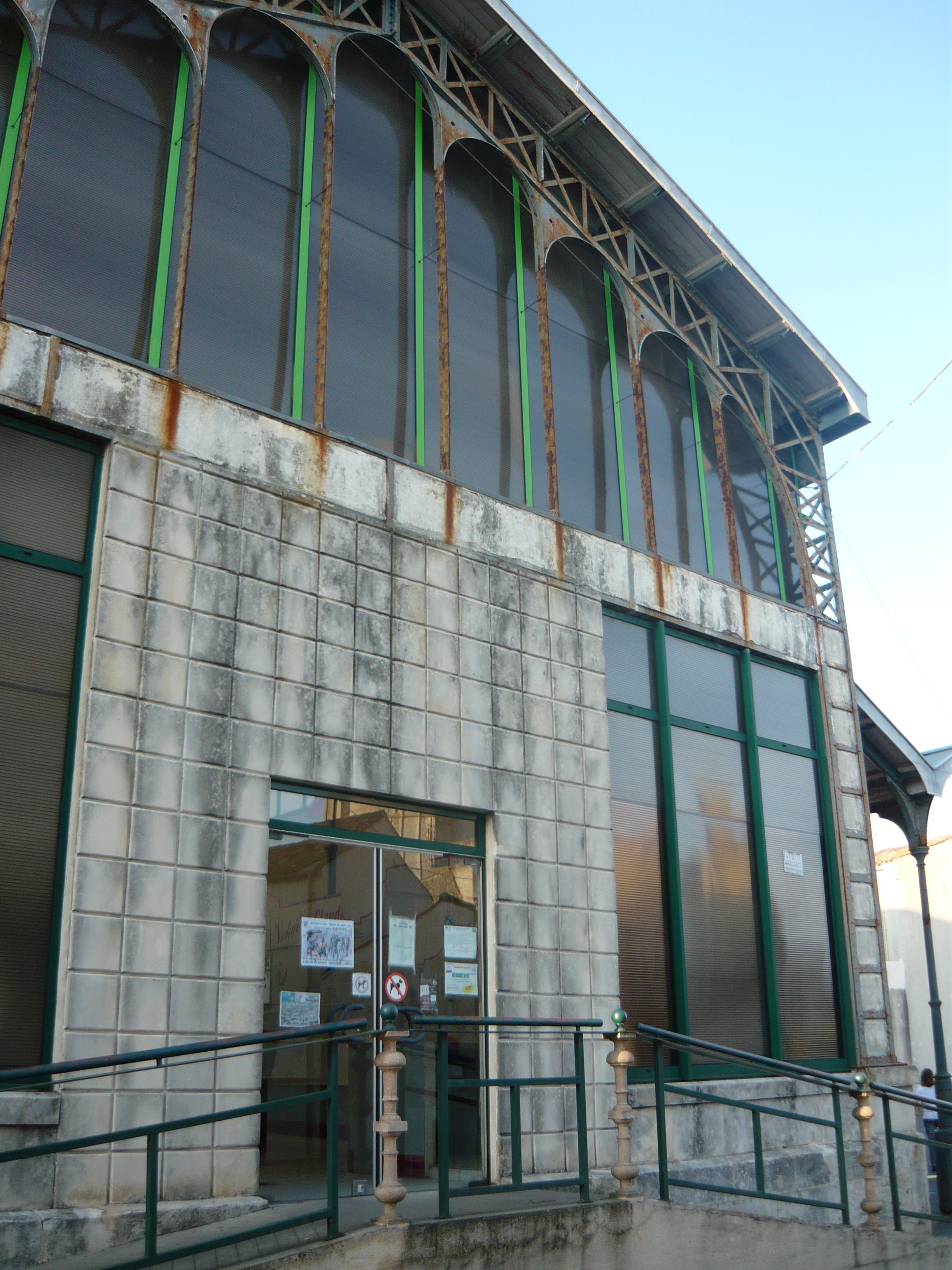
Les Halles couvertes de Marennes, un bâtiment typique du XIXe siècle.
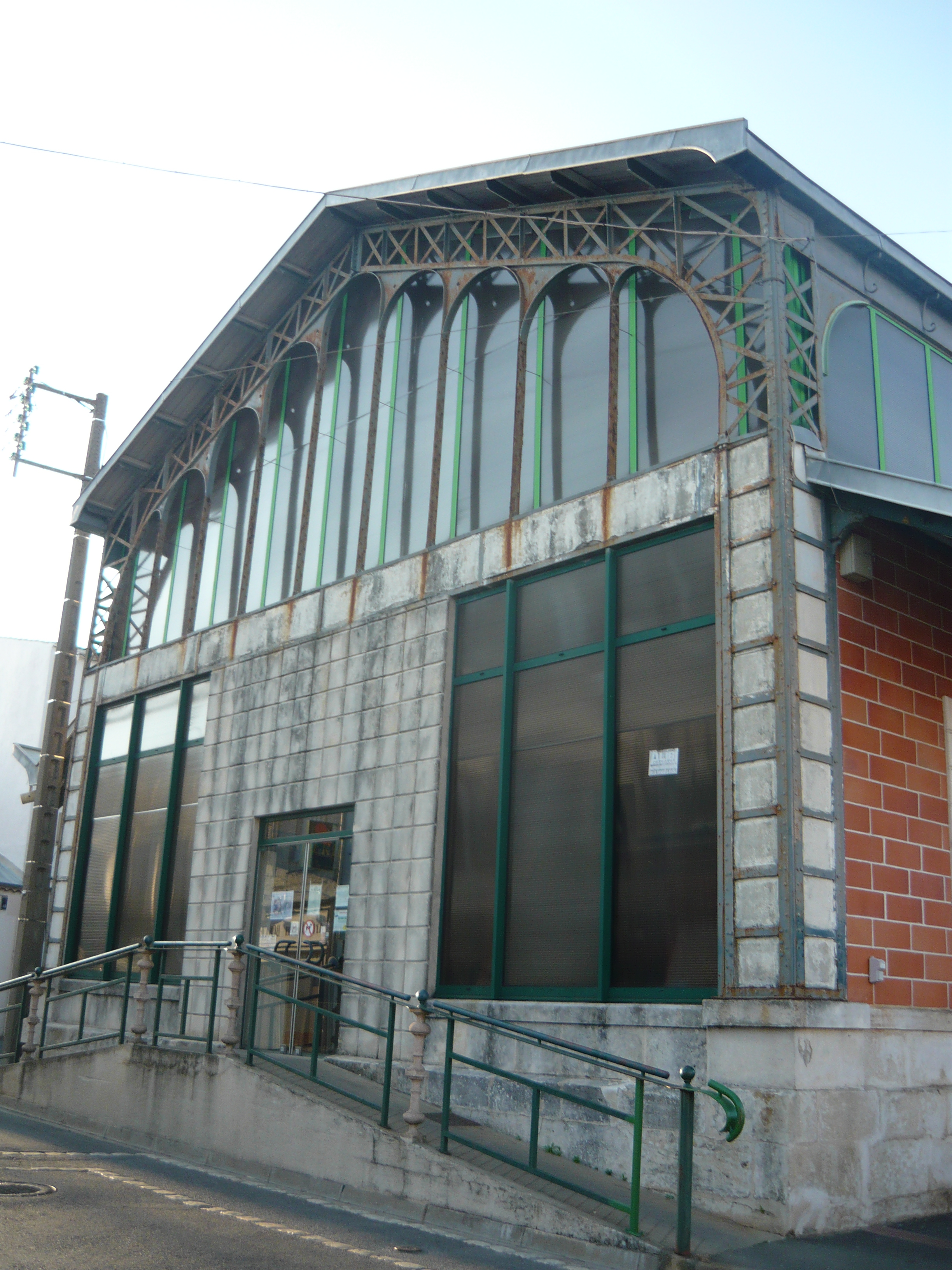
Entrée des Halles.
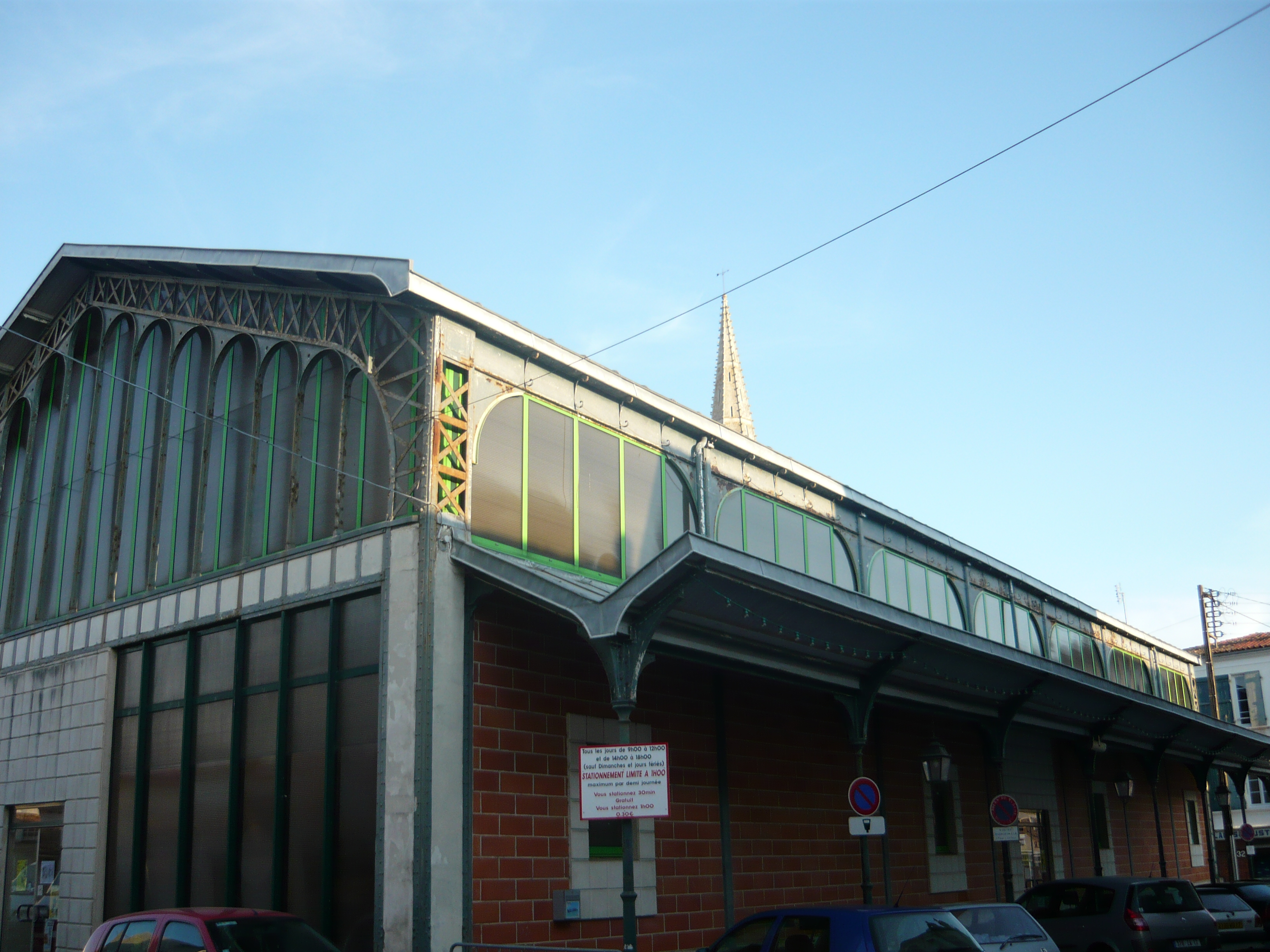
Les Halles de Marennes sont situées dans le cœur historique de la ville.

##### L'ancienne Caserne Commandant-Lucas
Cette caserne, aujourd'hui totalement disparue, formait un vaste bâtiment établi sur quatre niveaux, y compris les combles mansardées. Inaugurée en août 1907, elle logea jusqu'à la Seconde Guerre mondiale le 3e Régiment d'infanterie coloniale, puis après guerre un peloton de la gendarmerie mobile et, enfin, un détachement de la Compagnie républicaine de sécurité plus connue sous le sigle de CRS. Ces derniers évacuèrent les lieux à la fin de la décennie des années 1970.
Longtemps laissée à l'abandon, puis très endommagée pendant la tempête de 1999, la caserne était devenue une friche peu avenante à l'entrée de la ville. En 2004, l'ancienne municipalité a fait détruire son bâtiment principal en autorisant la construction de logements modernes.

##### La Poste

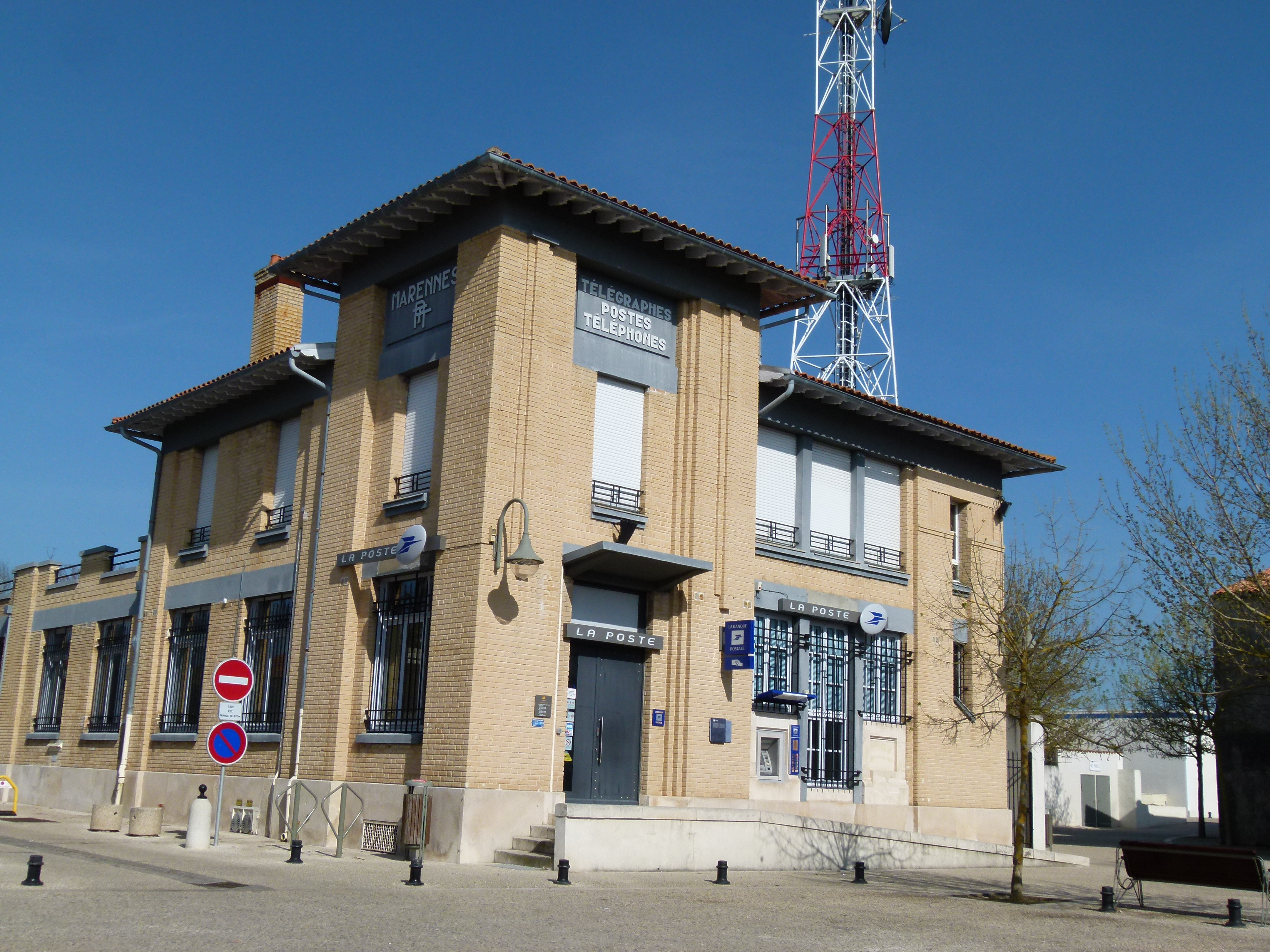
La Poste à Marennes et la tour des télécommunications.

En 1933, la ville s'est dotée d'un nouvel édifice public réalisé dans le style Art déco, tranchant avec la traditionnelle architecture des administrations d’État qui optait le plus souvent pour les styles classico-Renaissance.
L'hôtel des Postes est une reconstruction réalisée cette fois en briques couleur jaune clair, dans un style fonctionnel présentant des formes droites simples. Le bâtiment a été édifié au cœur de la ville, légèrement en retrait de l'artère principale, et en 1934 une place a dû être aménagée dans laquelle une tour de télécommunications a été élevée.

##### La cité de l'Huître
La Cité de l'Huître est un complexe touristique moderne consacré à la connaissance des activités ostréicoles.

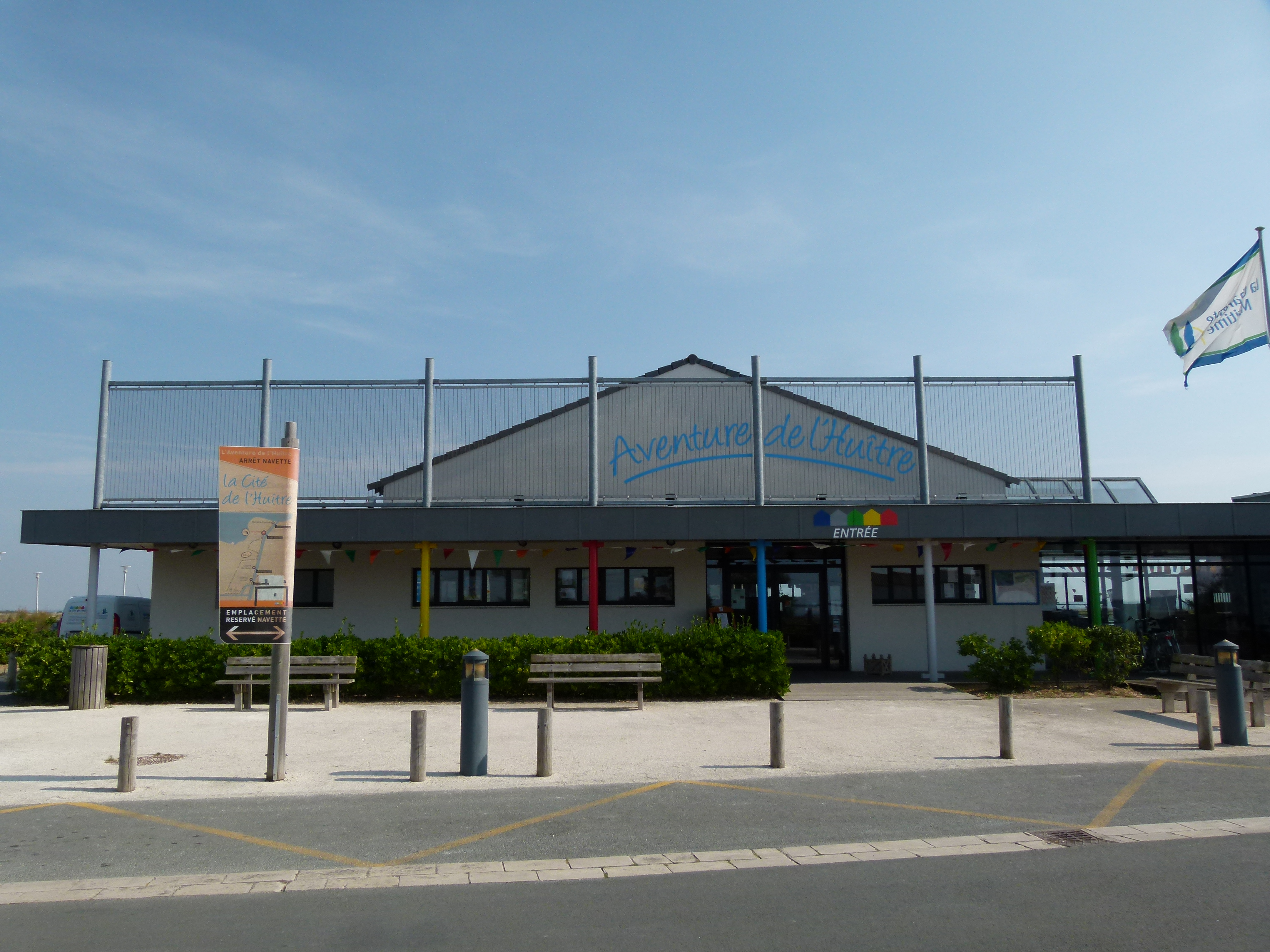
La Cité de l'Huître à Marennes a été inaugurée en octobre 2006.

Inauguré le 9 octobre 2006, il est situé en bordure du chenal de La Cayenne, présentant au public les différentes techniques d'affinage et l'histoire de l'ostréiculture dans la région. Des ateliers de dégustation sont ouverts aux visiteurs et un restaurant est intégré au complexe.
Ce centre muséal a reçu 25 000 visiteurs pendant l'année 2010. Il figure parmi les centres touristiques les plus visités de la ville ainsi que du département de la Charente-Maritime.

##### Le Jardin public
Le Jardin public qui est l'un des principaux espaces verts de la ville a été aménagé dans la dernière décennie du XIXe siècle. Il est situé au sud de la ville-centre, ayant été aménagé derrière le vaste bâtiment de la Gendarmerie Nationale et est attenant au port de plaisance.

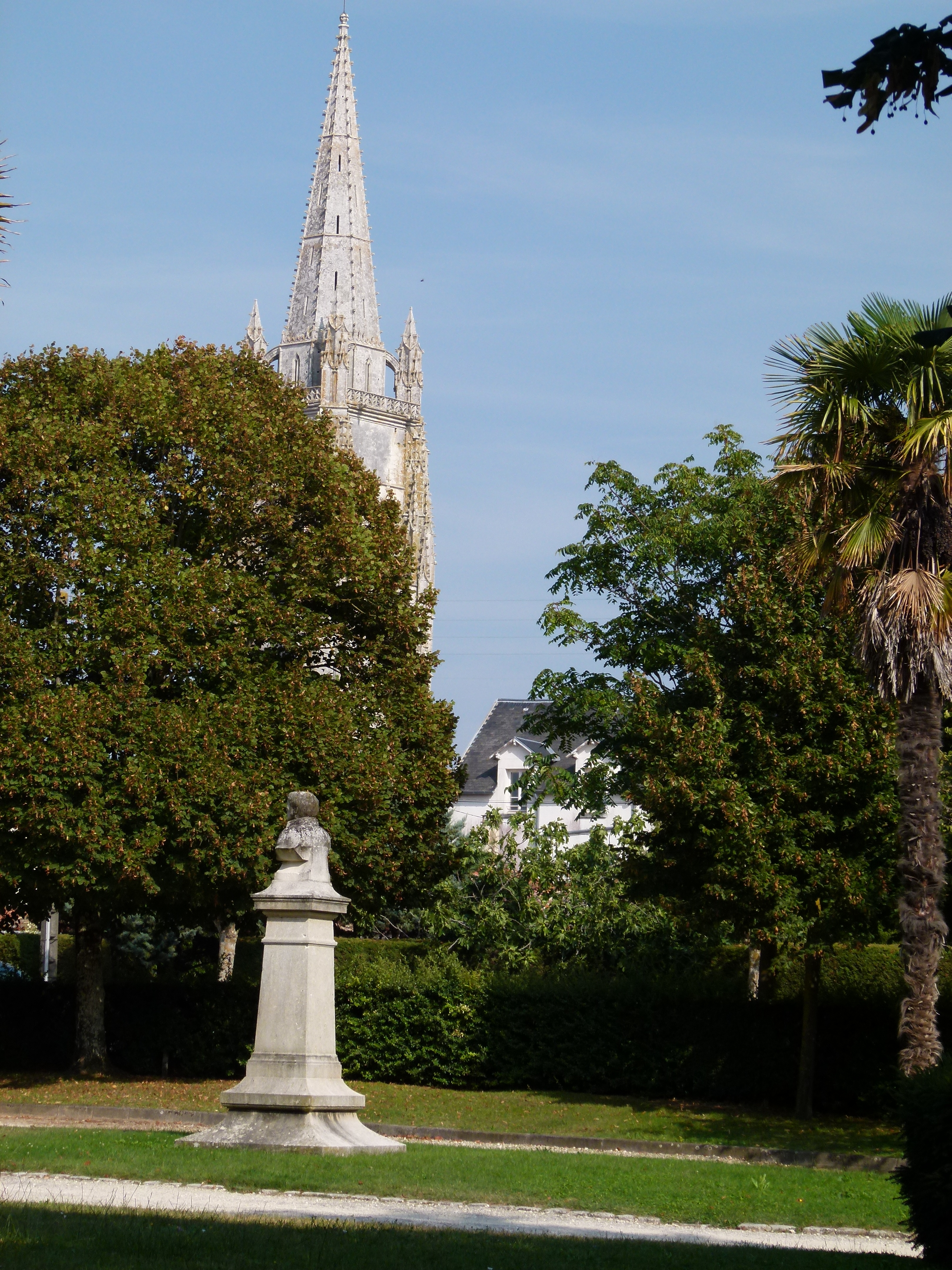
Le Jardin public de Marennes et la statue de Le Terme, sous-préfet de l'ancien arrondissement de Marennes.

En octobre 1892, la municipalité de Marennes y a inauguré la statue de Charles-Esprit Le Terme, ancien sous-préfet en exercice à Marennes pendant la Restauration.
Ce joli parc, particulièrement fréquenté, est également agrémenté de plusieurs équipements de plein air dont le théâtre de verdure installé depuis l'été 2010, un petit bassin aquatique avec végétation hydrophile composée de nénuphars roses et de vallisnerias, des structures de jeux pour enfants et un boulodrome. Enfin, il est sillonné de petits sentiers de promenade serpentant autour d'une végétation variée formée notamment de hêtres, d'érables, de marronniers, de palmiers et de tilleuls.

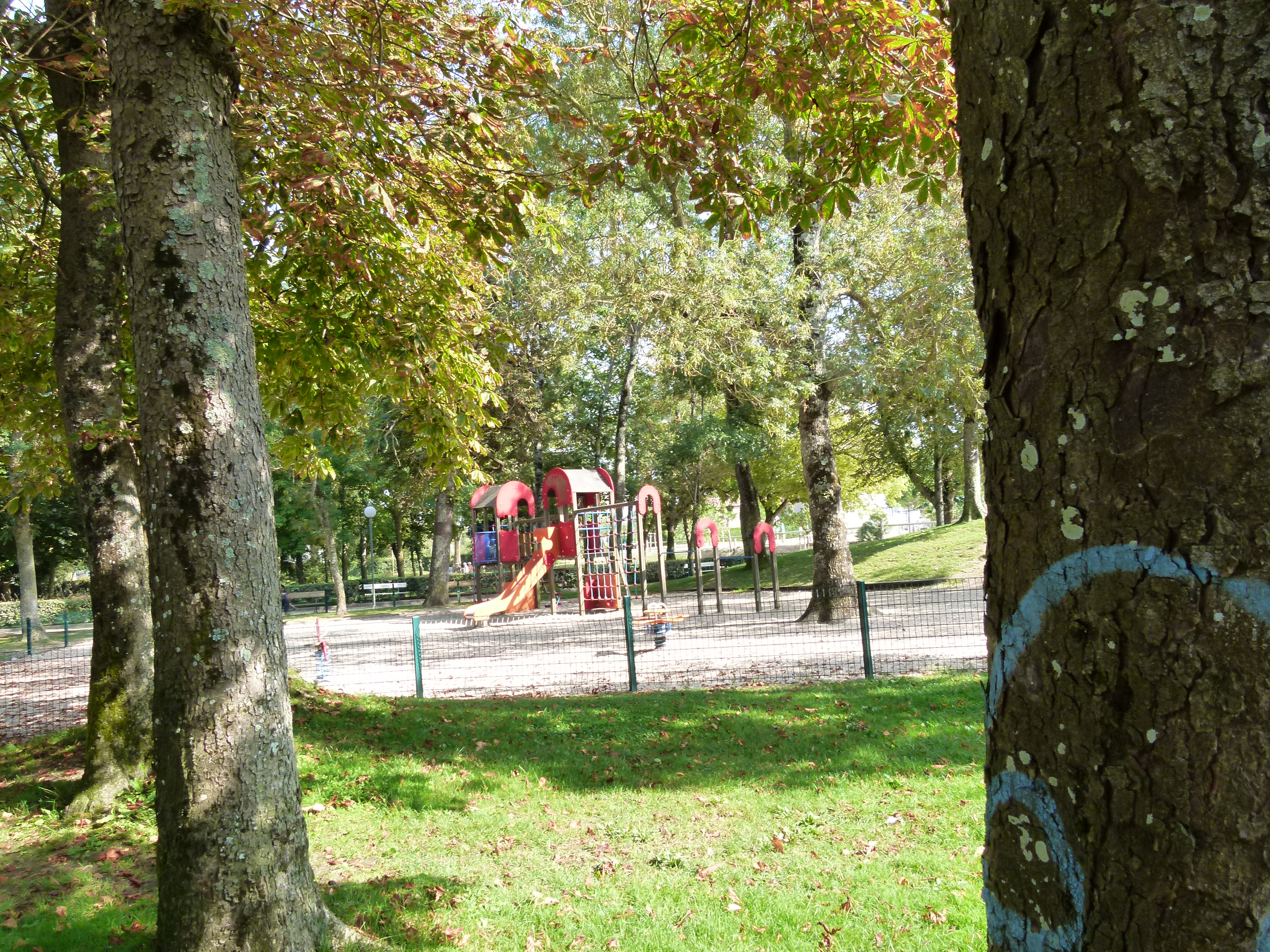
Parmi les beaux arbres du jardin public des jeux de plein air pour les enfants.
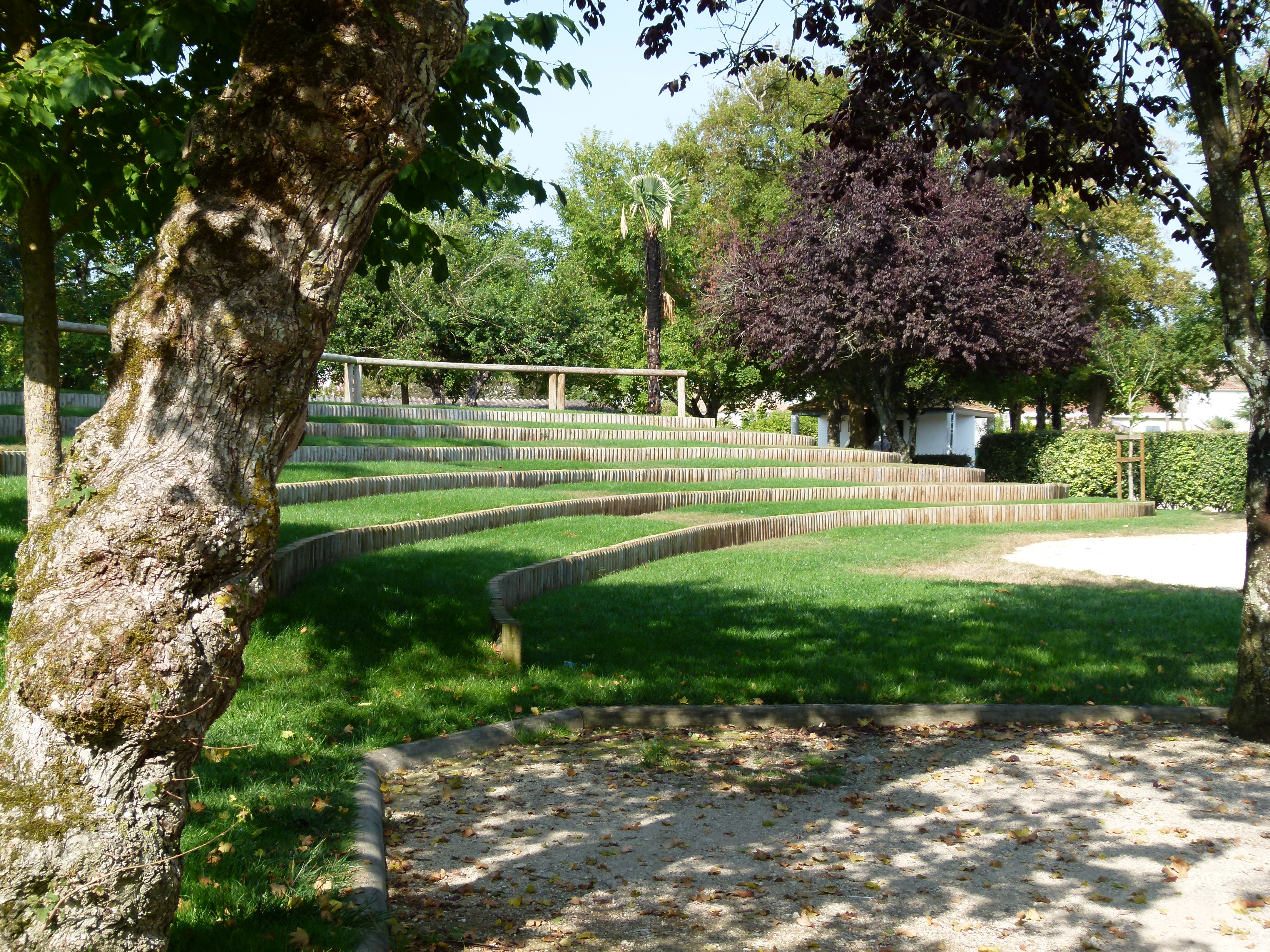
Le théâtre de verdure a été aménagé dans le jardin public de Marennes depuis l'été 2010.
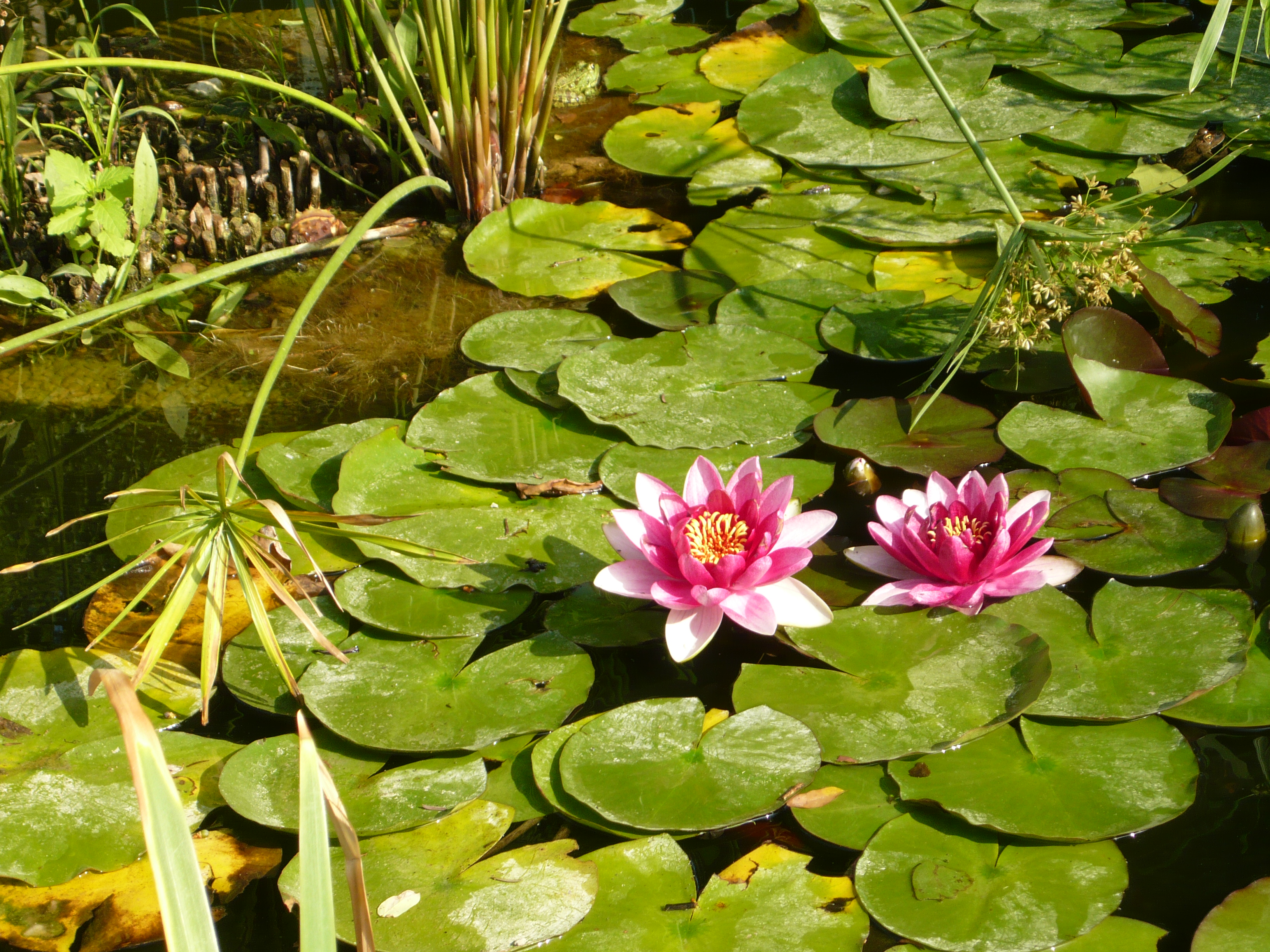
Nénuphars roses et vallisnerias s'épanouissent dans le bassin aquatique du jardin public de Marennes.

#### Patrimoine civil

##### Le Château de la Gataudière

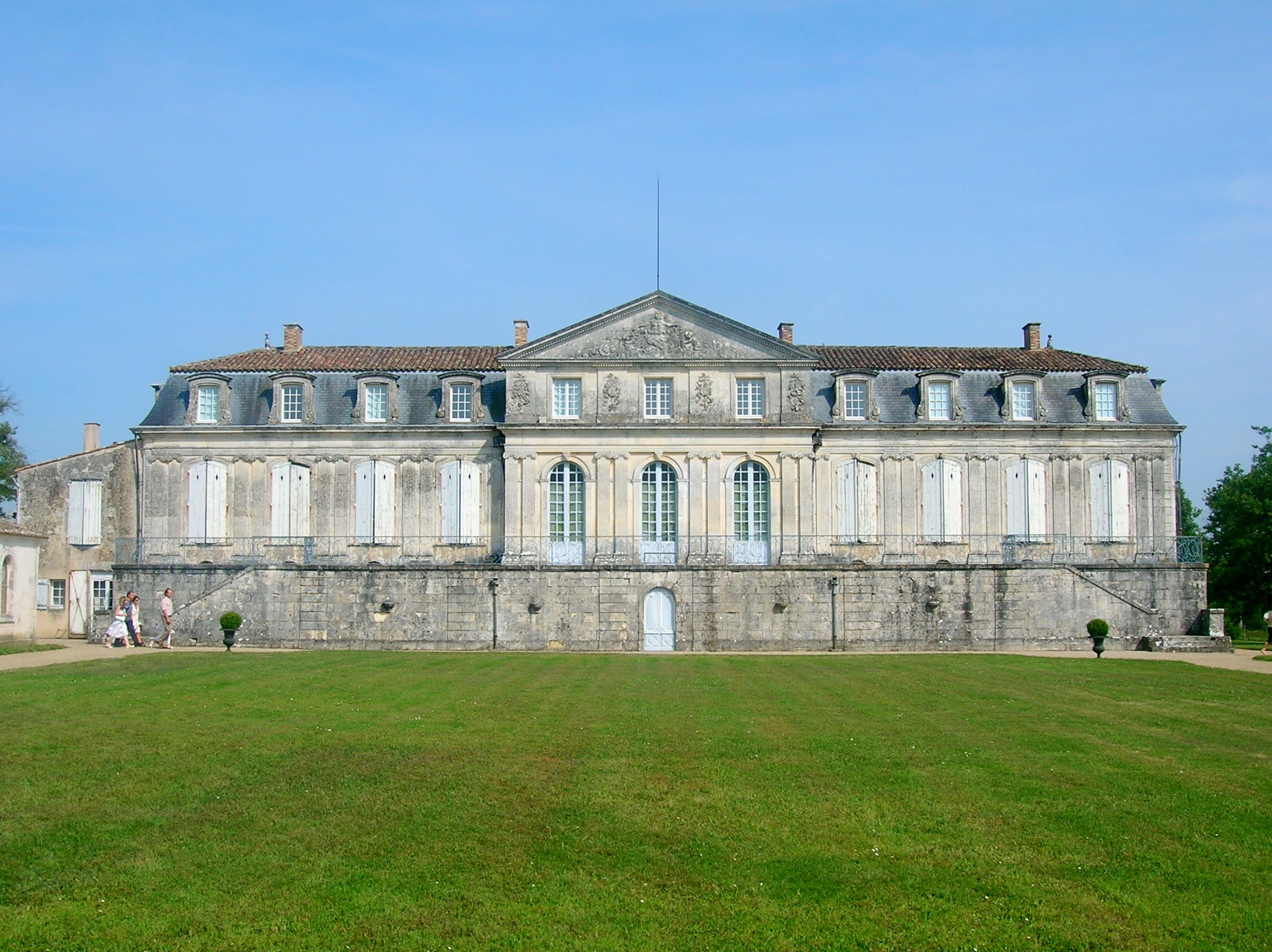
Château de La Gataudière.

Ce château édifié au XVIIIe siècle est une vaste demeure mêlant les styles Louis XIV, Régence et Louis XV. Le château est formé d'un logis unique, formant en son centre une façade en légère saillie, couronnée d'un fronton aveugle.
Il fut la propriété de François Fresneau de La Ruchauderie, conseiller du roi Louis XIV, puis de François de Chasseloup-Laubat, futur commandant et général en chef de l'armée d'Italie. La descendante de celui-ci épousera en 1923 l'arrière-petit-fils de Joachim Murat, roi de Naples et des Deux-Siciles. Le château appartient toujours à la famille des Murat de Chasseloup-Laubat.
Le parc fut inscrit à l'inventaire supplémentaire des monuments historiques en 1948, la façade, la terrasse et la salle à manger est quant à elle classée aux monuments historiques depuis 1949.

##### Maison de Richelieu

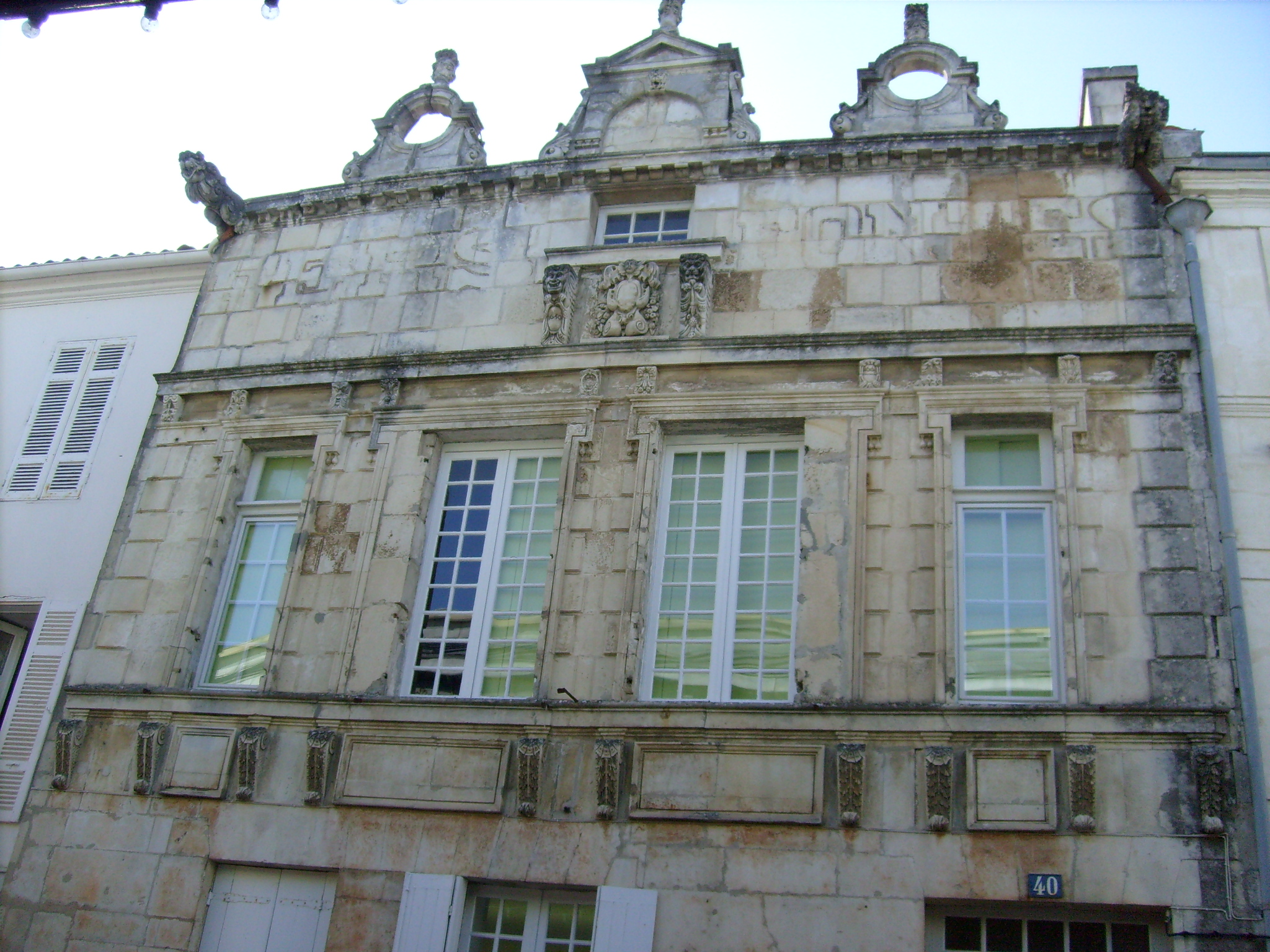
Maison de Richelieu.

Cet bel édifice, à l'architecture typique de la période classique, se dresse harmonieusement sur la rue Le Terme, dans le secteur piétonnier, à proximité des Halles. Édifié vers 1650, il fut autrefois la propriété d'un intendant du Maréchal de Richelieu, comte de Marennes, gouverneur de Gascogne et de Guyenne.
Durant la Révolution, celui-ci est pillé et incendié, entraînant la destruction d'une partie du décor intérieur. Cette demeure devint par la suite une quincaillerie, puis une maison d'habitation. Elle conserve une façade de style Renaissance, étagée sur quatre niveaux, ornée de modillons et de consoles présentant des thèmes d'inspiration végétale. Aux deux extrémités de la façade se dressent deux gargouilles représentant des lions.
Elle est classée monument historique depuis 1981.

##### Hôtel des Fermes ou Logis de Marennes

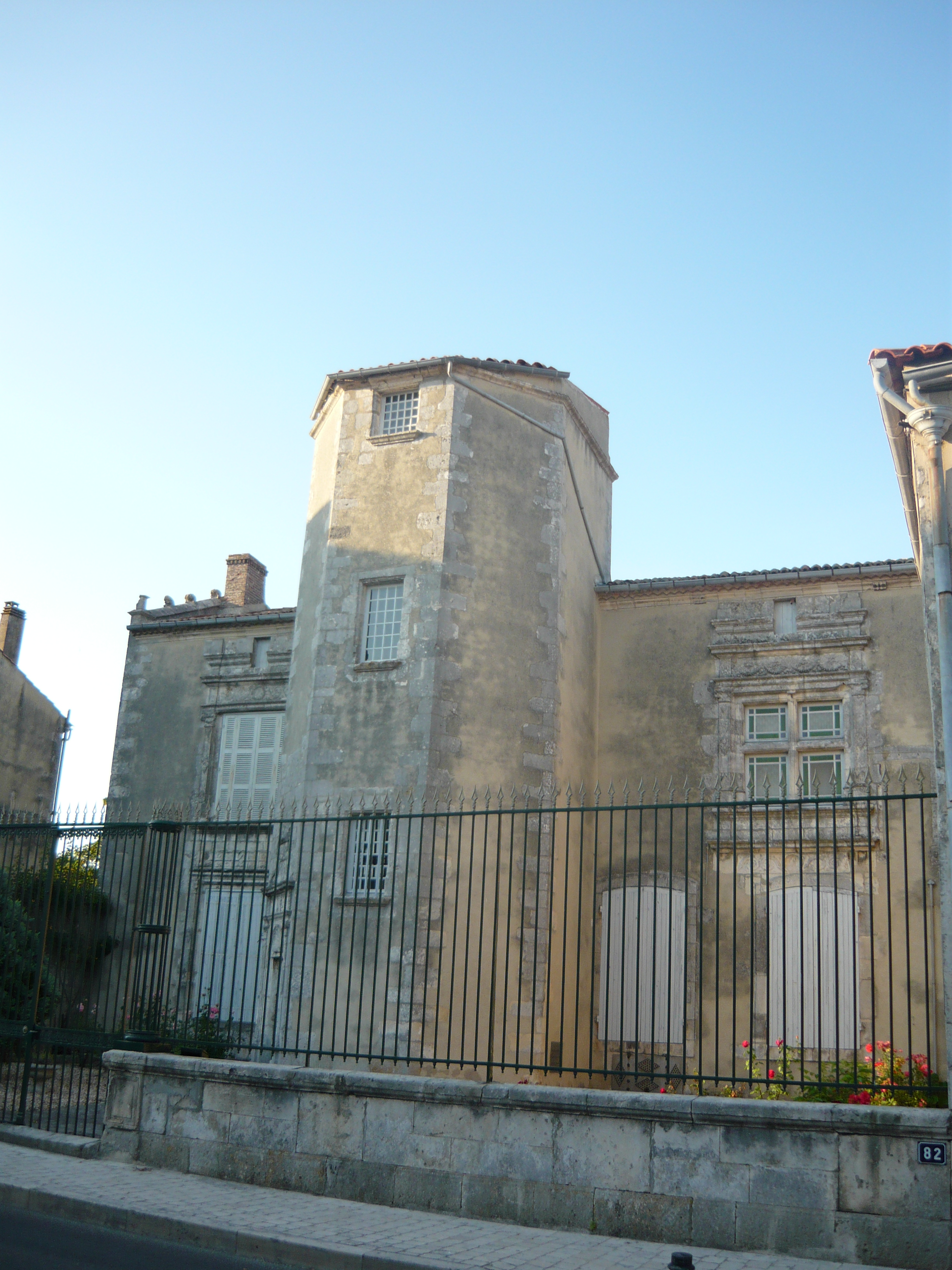
L'hôtel des Fermes

Cet ancien hôtel particulier date, environ, du troisième quart du XVIe siècle, contemporain de la période de la fin de la Renaissance. Il s'agit d'une demeure qui figure parmi l'une des plus anciennes de la ville et qui a été remarquablement bien conservée. Il est également connu sous le nom de Logis de Marennes.
L'hôtel des Fermes doit son nom au fait qu'il était le siège du bureau des Fermes, c'est-à-dire des impôts, sous l'Ancien Régime. Son architecture relève du style Renaissance et est unique dans la ville.
Ce bâtiment qui a, par la suite, longtemps accueilli le siège de la Chambre des notaires, se caractérise par un logis simple comportant en façade une tour formée de trois étages caractéristique de la Renaissance.
Il est classé à l'inventaire supplémentaire des monuments historiques depuis 1927.

##### Hôtel de Bonsonge

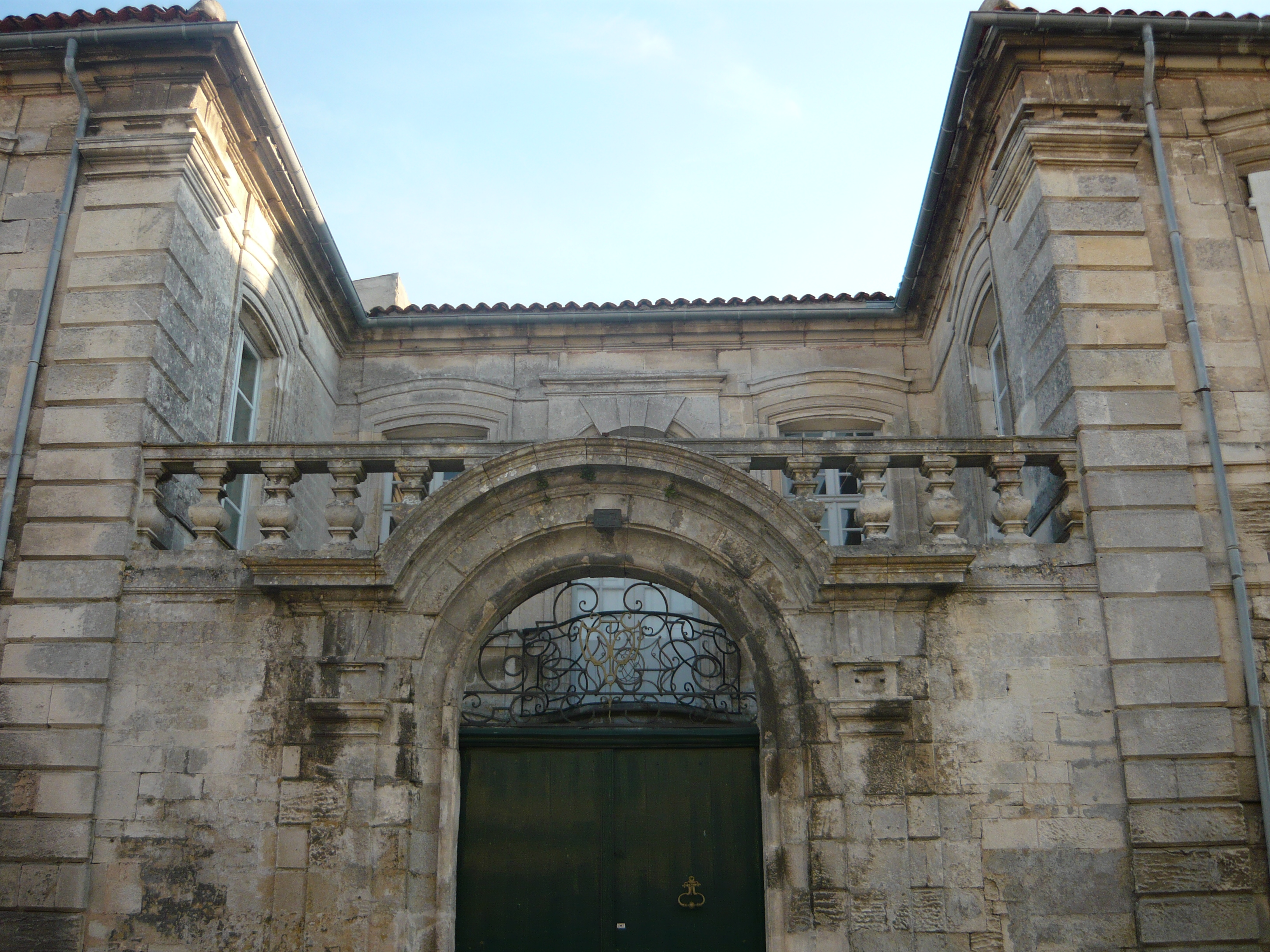
L'hôtel de Bonsonge date de 1760 et est contemporain de la construction du château de la Gataudière aux portes de Marennes.

L'hôtel de Bonsonge est un hôtel particulier édifié en 1760 dans le cœur historique de la ville. Il donne sur l'actuelle rue de la République - au no 57 - presque en face du temple protestant qui, à cette époque, était une chapelle des Jésuites. Il est contemporain de la construction du château de La Gataudière, en un temps où Marennes se couvrait de somptueux édifices en raison de l'opulence de ses négociants et de ses armateurs.
Cet intéressant édifice comporte un logis principal avec deux corps de bâtiment à ses extrémités isolant une petite cour d'entrée fermée par un beau portail du XVIIIe siècle. Le logis présente un aspect massif en raison de l'étroitesse des lieux où a eu lieu sa construction. Cependant, il se caractérise par un style soigné avec ses fenêtres légèrement cintrées qui sont soulignées par de fines corniches.
L'intérêt de ce logis réside dans son portail d'entrée. Les deux ailes latérales sont reliées entre elles par un mur surmonté d'une balustrade. Dans ce mur s'ouvre le portail en plein cintre et fortement mouluré, doté d'une imposte en fer forgé.
Cet hôtel particulier est inscrit à l'inventaire supplémentaire des monuments historiques par arrêté du 31 décembre 1993.

##### Logis de Pinmuré
Au nord-ouest de la ville, dans le quartier de La Boirie et au no 60 de la rue André-Baudrit, se dresse un logis du début du XVIIe siècle dont l'intérêt repose sur sa tour d'escalier.
À la base de cette tour se trouve une porte richement ornementée qui est en fait le seul vestige de ce logis édifié en 1620 par un riche armateur protestant de Marennes. La date de construction de cet édifice est mentionnée sur un linteau d'une porte qui donnait sur d'anciennes dépendances.
La porte de style Renaissance de la tour d'escalier est encadrée de deux pilastres et est surmontée d'un fronton brisé coupé d'un cartouche portant autrefois les armoiries des anciens propriétaires.

##### Le porche du logis des Prades
Ce logis qui est situé dans un écart au nord-ouest de la ville présente un certain intérêt architectural pour son porche d'entrée dont la construction date du XVIIe siècle.
À l'origine, il s'agissait d'une ancienne ferme fortifiée dont le portail fortifié est l'unique témoin aujourd'hui. Construit en pierres de taille calcaires, ce remarquable portail est surmonté de petits merlons carrés, eux-mêmes coiffés de frontons triangulaires. Cette ornementation est très usitée dans le courant du XVIIe siècle dans la région de Marennes, elle signalait la fortune de son propriétaire.
Ce beau porche, agrémenté d'un fronton portant les anciennes insignes du propriétaire, est doté d'une double ouverture. Le portail d'entrée correspond à la porte charretière, large ouverture en plein cintre, tandis que l'ouverture plus étroite est réservée pour le passage des piétons.

##### Loge maçonnique
La présence d'une loge maçonnique est établie à Marennes depuis au moins 1777. Le bâtiment actuel date de 1910, et se compose d'un logis d'inspiration néo-classique, dont la façade formait à l'origine un péristyle, surmonté d'un fronton en demi-cercle. Le péristyle fut bouché en 1955.

#### Aux alentours
Marennes bénéficie d'une situation particulièrement privilégiée étant placée au cœur d'une des zones les plus visitées de la Charente-Maritime, département qui est la deuxième destination touristique de la France grâce à sa façade maritime et à ses îles aussi bien qu'à la diversité de ses monuments et de ses sites naturels.

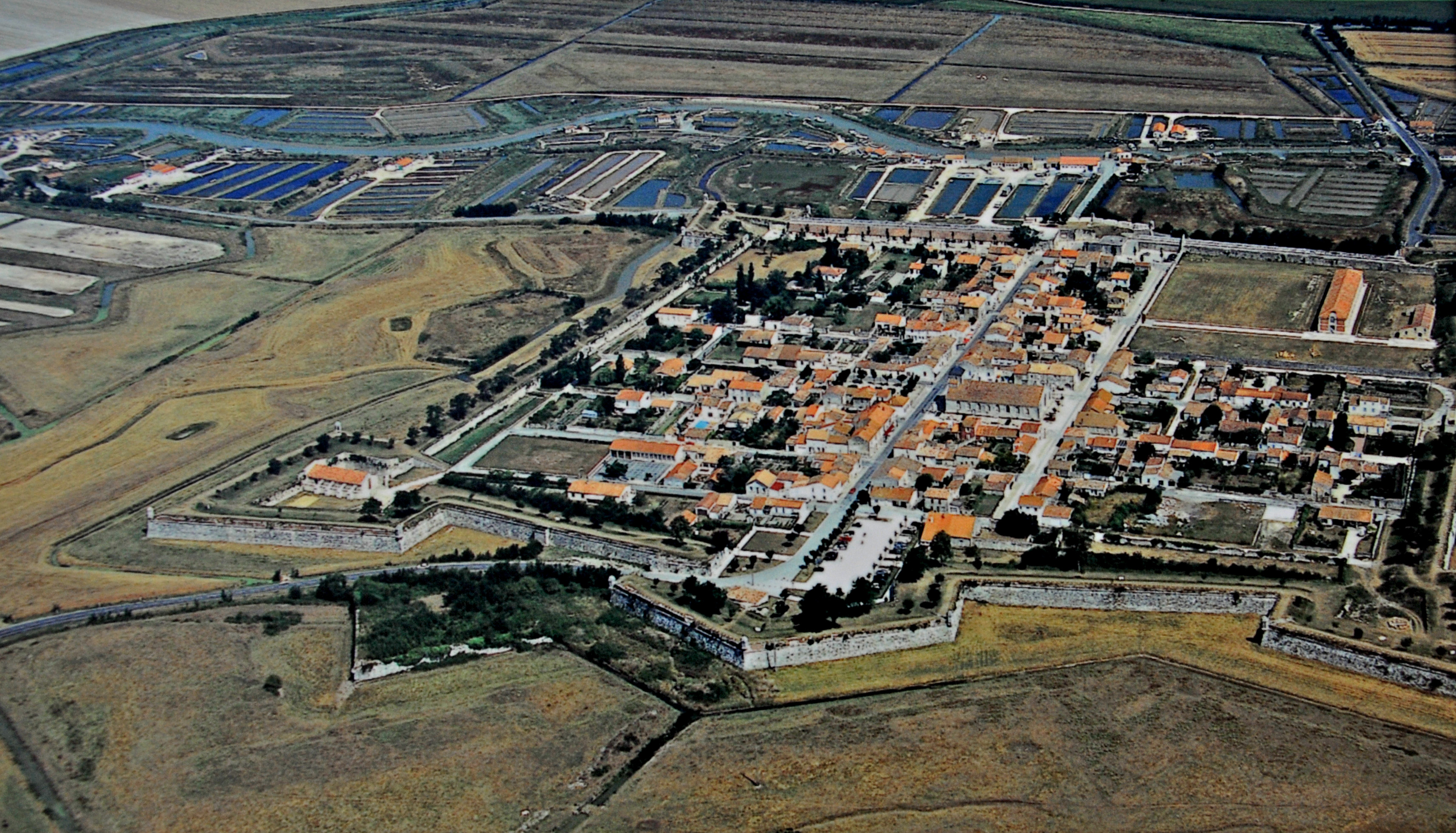
Vue aérienne de la citadelle de Brouage, haut lieu du tourisme en Charente-Maritime, près de Marennes.

Aux alentours immédiats de la ville, se trouve la célèbre citadelle de Brouage qui reçoit chaque année un demi million de visiteurs et qui est un des sites touristiques majeurs de la Charente-Maritime. Cet écrin de pierres datant des XVIe et XVIIe siècles est situé au cœur du Marais de Brouage bénéficiant depuis peu du label de parc régional. Les marais et la place forte de Brouage font maintenant partie du Réseau des grands sites de France en 1989.
Toujours dans cette proximité de Marennes, le Fort Louvois attire le touriste avant le franchissement du pont de l'île d'Oléron. Ce viaduc, construit en 1966, relie désormais le continent à l'une des îles les plus fréquentées de la côte atlantique française, fréquentation due en grande partie à son climat sub-méditerranéen où l'ile d'Oléron est la plus méridionale du littoral français de l'Ouest.
Dans la vallée de la Seudre, sur sa rive gauche, et à une quinzaine de kilomètres de Marennes, le village de Mornac-sur-Seudre labellisé « Plus Beaux Villages de France » mérite le détour. Ce dernier est un village au cachet médiéval fort pittoresque.
Dans la presqu'île d'Arvert, bien des centres d'intérêt attirent les vacanciers. Parmi les plus connus, se trouvent notamment le Zoo de la Palmyre, l'un des plus importants parcs animaliers d'Europe. Situé à une vingtaine de kilomètres au sud de Marennes, il s'étend sur près de 14 hectares et compte plus de 1 600 animaux de tous les continents du monde. Il faut également citer le Phare de la Coubre et le site exceptionnel de la pointe de la Coubre, sans omettre près de l'embouchure de la Seudre la belle station balnéaire de Ronce-les-Bains.
À 25 km au nord de Marennes se situe Rochefort, « ville nouvelle du XVIIe siècle » sur les bords de la Charente, dotée d'un patrimoine historique, militaire et urbain exceptionnel et d'une grande diversité muséale, culturelle et architecturale. Station thermale, Rochefort est également la sixième ville thermale de France.

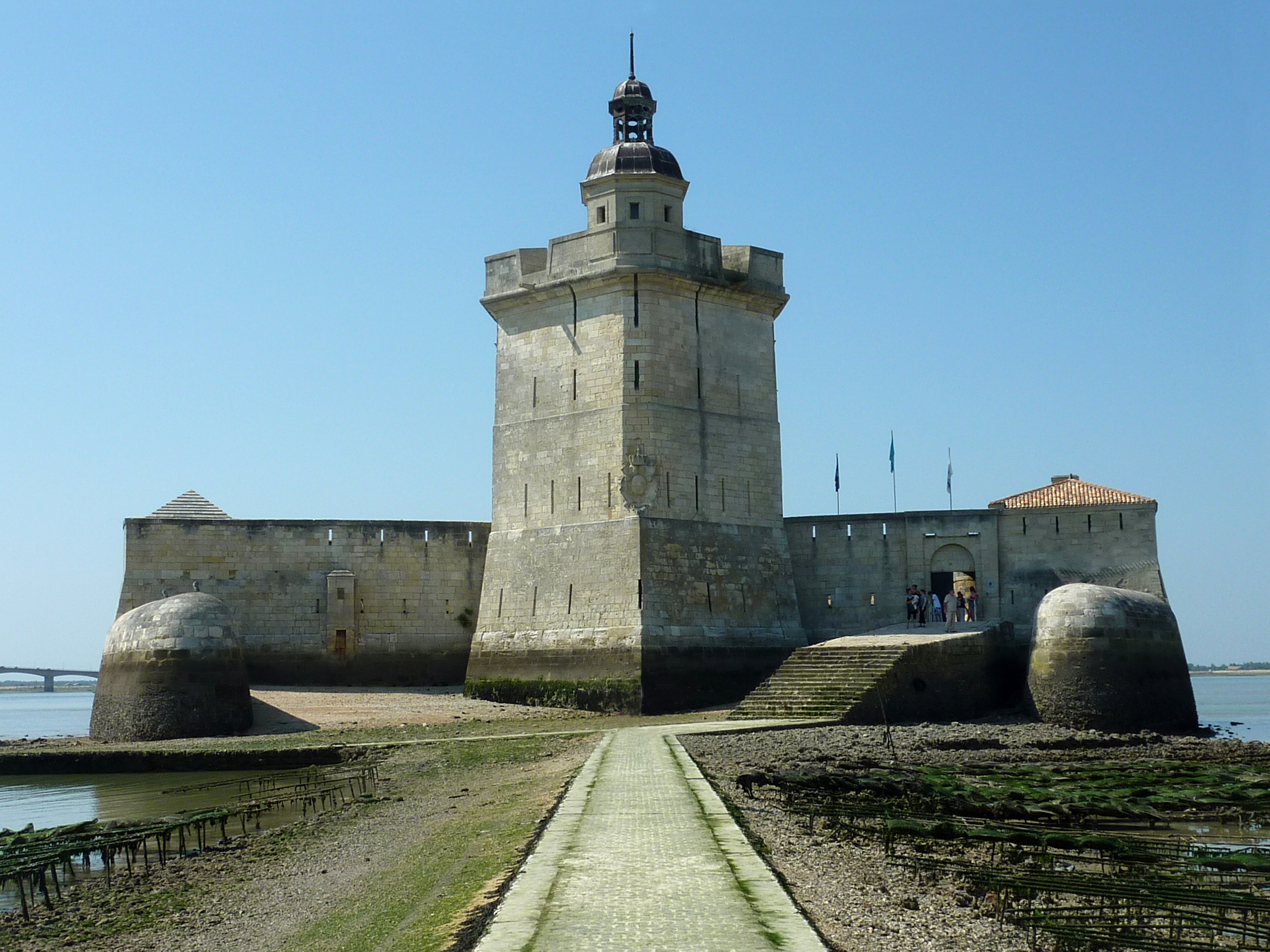
Le fort Louvois à Bourcefranc-le-Chapus.
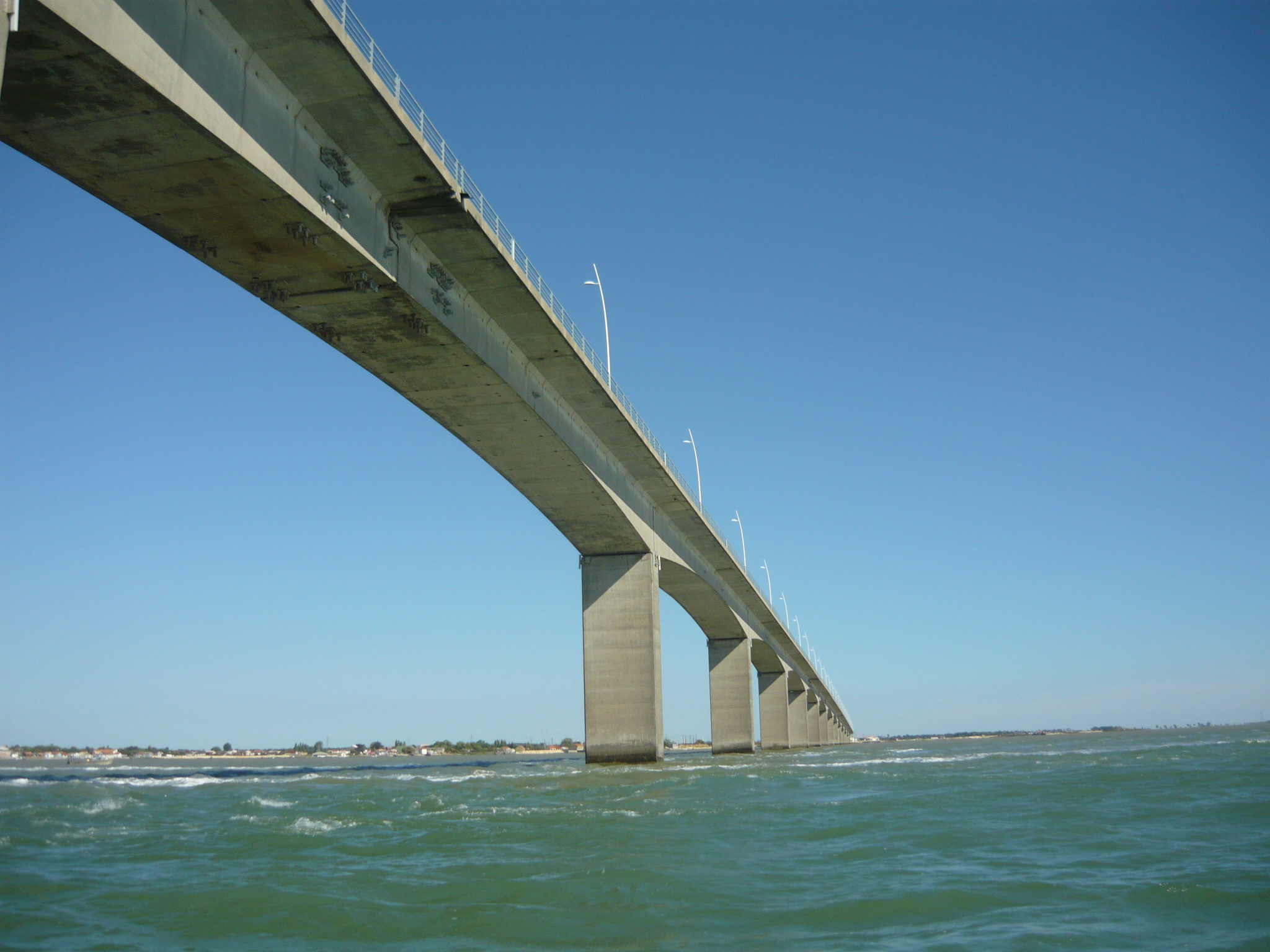
Le pont de l'île d'Oléron est situé à 6 kilomètres à l'ouest de Marennes.
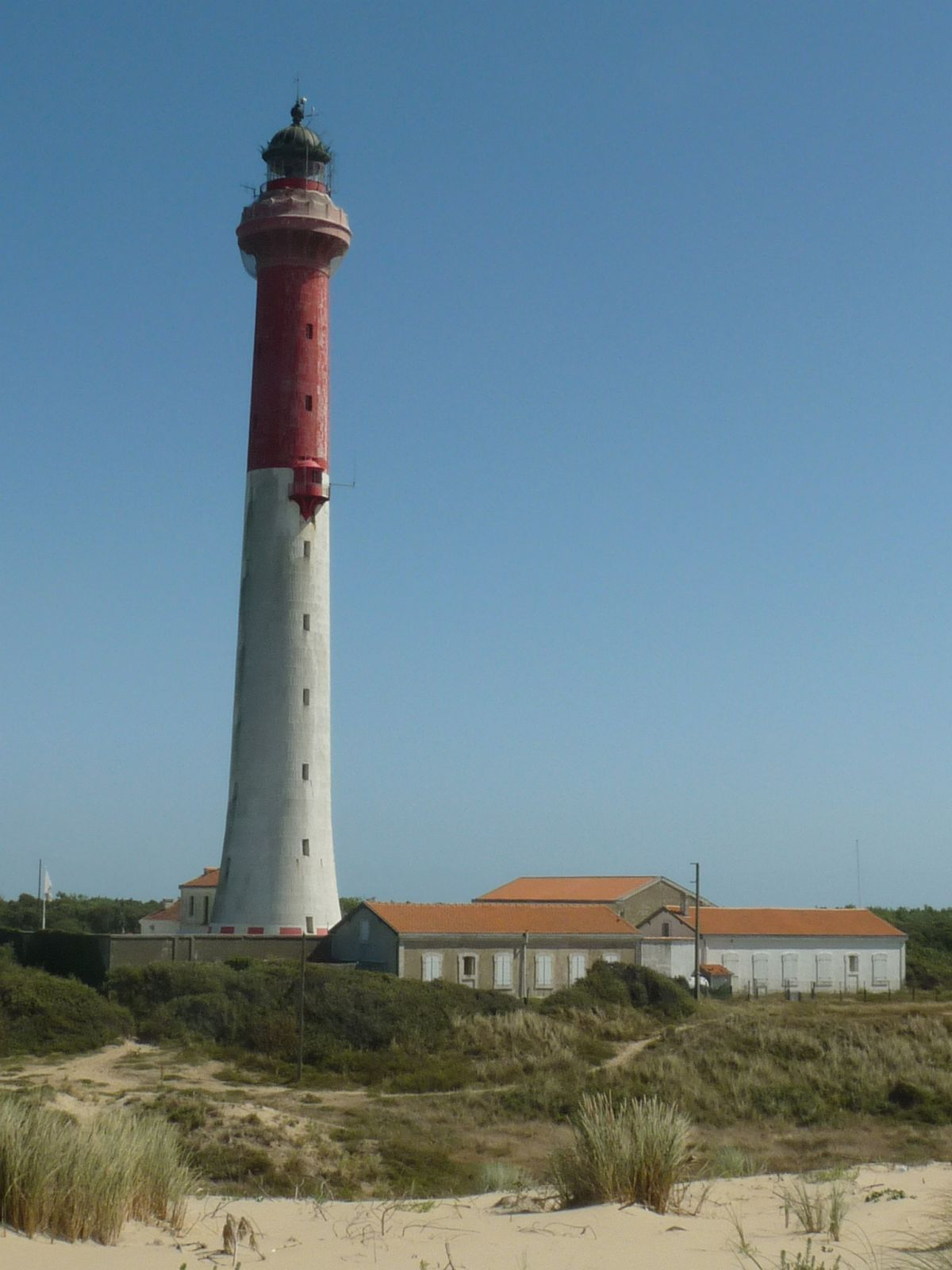
le phare de la Coubre est à 20 kilomètres au sud de Marennes.
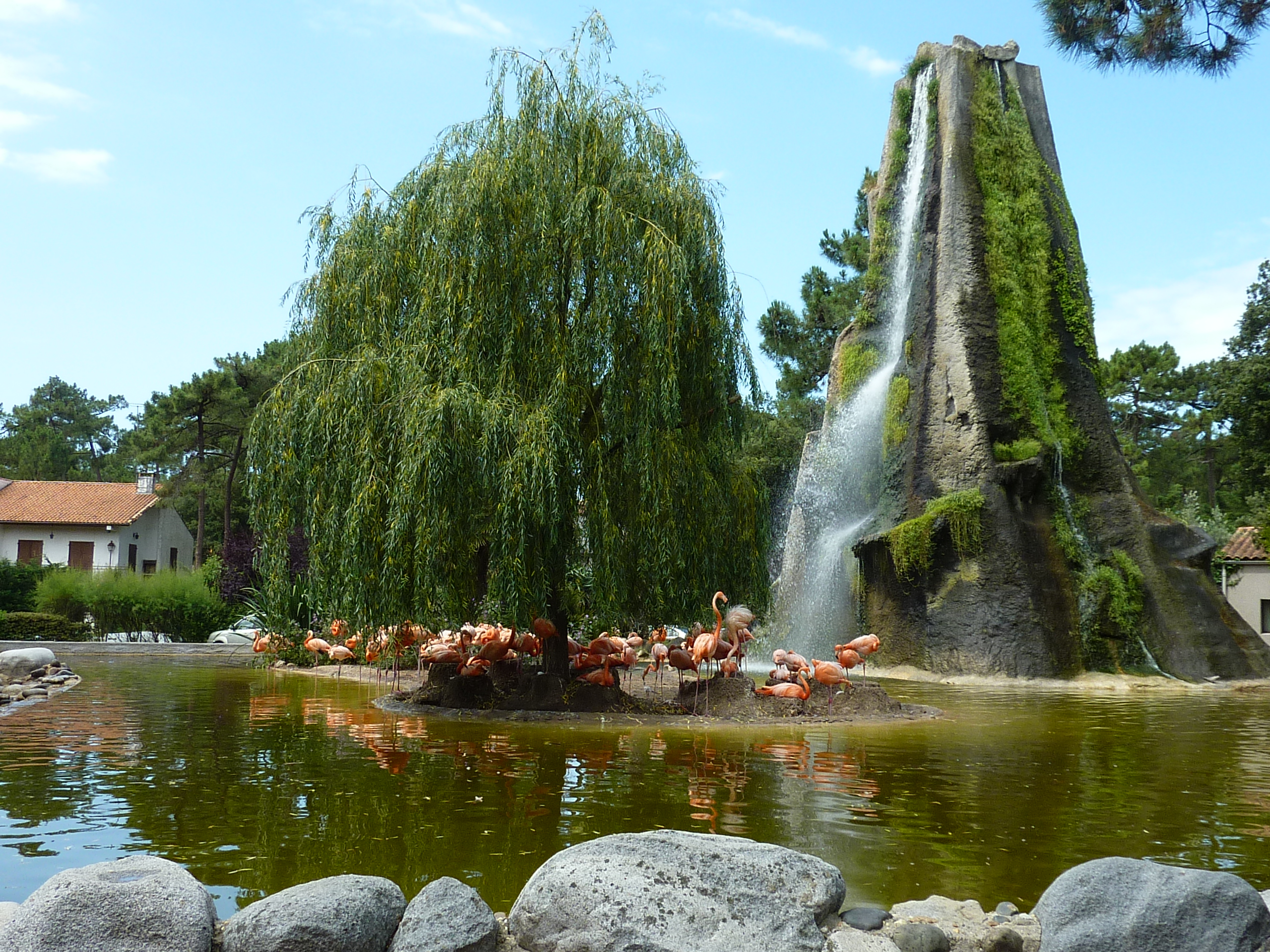
Le zoo de la Palmyre Les Mathes Charente Maritime France
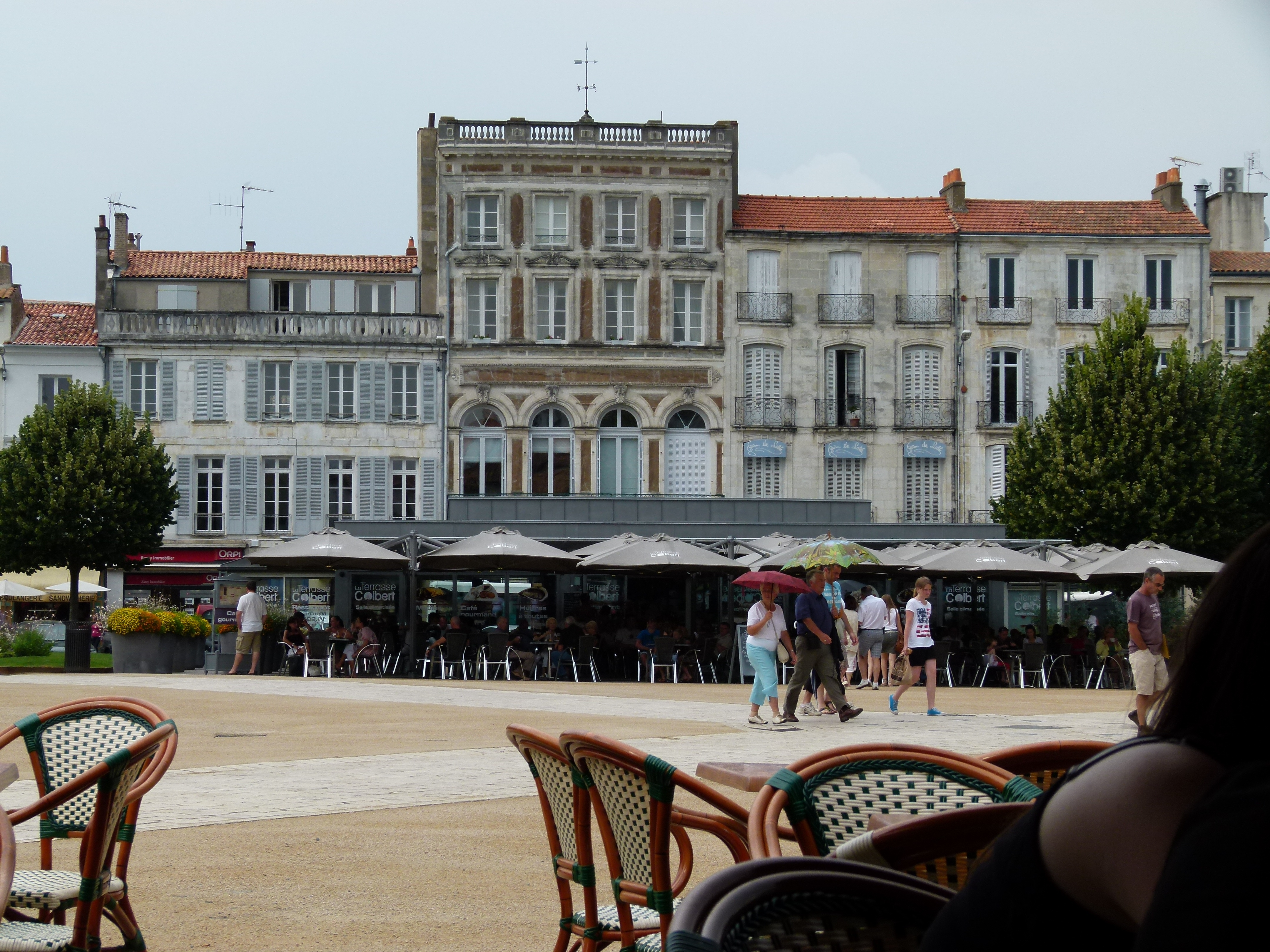
La place Colbert à Rochefort, cœur historique de la ville.

## Politique et administration

### Administration municipale
De 1789 à 1799, en vertu de la loi du 14 décembre 1789, les agents municipaux (maires) sont élus au suffrage direct pour 2 ans et rééligibles, par les citoyens actifs de la commune âgés d'au moins 25 ans, contribuables payant une contribution au moins égale à 3 journées de travail dans la commune. Sont éligibles ceux qui paient un impôt équivalent au moins à dix journées de travail.

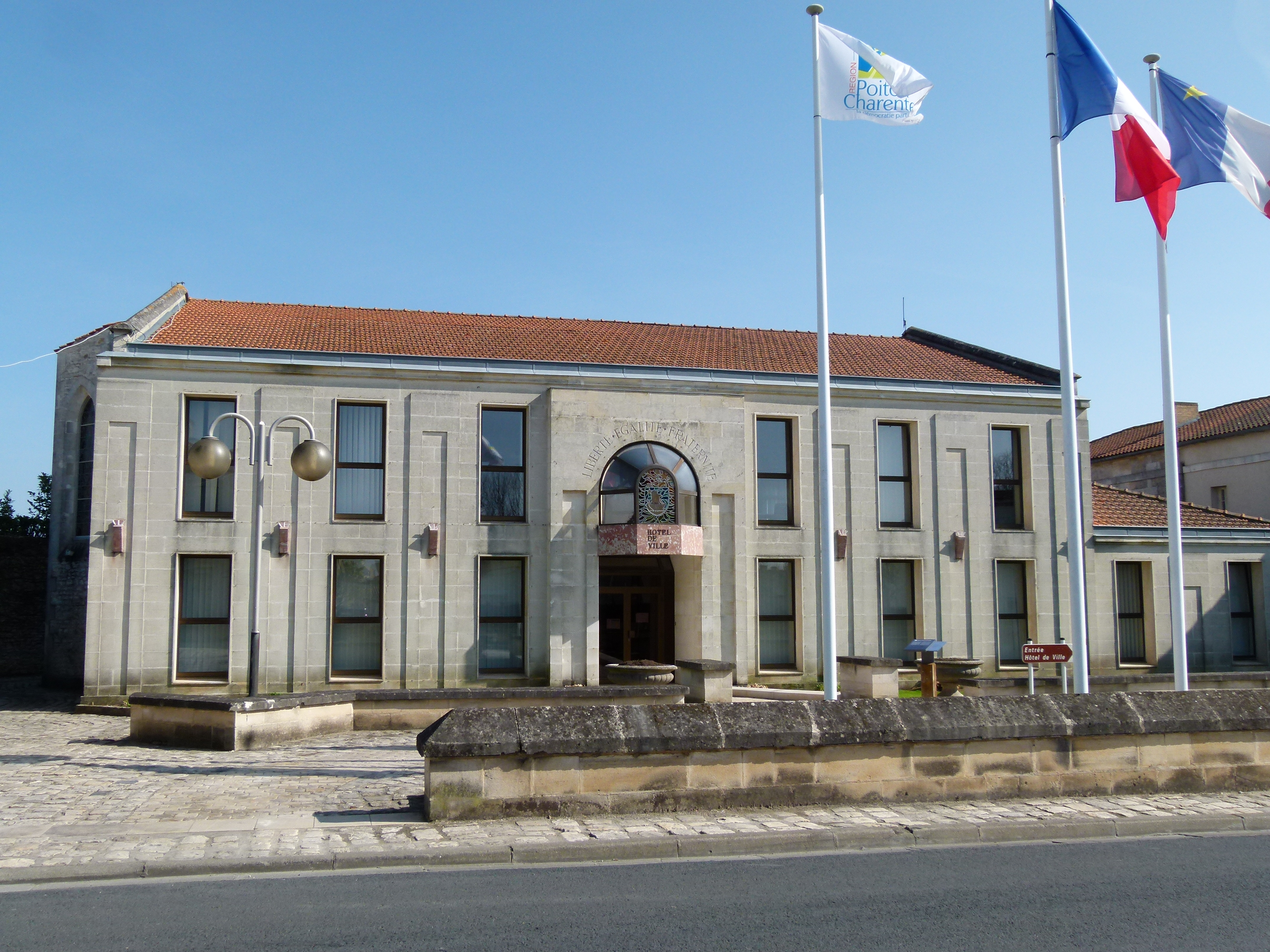
L'hôtel de ville de Marennes est implanté dans un ancien couvent de la ville depuis 1987.

De 1799 à 1848, La constitution du 22 frimaire an VIII (13 décembre 1799) revient sur l’élection du maire, les maires sont nommés par le préfet pour les communes de moins de 5 000 habitants. La Restauration instaure la nomination des maires et des conseillers municipaux. Après les lois organiques 1831, les maires sont nommés (par le roi pour les communes de plus de 3 000 habitants, par le préfet pour les plus petites), mais les conseillers municipaux sont élus au suffrage censitaire pour six ans.
Du 3 juillet 1848 à 1851, les maires sont élus par le conseil municipal pour les communes de moins de 6 000 habitants.
De 1851 à 1871, les maires sont nommés par le préfet, pour les communes de moins de 3 000 habitants et pour 5 ans à partir de 1855. Après 1871, les maires sont de nouveau élus, sauf dans les chefs-lieux (de départements, d'arrondissements ou de cantons).
Ce n'est que le 28 mars 1882, qu'une loi sur l’organisation municipale (encore en vigueur) est votée, et qui régit le principe de l'élection du maire et des adjoints par le conseil municipal, quelle que soit l'importance de la commune (sauf pour Paris). La loi du 5 avril 1884 fixe le mandat à quatre ans, durée portée le 10 avril 1929 à six ans.

### Liste des maires
| Période                                  | Période  | Identité       | Étiquette | Qualité |
| ---------------------------------------- | -------- | -------------- | --------- | --- |
| janvier 2019                             | En cours | Mickaël Vallet | PS        | Conseiller général (2011-2015) puis départemental (depuis 2015) Président de la Communauté de Communes Réélu pour le mandat 2020-2026 |
| Les données manquantes sont à compléter. |          |                |           | |

| Période                                  | Période | Identité                  | Étiquette    | Qualité                                                                                                |
| ---------------------------------------- | ------- | ------------------------- | ------------ | --- |
| 1790                                     | 1790    | Jean-Jacques Bréard       |              | |
|                                          |         | Samuel Canier             |              | |
|                                          |         | Aimé Olivier de Sanderval |              | |
| 1894                                     |         | Pierre Voyer              |              | |
|                                          |         | Jean Hay                  |              | |
| 1965                                     | 1971    | Irène de Lipkowski        | UDT          | Députée                                                                                                |
| 1971                                     | 2008    | Roger Hattabe             | RPR puis UMP | Conseiller général (1998-2004)                                                                         |
| 2008                                     | 2018    | Mickaël Vallet            | PS           | Conseiller général (2011-2015) puis départemental (depuis 2015) Président de la Communauté de Communes |
| Les données manquantes sont à compléter. |         |                           |              | |

### Circonscription électorale
La commune est située dans la Cinquième Circonscription électorale de la Charente-Maritime qui englobe la partie méridionale de l'arrondissement de Rochefort et la partie occidentale de l'arrondissement de Saintes (cantons de Saint-Porchaire et de Saujon). Didier Quentin en est le député depuis juin 2007.

### Région
À la suite de la réforme administrative de 2014 ramenant le nombre de régions de France métropolitaine de 22 à 13, la commune appartient depuis le 1er janvier 2016 à la région Nouvelle-Aquitaine, dont la capitale est Bordeaux. De 1972 au 31 décembre 2015, elle a appartenu à la région Poitou-Charentes, dont le chef-lieu était Poitiers.

### Canton
Marennes fut d'abord chef-lieu de district de 1790 à 1800, puis exerça la fonction de sous-préfecture de la Charente-Inférieure de 1800 à 1926.
La ville est maintenant chef-lieu d'un canton de 7 communes, appartenant à l'arrondissement de Rochefort.
Le conseiller général qui représente le canton de Marennes au Conseil Général de la Charente-Maritime est le maire de Marennes, Mickaël Vallet depuis les élections cantonales de 2008.

### Intercommunalité
Elle est également le siège administratif de la Communauté de communes du Bassin de Marennes qui gère les mêmes communes de son canton.
De plus, cette structure intercommunale, mise en place en décembre 1996, fait partie depuis 1997 du Pays Marennes-Oléron dont le siège administratif est fixé à Saint-Pierre-d'Oléron.

### Fiscalité
| Taxe                                                | Part communale | Part départementale | Part régionale |
| --------------------------------------------------- | -------------- | ------------------- | -------------- |
| Taxe d'habitation (TH)                              | 10,78 %        | 6,75 %              | 0,00 %         |
| Taxe foncière sur les propriétés bâties (TFPB)      | 27,57 %        | 13,28 %             | 3,32 %         |
| Taxe foncière sur les propriétés non bâties (TFPNB) | 96,73 %        | 27,65 %             | 8,63 %         |
| Taxe professionnelle (TP)                           | 16,18 %        | 8,85 %              | 2,51 %         |

La part régionale de la taxe d'habitation n'est pas applicable.
La taxe professionnelle est remplacée en 2010 par la cotisation foncière des entreprises (CFE) portant sur la valeur locative des biens immobiliers et par la contribution sur la valeur ajoutée des entreprises (CVAE) (les deux formant la contribution économique territoriale (CET) qui est un impôt local instauré par la loi de finances pour 2010).

### Gendarmerie nationale
La caserne de la gendarmerie nationale de Marennes est située en centre-ville, face à la place Carnot, à 50 mètres de l'église Saint-Pierre-de-Sales, et occupe l'angle de la rue Victor-Hugo et de la rue de la Roche-Françoise.

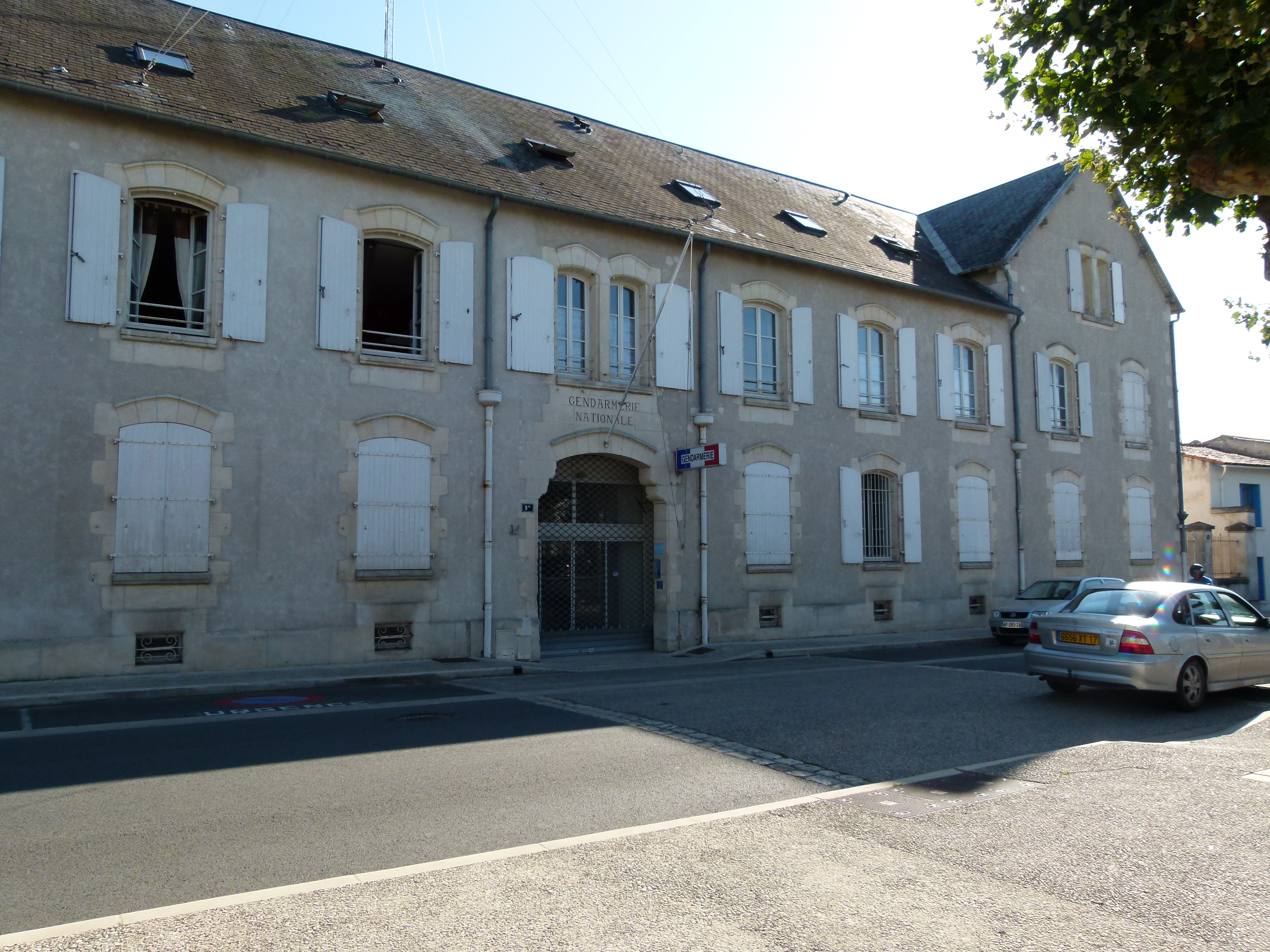
Les bâtiments de la gendarmerie nationale datent de la fin du XIXe siècle.

Ce long édifice, construit à la fin du XIXe siècle en pierre calcaire avec toit en ardoise mais non mansardé, comprend un corps de logis central sur deux niveaux flanqué à chaque extrémité de tours carrées sur trois niveaux coiffées également de toits en ardoise. Ce bâtiment aux lignes sobrement classiques, habituelles à l'époque de sa construction, est situé face à une place récemment modernisée et aménagée en vaste parking.
La gendarmerie de Marennes dispose d'un secteur géographique  d’intervention qui recouvre en totalité les sept communes de son canton, soit une population proche des 15 000 habitants hors saison mais atteignant plus du double pendant chaque période estivale où affluent un grand nombre de touristes.

### Juridictions
Depuis la réforme de la carte judiciaire décidée en 2007, Marennes a perdu son tribunal d'instance et son tribunal de commerce en 2009.
La ville dépend maintenant du tribunal d'instance de Rochefort, du tribunal de grande instance de La Rochelle et de la cour d'appel de Poitiers.
Elle dépend par ailleurs du tribunal pour enfants de La Rochelle, du conseil de prud'hommes de Rochefort, du tribunal de commerce de La Rochelle.
En matière de droit administratif, la ville dépend du tribunal administratif de Poitiers et de la cour administrative d'appel de Bordeaux.

### Jumelage et coopération
Caraquet (Canada)

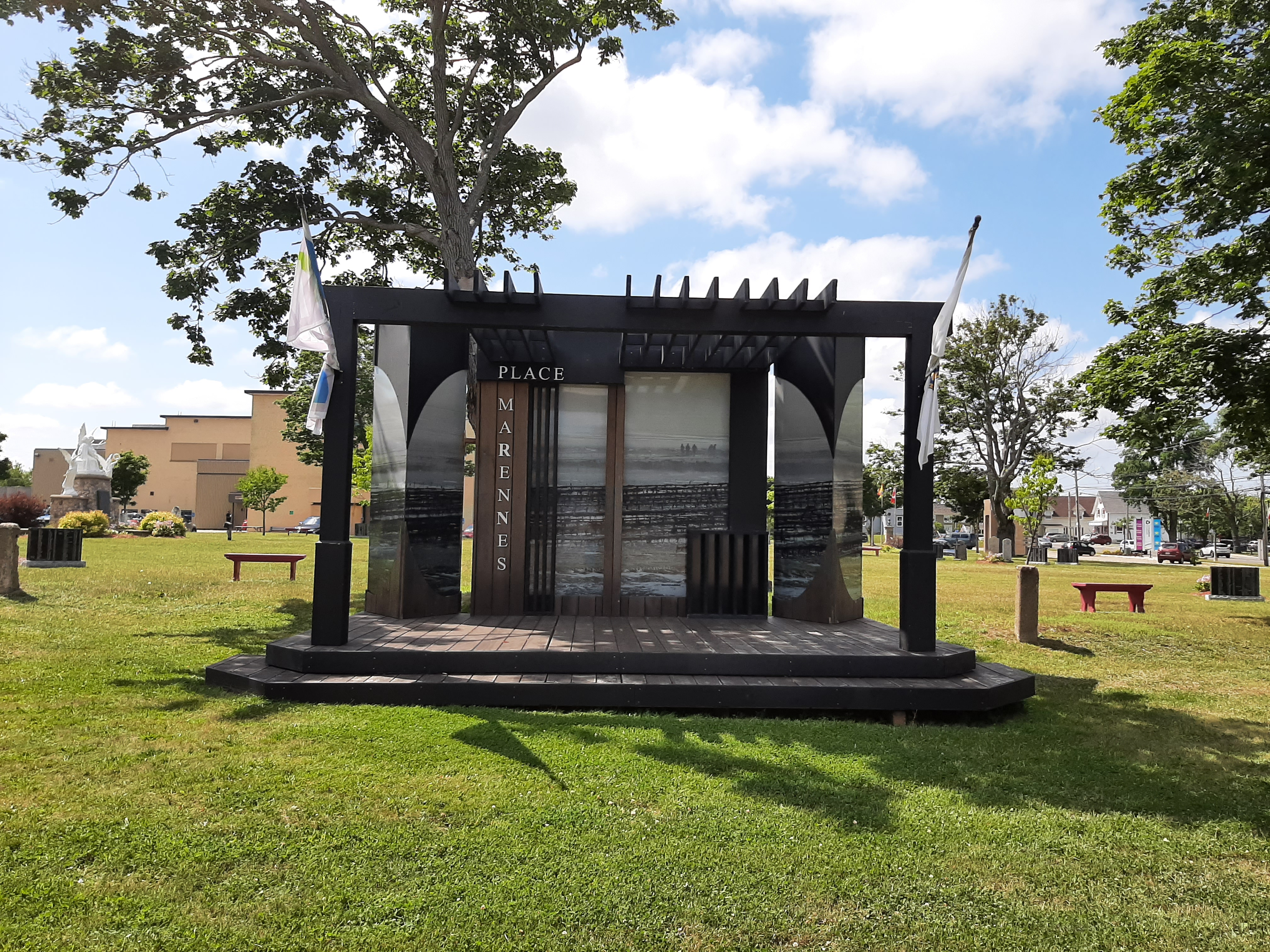
La Place Marennes, face à l'hôtel de ville de Caraquet.

Depuis 1973, des relations régulières, chapeautées par l'« association France - Canada », ont été menées avec Caraquet, ville francophone de l'Acadie. En 2008, l'actuel maire de Marennes, accompagné d'une délégation de la ville, s'est déplacé dans cette cité du Canada francophone.
En septembre 2010, la mairie de Marennes a créé un Comité de jumelage et de relations extérieures qui inclut les échanges avec le Canada mais également avec deux autres villes françaises, Aydat et Corcelles-en-Beaujolais.
Ce nouveau service de la mairie a aussi pour ambition d'animer et d'assurer la pérennité du Festival de la Francophonie dont la première édition a eu lieu du 16 au 19 septembre 2010, en présence de la délégation de Caraquet. Le but affiché de ce festival est de faire de Marennes un « haut lieu de la Francophonie ».

## Équipements et services

### Transports inter-urbains

#### Desserte par autocars
Marennes est reliée par autocars à Saintes et Rochefort via le réseau de lignes départementales « Les Mouettes ». Ce dernier totalise 20 lignes principales et 250 lignes secondaires.
Bien que Marennes soit tête d'une ligne principale sur le réseau des autocars du département, elle ne dispose pas pour autant d'une gare routière avec vente de tickets ou d'abonnements sur place, étant modestement pourvue d'une simple halte routière située en centre-ville.
La ville est desservie quotidiennement par deux lignes principales du réseau, la ligne no 8 Saintes-Marennes et la ligne no 6 Surgères-Saint-Pierre-d'Oléron via Rochefort, ainsi que par cinq lignes régulières secondaires du réseau (no 109, no 110, no 111, no 406 et no 408) qui la mettent en contact principalement avec les communes de son canton, celles du canton de La Tremblade sur la rive gauche de la Seudre et avec l'île d'Oléron.

#### Desserte ferroviaire

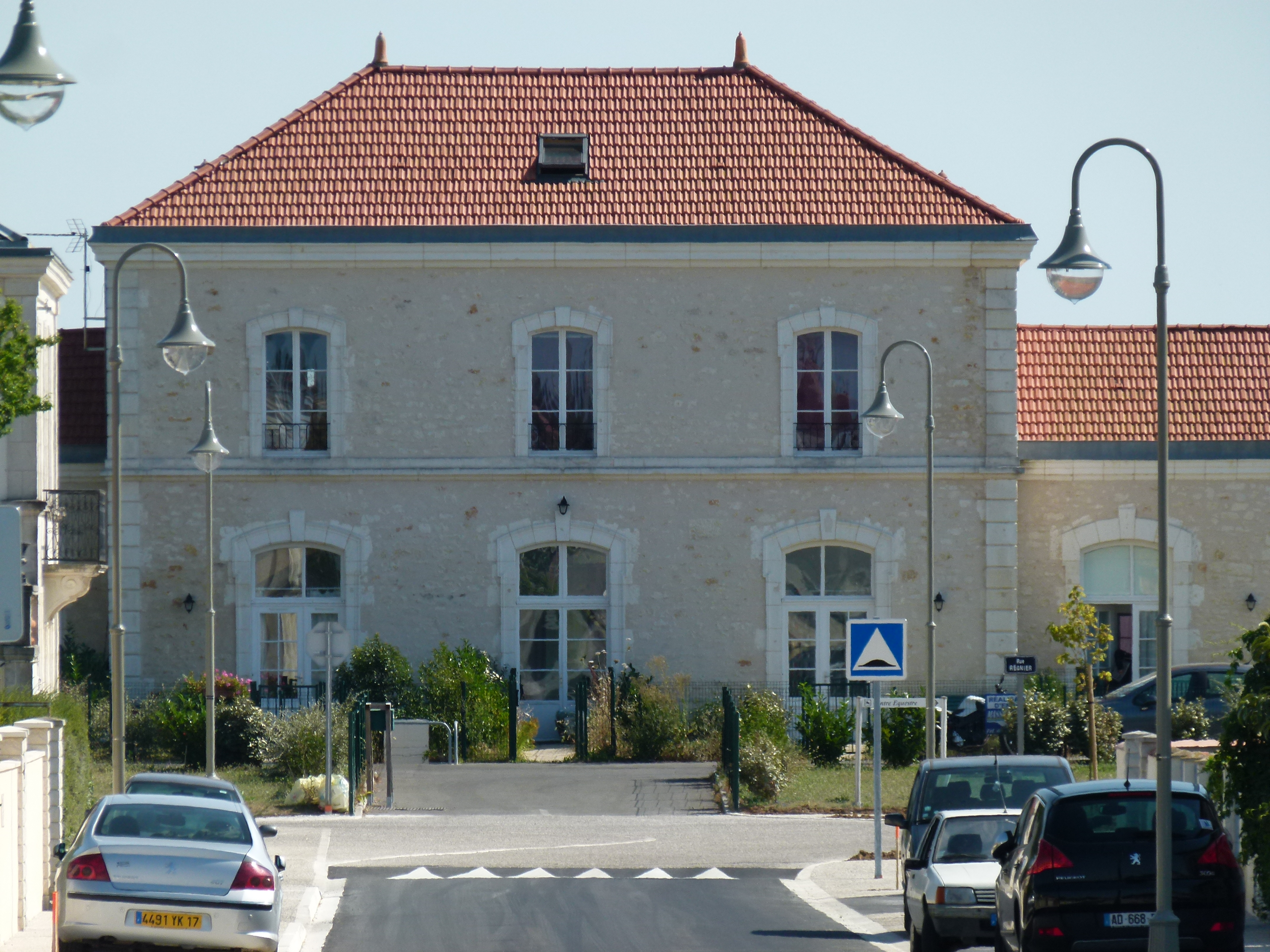
L'ancienne gare ferroviaire de Marennes a été réhabilitée un immeuble d'habitations.

Depuis septembre 1971 et la fermeture de la gare de Marennes, Marennes ne dispose plus de gare ferroviaire pour les voyageurs. La gare ferroviaire la plus proche pour la ville est celle de Rochefort où la ville est située sur la ligne Nantes-Bordeaux sur laquelle circulent des trains Corail en partance pour Nantes, La Rochelle, Bordeaux et Toulouse.
Pour les TGV en partance pour Paris, les habitants doivent se rendre à la gare de Surgères qui est accessible par navette spéciale.

### Services de la santé
Marennes dispose d'un certain nombre de services dans les secteurs médical, paramédical et médico-social qui lui permettent de figurer parmi les villes de sa catégorie les mieux pourvues dans ce domaine en Charente-Maritime.

#### Les services médicaux
La ville dispose de trois cabinets médicaux dont les médecins généralistes exercent dans le centre-ville. De plus, une antenne de la médecine du travail y est implantée depuis 2010.
Deux cabinets dentaires sont également situés en ville.
Marennes est équipée d'un centre de radiologie médicale ou IRM, où exercent deux médecins radiologues. Elle fait partie des onze villes du département à posséder un cabinet IRM.
Pour le reste, Marennes ne dispose d'aucuns médecins spécialistes, les habitants vont habituellement consulter ceux situés dans l'île d'Oléron et à Rochefort, voire à Saintes et à La Rochelle.
La ville disposait d'un hôpital local depuis la fin du XIXe siècle, l'hôpital Dubois-Meynardie, mais celui-ci a maintenant une orientation gérontologique.
L’hôpital général le plus proche est le Centre Hospitalier de Rochefort, situé à environ une vingtaine de kilomètres au nord de Marennes.

#### Les services paramédicaux
Dans ce domaine, Marennes possède une gamme plus élargie de prestations. La ville est équipée d'un laboratoire d'analyses médicales, de trois centres en soins infirmiers et d'un cabinet de sages-femmes, de quatre cabinets de kinésithérapie, de deux cabinets en diététique, de trois cabinets de pédicure-podologue et de deux cabinets d'orthophoniste.
À cela s'ajoutent deux pharmacies, toutes situées en centre-ville, ainsi que deux opticiens-lunettiers dont l'un est installé en zone commerciale dans la périphérie est de la ville. De plus, deux prothésistes dentaires exercent leurs fonctions dans la ville.
Deux services d’ambulanciers y sont également présents et assurent des interventions dans la majeure partie du canton de Marennes.
Marennes est également équipée d'un centre de secours des sapeurs-pompiers, qui dépend du SDIS de la Charente-Maritime, et plus précisément du Centre de secours principal de Rochefort.
Une clinique vétérinaire y est en activité et exerce ses prestations sur l'ensemble du canton de Marennes.

#### Les services médico-sociaux
Implanté à l'est du centre-ville, sur la route de Saintes, un important établissement public pour l'accueil et le soin de personnes retraitées a succédé à l'ancien hôpital local de Marennes.

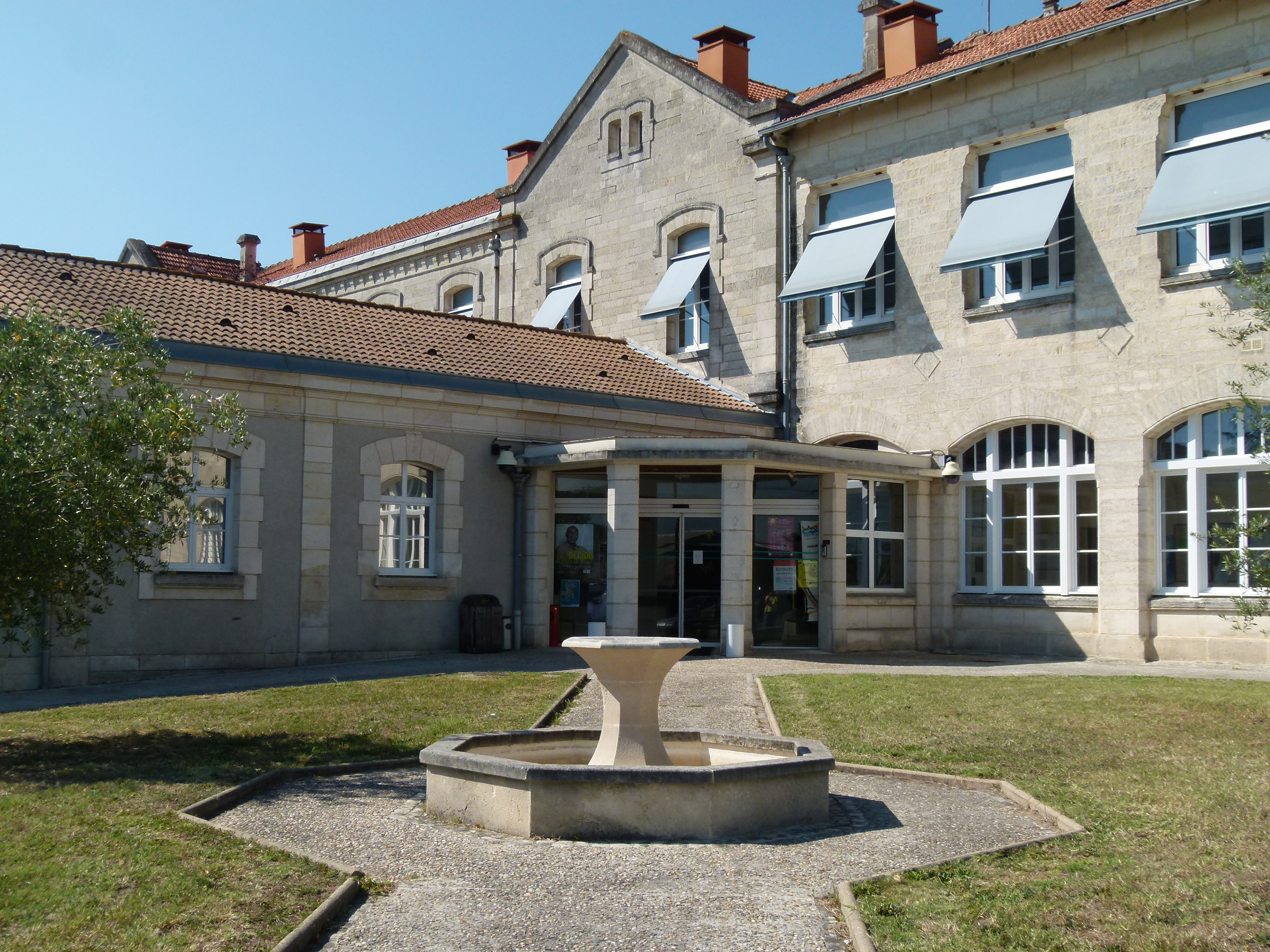
L'ancien hôpital local de Marennes est devenu un centre gériatrique.

La Maison de retraite Résidence Marennes, encore dénommée Hôpital local, dispose de 188 chambres, permettant d'accueillir dans son foyer-logement des personnes valides et semi-valides. À côté de cette résidence pour retraités fonctionne un autre établissement public en structure de type EHPAD. La Résidence Marquina dispose d'une dizaine de chambres et a plus une orientation vers le soin que l'hébergement.
Par ailleurs, fonctionnent un centre médico-psychopédagogique (C.M.P.P.), structure dépendante du domaine de la pédopsychiatrie en milieu scolaire, et un centre médico-psychologique d'aide à l'enfance (C.A.M.P.E.).
De plus, un centre médico-psychologique pour personnes adultes fonctionne en ville et dépend de la Direction de la Solidarité Départementale (D.S.D.) dont le siège départemental est fixé à Saintes.

### Enseignement
Dans le domaine de la scolarisation, Marennes est équipée de façon satisfaisante pour un chef-lieu de canton de son importance. La ville dépend de l'académie de Poitiers et de l'inspection académique de la Charente-Maritime dont une antenne est située à Bourcefranc-le-Chapus, ville de la banlieue de Marennes.

#### Les écoles publiques
La ville est équipée d'une école maternelle et d'une école élémentaire relevant toutes deux de l'enseignement public qui rassemblent près de 520 élèves.
L'école maternelle Les Tilleuls, sise au 1, rue Samuel-de-Champlain, non loin de la Médiathèque, accueillait 193 élèves à la rentrée scolaire 2005/2006.
Le Groupe scolaire Henri-Aubin est aménagé dans d'anciens et vastes bâtiments datant de 1880 qui ont été entièrement rénovés. Cette école élémentaire publique est située sur la rue Georges-Clemenceau, dans le centre-ville. À la rentrée 2010/2011, ce complexe scolaire a reçu 332 élèves répartis en 13 classes et enseignés par 15 professeurs des écoles.
Un poste RASED y est mis en place pour les enfants en difficulté qui sont encadrés par deux enseignants et une psychologue.

#### Le collège Jean-Hay
Le collège Jean-Hay est un établissement de l'enseignement secondaire public qui a été créé en 1975, puis a été modernisé en 2004 et 2005.
Il reçoit 502 élèves répartis en 35 classes et encadrés par un corps professoral composé de 40 enseignants et de 5 assistants d'éducation (année scolaire 2010/2011). Il possède son propre site internet. Cet établissement dispose d'un centre de documentation, d'un restaurant scolaire et d'une salle d'informatique, mais n'a pas d'internat.
Le secteur du collège public de Marennes s'étend à 6 communes sur 7 que compte le canton de Marennes, la commune du Gua appartenant au secteur du collège public de Saujon.
Les établissements scolaires, tous publics, de Marennes relèvent de la Circonscription académique de Bourcefranc-le-Chapus où se situent, entre autres, le Centre de documentation, les Conseillers pédagogiques, la médecine scolaire.
Les lycées les plus proches sont situés à Rochefort où sont dispensés les cycles de l'enseignement général et professionnel ou bien encore à Bourcefranc-le-Chapus qui dispose depuis 1989 d'un lycée maritime.

#### Le Lycée de la mer et du littoral de Bourcefranc
Bien qu'étant situé dans la ville voisine de Bourcefranc-le-Chapus, ce lycée fait partie intégrante de l'agglomération de Marennes et plus encore de la communauté de communes du Bassin de Marennes qui en est un partenaire financier de premier plan. Acteur important de la vie locale, ce lycée joue un rôle influent dans le milieu scolaire et associatif tout autant que dans le domaine économique et social dont les retombées sur Marennes sont multiples.
Créé en 1989 près du pont d'Oléron et relevant de la compétence de la région Poitou-Charentes, le Lycée de la Mer et du littoral qui est un établissement de l'enseignement public accueille 457 élèves à la rentrée 2010/2011 et est équipé d'un internat. C'est le plus important lycée de ce type en Charente-Maritime autant par ses effectifs que par le nombre d'enseignements qui y sont proposés, il succède en fait à l'ancien collège maritime de La Tremblade qui a fermé ses portes dans le courant des années 1970.
Il comprend deux structures d'enseignement, l'une en enseignement général et l'autre en enseignement technique.
L'enseignement général comprend quatre classes de seconde générale, une première ES, deux premières S, une première STG, une terminale S, une terminale ES et une terminale STG, une première et une terminale STAV.
En enseignement professionnel, le lycée totalise une seconde, une première et une terminale en culture marine.
Il possède trois classes en STS (enseignement technique supérieur) représentées par les formations au BTS en aquaculture, BTS 1 et BTS 2. Le lycée de la mer s'est enrichi d'une classe en Licence professionnelle aquaculture et gestion durable ouverte depuis la rentrée 2009/2010 et fonctionnant en étroite association avec l'Université de La Rochelle.
Ouvert largement sur le monde extérieur et surtout le monde professionnel du bassin ostréicole de Marennes-Oléron, ce lycée est équipé d'un CFFPA (centre de formation professionnelle continue pour les adultes).

#### Le Centre de formation continue de l'IRFREP
Une antenne de l'IRFREP (organisme de formation continue) est installée dans la Maison des Associations, laquelle se situe dans la rue Émile-Fradin.

## Culture
Marennes a su développer un secteur culturel remarquablement étoffé pour une ville de son importance. Outre les nombreuses associations qui animent la cité au nombre impressionnant de 70, des équipements structurant agrémentent la vie urbaine.

### Les équipements culturels

#### La Médiathèque
La Médiathèque de Marennes est certainement l’un des équipements les plus ambitieux qu’une petite ville de son importance puisse posséder.

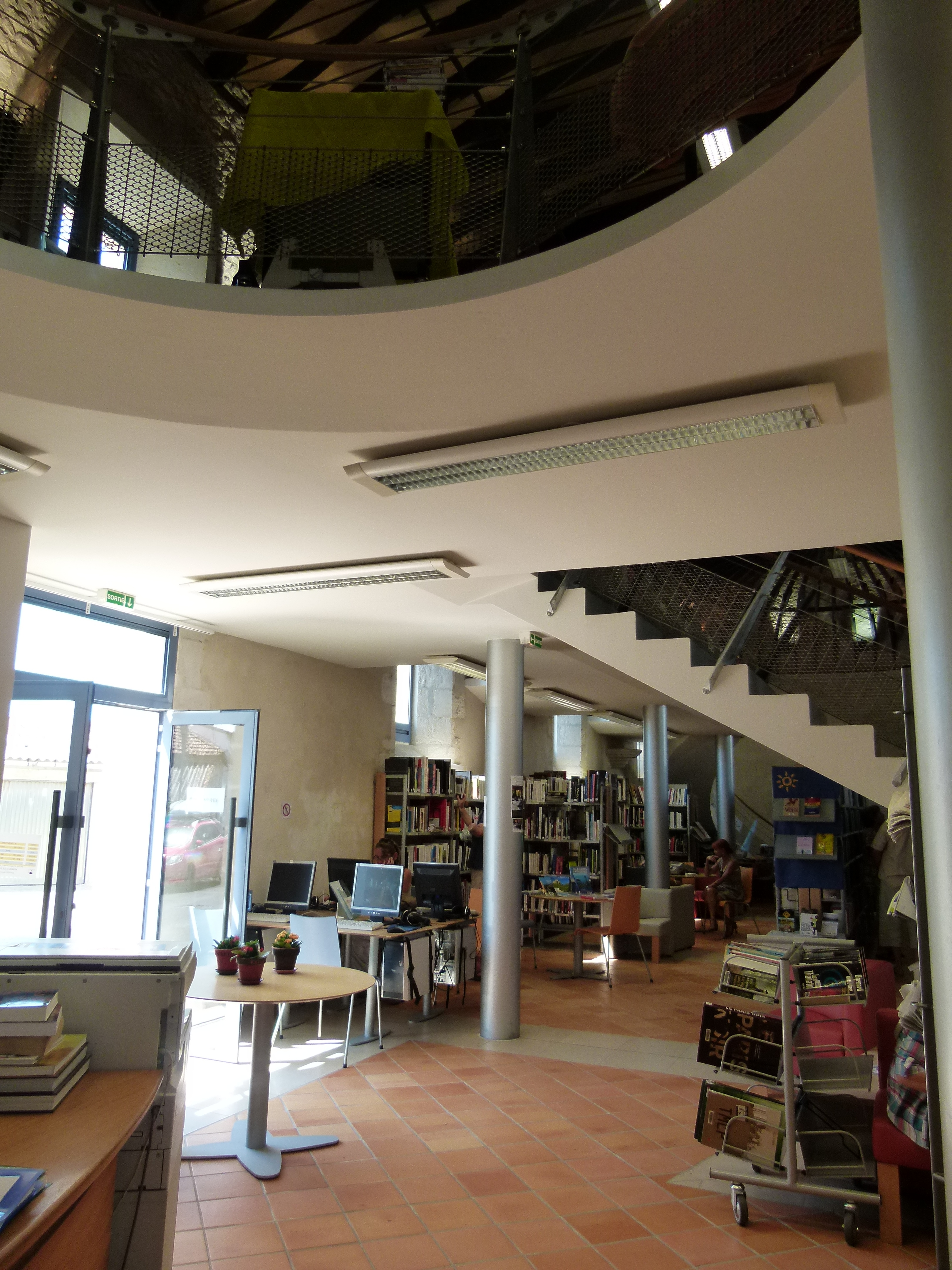
Intérieur de la médiathèque de Marennes.

Le bâtiment a été aménagé en plusieurs tranches en deux années dans l’ancienne chapelle du couvent des sœurs de la charité, ou couvent des Ursulines.
Elle possède un fonds livresque de 31 600 documents et accueille le public quatre jours par semaine. Dans ses différents locaux aménagés avec goût, elle offre différents services : des salles de prêt pour les adultes et pour la jeunesse, un espace réservé au multimédia avec accès à Internet ainsi qu’une salle réservée au fonds ancien Dubois Meynardie, riche de 4 000 livres et autres documents de valeur.

#### Le Centre municipal d'animations et de loisirs
Pour répondre à une demande de loisirs urbains sans cesse croissante, la ville possède depuis 1980 un centre municipal d’animation et de loisirs d’une capacité de 400 places et une autre salle polyvalente de 200 m2 où sont programmés régulièrement des concerts, des galas de danse, des conférences, des projections de documentaires et de reportages.
Le C.A.L. est également consacré à diverses activités artistiques (ateliers de peinture notamment) ou ludiques (clubs de scrabble et d'échecs), de même qu'au sport.

#### Le cinéma L'Estran

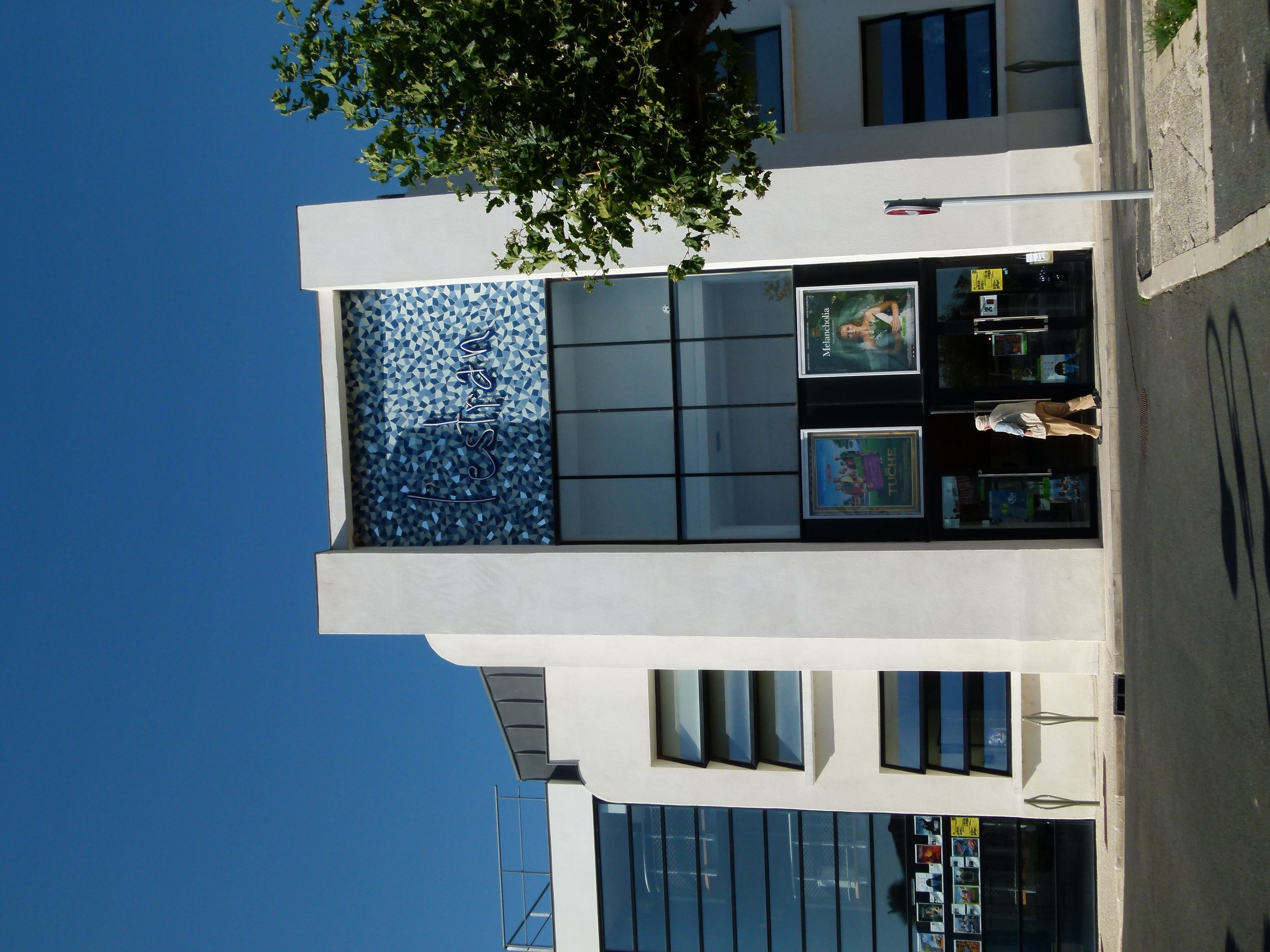
Le cinéma de Marennes, un bâtiment de 208 places à l'architecture avant-gardiste.

Marennes est équipée d’une salle de cinéma digne de ce nom en 2007 avec une capacité d'accueil de 208 places. Avant son inauguration, la ville était la seule agglomération de son importance à ne pas posséder de cinéma proprement dit.
Le nouveau bâtiment, à l’architecture résolument avant-gardiste, a ouvert ses portes à l’automne 2007 et connaît un succès grandissant autant pour la programmation que pour sa fréquentation.
Dénommé l'Estran, ce cinéma a été labellisé Art et Essai et a été récemment équipé du numérique et de la 3D.
Le cinéma est également convertible en scène de théâtre.

#### La galerie d'art
Une galerie d'art, créée par la municipalité de Marennes et située en centre-ville dans le secteur piéton, propose des expositions gratuites toute l'année.

#### L'école de musique
L'École de Musique du bassin de Marennes, héritière d'une école associative créée en 1989, est située au cœur de la ville au 84, rue Georges-Clemenceau et est directement gérée par la Communauté de communes du bassin de Marennes.
Le solfège pour la musique et le chant avec la formation de chorales y sont pratiqués. Les cours qui y sont dispensés concernent l'initiation au piano, à l'orgue, aux instruments à percussion (batterie) comme aux instruments à vent (trompette, saxophone, clarinette, flûte traversière, flûte à bec) et à corde (guitare, violon). Les enseignements instrumentaux sont assurés par des professeurs diplômés dont la majorité participent à des orchestres de musique classique comme Rocca fortis ou de musiques actuelles.
Au sujet des formations musicales, celles-ci vont de la classe d'éveil musical pour jeunes enfants, à la classe probatoire (solfège pour les enfants scolarisés en CP) et s'étendent à cinq niveaux de formation musicale.

#### Le théâtre de verdure

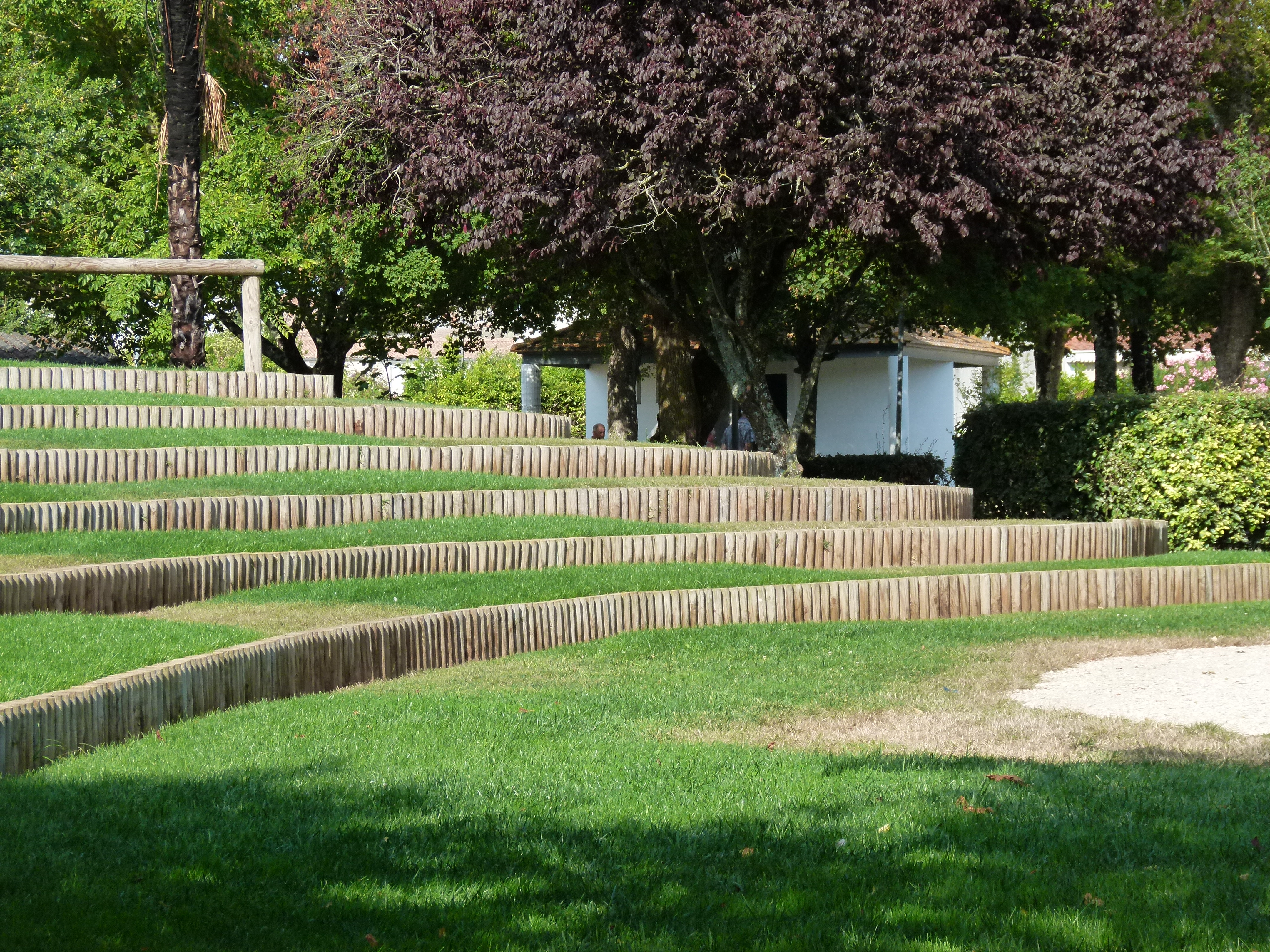
Le théâtre de verdure de Marennes.

Aménagé au printemps 2010 et inauguré au début de l'été de la même année, dans l'aile ouest du jardin public, ce nouvel équipement de plein air, construit en amphithéâtre avec gradins herbeux, est plutôt rare en Charente-Maritime. Il en existe un autre à Châtelaillon-Plage qui a été inauguré pour l'été 2012. Ce théâtre de verdure offre des prestations le plus souvent artistiques qui ont lieu pendant chaque saison estivale - en juillet et août - et qui accueille aussi bien des manifestations culturelles comme le théâtre que musicales comme les concerts aussi bien que des activités sportives.

### Les manifestations culturelles
Outre les activités culturelles fournies dans le cadre du CAL (Centre d'Arts et de Loisirs), le cinéma-théâtre de 208 places, la Cité de l'Huître et ses animations à thèmes renouvelées et les animations de quartiers, relayées par une riche vie associative, la ville organise deux manifestations phares qui y apportent un supplément d'animation.
En septembre 2010, Marennes a organisé son premier Festival international des cultures francophones qui eut lieu pendant quatre jours du 16 au 19 septembre. Les habitants de Caraquet, ville canadienne jumelée avec Marennes, furent conviés à son inauguration et y ont joué un rôle important.
Une manifestation culturelle a lieu tous les deux ans à Marennes, la Biennale des Arts Plastiques qui se tient habituellement pendant la deuxième quinzaine du mois de juillet. En 2010 eut lieu la 14e Biennale.

### Marennes dans la littérature et dans la chanson
- Marennes dans la poésie

André Mage de Fief Melin, un poète protestant du XVIe siècle, cite Marennes dans un de ses poèmes nommé Le Saulnier :
"(...)
En île d'Oléron, d'Arvert et de Marennes,
de Dieu viennent le sel et les salantes plaines
(...)"
Le poète, écrivain et chansonnier saintongeais Évariste Poitevin dit Goulebenéze, personnage illustre de la Charente-Maritime de la fin du XIXe siècle et du début du XXe siècle a également mentionné Marennes dans son ode dédiée à sa région Bonjour Saintonge. À propos de Marennes et de ses huîtres, il écrit :
(...)
C'est le pays béni où l'on sert les saucisses
Avec l'huître de "claire" arrosée de vin blanc,
Marennes réputées qui faites nos délices
Huîtres de La Tremblade, ou bien de Bourcefranc.
(...).
- Marennes dans la chanson

La célèbre chanson populaire À la pêche aux moules, actualisée par Jacques Martin, est en fait tirée d'une chanson qui parlait des garçons volages de Marennes et qui se nommait À la pêche des moules.
1 - A la pêche des moules,
Je n'veux plus y aller,
Maman,
 À la pêche des moules,
Je n'veux plus y aller,
Les garçons de Marennes,
M'ont pris mon panier,
Maman,
Les garçons de Marennes,
M'ont pris mon panier.
II - Les garçons sont volages,
Comme pluie et vent,
Maman,
Les filles sont fidèles,
Comm' l'or et l'argent,
Maman,
Les filles sont fidèles,
Comm' l'or et l'argent.
III - Ah! Quand ils vous tiennent,
Ces jolis enfants,
Maman,
Ils vous font tant de caresses,
Et de compliments,
Maman,
Ils vous font tant de caresses,
Et de compliments.
(J. Bujeaud, Chants et chansons populaires)

## Sports

### Les équipements sportifs
La ville est équipée d'un complexe sportif dans le secteur du collège, en bordure de la rocade de contournement nord, comprenant le stade Chasseloup-Laubat, une salle omnisports et cinq courts de tennis dont un couvert.
Un deuxième stade est implanté dans le sud de la ville, près du Chenal de la Cayenne, le stade André Métreau, ainsi qu'un ball-trap moderne. De nombreuses disciplines sportives sont donc représentées dans la commune : football, rugby à XV avec le R.C. Bassin, tennis, volley-ball, cyclisme, athlétisme, gymnastique ou encore basket-ball forment l'essentiel des clubs sportifs.
Les arts martiaux sont également présents à Marennes qui est équipée d'un dojo, ce dernier ayant été livré en 2010. Il existe ainsi plusieurs clubs de judo, kung-fu, taijiquan, taichindo et karaté.
La ville a fait aménager dans le jardin public un boulodrome tandis que le club de tir a été établi près de l'aéro-club sur la route de Rochefort.
Une piscine intercommunale est située dans le secteur de la base nautique, partagée avec la ville voisine de Bourcefranc-le-Chapus. Elle a fait l'objet d'une restauration complète et rouvre en 2012.
Un centre nautique complète les infrastructures sportives de la ville. Ce centre intercommunal est également équipé d'une école de voile et d'un club de régates en association avec la ville voisine de Bourcefranc-le-Chapus.
Enfin, la ville est équipée d'un centre équestre tout récemment mis en place, ayant ouvert ses portes à l'automne 2011. Il est implanté dans le quartier de Bonsonge, au sud-est de la ville, et est bien situé pour permettre l'initiation à l'équitation pour enfants comme pour adultes aussi bien que des randonnées équestres.
Face à la demande croissante des usagers, de nouveaux équipements sportifs sont projetés avec l'ouverture d'un stade d'athlétisme et d'un nouveau dojo qui seront implantés dans le Fief de Feusse et devraient être ouverts au public en 2013.

### Les manifestations sportives

#### Marennes, ville d'étape sur le Tour de France en 1997
Marennes fut la ville d'arrivée de la 6e étape du Tour de France 1997 et la ville de départ de la 7e étape le lendemain. Cette 6e étape qui démarra au Blanc a été très mouvementée avec la chute de Mario Cipollini justifiant son abandon le lendemain et la chute du russe Evgueni Berzin qui s'était cassé la clavicule à quelques kilomètres de l'arrivée. Le sprint pour la victoire a vu le déclassement du vainqueur Erik Zabel au profit de Jeroen Blijlevens devant Djamolidine Abdoujaparov second mais exclu le jour même pour un contrôle antidopage positif subi quelques jours auparavant. Lors du même sprint, Tom Steels est lui aussi exclu pour avoir jeté un bidon sur Frédéric Moncassin.

## Vie urbaine

### Cultes
Marennes dispose de deux lieux de culte, l'un de tradition catholique, l'autre de confession réformée protestante.
Le culte protestant est célébré à l'Église Protestante Unie, certains dimanches à 10 heures 30, en alternance avec d'autres temples du secteur paroissial (Arvert, Chaillevette, Étaules, La Tremblade, L'Éguille, Mornac, Nieulle sur Seudre, St Pierre d'Oléron) .

#### Le culte catholique
Le culte catholique est assuré régulièrement par des messes chaque dimanche en l'église Saint-Pierre, à 10 heures 30.
Cette église paroissiale qui dispose d'une vaste nef centrale est flanquée d'un clocher-porche qui domine toute la ville et est en même temps le plus élevé de tout le département de la Charente-Maritime.

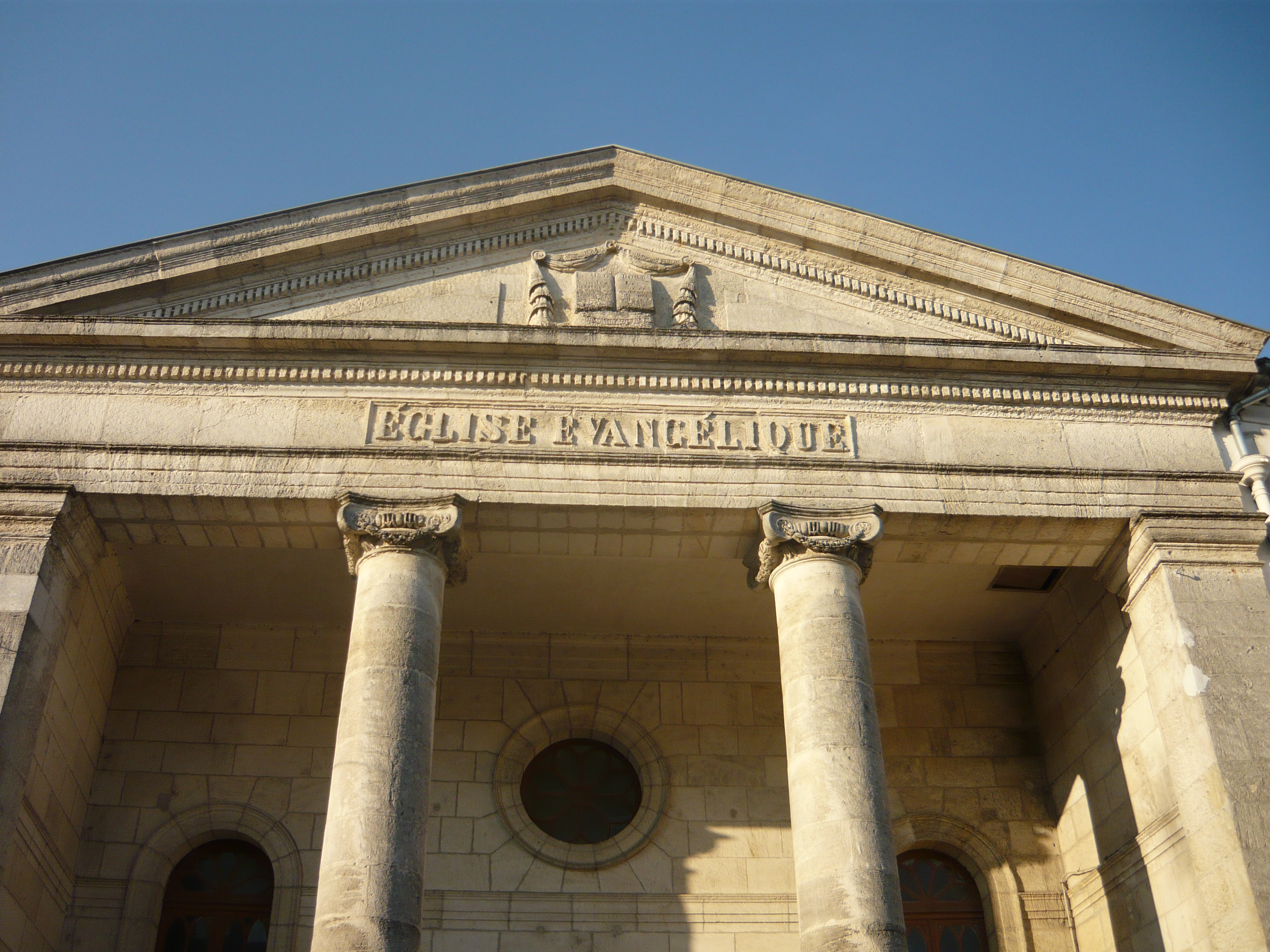
Le Temple protestant de Marennes rappelle la longue appartenance de cette ville au culte réformé.

#### Le culte réformé protestant
Le culte protestant est célébré au temple de l'église réformée, situé rue de la République, au cœur de la ville, également à 10 heures 30.
En décembre 2010, a été célébré le bicentenaire de la création de cet édifice cultuel dont les fondations sont celles d'un ancien couvent. Il fait partie des plus anciens temples protestants de Charente-Maritime à avoir été reconstruits après l'Édit de Tolérance et fut inauguré en décembre 1810 pendant le règne de Napoléon Ier.

### Foires et marchés
Le marché hebdomadaire se tient traditionnellement sous les halles couvertes chaque matin les mardi, jeudi et samedi (8h00 à 13H00)
Tous les samedis de l'été, l'association des commerçants " MARENNES COMMERCES " organise de nombreuses animations.(groupes de musique et dégustation des produits locaux en juillet et en août)

### Médias
La presse régionale est représentée par le quotidien régional Sud-Ouest dont les actualités couvrent la ville depuis l'agence de presse de Rochefort.
Mais Marennes est l'une des cinq petites villes du département à posséder son propre journal hebdomadaire, Le Littoral de la Charente-Maritime. La diffusion de ce très ancien journal, dont la première parution eut lieu en 1885 au temps où l'hebdomadaire se dénommait Le Journal de Marennes, est tirée à 8 500 exemplaires et couvre tout le sud-ouest de la Charente-Maritime de Royan à Rochefort et l'île d'Oléron, et étend même ses informations jusqu'à Saujon et Saintes ainsi qu'à Châtelaillon-Plage.

### Vie maritime
La ville de Marennes est le siège de l'un des trois quartiers maritimes du département, avec ceux de La Rochelle et de l'île d'Oléron. Le code de Marennes est MN, selon la liste des quartiers maritimes de France.

## Personnalités liées à la ville

### Personnalités duXVIesiècle
- Charles de Clermont dit La Fontaine (orthographié également Lafontaine) fut le premier pasteur réformé de Marennes où il s'installa en 1558[131]. Auparavant, il fut pasteur à La Rochelle, puis à Saintes en 1557, succédant à Philibert Hamelin qui fut un pasteur formé à Genève et surnommé l'apôtre de la Saintonge, et eut comme disciple renommé Bernard Palissy[132].
- Bernard Palissy visita de nombreuses fois Marennes - une rue de la ville lui est d'ailleurs dédiée - et y décrivit la ville et ses environs dans ses Œuvres Complètes. Il eut un contact très étroit avec l'imprimeur Barthélémy Berton qui publia son célèbre Recepte Véritable[133].
- Barthélémy Berton, imprimeur protestant installé à Marennes dès 1557. Il introduit la première imprimerie en Saintonge avant de se délocaliser à La Rochelle en mai 1563. Dans toutes ses publications, il y inscrivit la devise calviniste « povreté empesche les bons esprits de parvenir »[133].
- Le roi Charles IX, la reine-mère Catherine Médicis et le duc d'Anjou, futur roi Henri III, séjournèrent à Marennes du 3 au 7 septembre 1565 lors du Tour royal de France.

### Personnalités duXVIIesiècle
- Visite du roi Louis XIV et du cardinal de Mazarin le 30 juin 1660.
- Fénelon séjourna plusieurs mois à Marennes en 1685.

### Personnalités duXVIIIesiècle
- Michel Joseph Froger de l'Eguille : Né à Marennes en 1702, officier de marine, il vainc plusieurs corsaires et se distingue lors de la Guerre de Sept ans. Il devient lieutenant général des armées navales.
- François Fresneau de La Gataudière : Natif de Marennes en 1703, il devint ingénieur botaniste du roi et découvrit en Guyane les propriétés de l'hévéa, connu comme l'arbre à caoutchouc. Ce qui lui valut le surnom de Père du caoutchouc. Ses descendants possèdent le château de la Gataudière. Il est aussi celui qui est parmi les tout premiers à avoir introduit la pomme de terre en Saintonge.
- Jean-Jacques Bréard-Duplessis, maire de Marennes, il fut aussi député de la Charente-Inférieure et membre du très redouté Comité de salut public.

### Personnalités duXIXesiècle
- Jean Jacques Étienne Lucas (1764-1819) : natif de Marennes, il  devint capitaine de vaisseau et s'illustra lors de la célèbre bataille navale de Trafalgar où il mit fin à la carrière de l'amiral Nelson[134].
- Jacques-Philippe Senné, (1769-1848), homme politique, député du 5e collège collège de la Charente-Inférieure.
- Charles-Esprit Le Terme (1787-1849) : sous-préfet de Marennes de 1818 à 1837, il fut à l'origine de grands projets d'assainissement des marais et d'urbanisme de la ville[135].
- Prosper de Chasseloup-Laubat : il fut un homme politique important sous le Second Empire, exerçant les fonctions de conseiller d’État, président du Conseil Général de la Charente-Inférieure de député du département. Il fut également quatre fois ministre de la Marine et des Colonies. Il est considéré comme l'un des artisans de l'annexion de la Cochinchine à l'empire français.
- Jacques Dubois-Meynardie (1797-1880) : philanthrope, propriétaire foncier et docteur en médecine, légua sa fortune à la municipalité à sa mort en 1880, exigeant en retour que celle-ci organise l'aide aux personnes démunies. Sa donation permit l'édification de l'hôpital qui porte aujourd'hui son nom. Il légua à la bibliothèque de Marennes un fonds livresque de 4 000 ouvrages[136].
- Antoine Gaudin, né le 14 juin 1816 à Marennes (Charente-Inférieure) et mort le 30 avril 1873 à Saint-Georges (Charente), avocat, journaliste et homme politique.
- Antoine Bourricaud (1819-1887). Natif de la commune d'Yves et professeur à Saintes, il est l'auteur d'une monographie sur « Marennes et son arrondissement » qui demeure encore aujourd'hui « la » référence historique pour la commune[137]. .
- André Lételié (1825-1891). Directeur d'une usine de produits chimiques à Marennes, il a également beaucoup contribué à la publication de nombreux articles dans le Journal de Marennes et est l'auteur d'une monographie « Ronce-les-Bains, Marennes et la Côte saintongeaise » parue en 1890[138].
- Aimé Olivier de Sanderval (1840-1919), industriel et aventurier dit le Roi de Kahel, fut maire de Marennes.
- Henri Jules Jean Geoffroy, artiste peintre né dans la ville le 1er mars 1853 et décédé à Paris en 1924.
- Gaston de Chasseloup-Laubat (1867-1903), natif de Marennes, pilote automobile, fondateur de l'Automobile Club de France[139].

### Personnalités duXXesiècle
- William Bertrand (1881-1961) : Natif de Marennes, il devint deux fois député de la Charente-Inférieure, sénateur de la Charente-Maritime (1939-1945) et sous-secrétaire d’État à l'Intérieur[140].
- marquis François de Chasseloup-Laubat (1904-1968) : Natif de Marennes, au Château de la Gataudière. Il s'illustra lors de la première expédition Frison-Roche au Hoggar par la découverte des fameuses peintures rupestres. Brillant érudit, il fut membre fondateur de l'Académie de Saintonge[141].
- Jean Hay : Ancien maire de la commune, mort en déportation à Ebensee (commando de Mauthausen) le 23 avril 1945. Le nom du collège de la ville lui est attaché, ainsi que celui d'une rue de Marennes[142].

### Personnalité contemporaine duXXeetXXIesiècles
- Hortense Dufour, romancière, née à Marennes en 1946. Elle a en particulier écrit le roman Le Bouchot publié aux Éditions Grasset en 1982, obtenant le Prix du Livre Inter, et la Fille du saulnier, publié également chez Grasset, deux romans dans lesquels elle évoque ses souvenirs de jeunesse.

## Héraldique
| Blason | Blasonnement : D'azur à la galère d'argent voguant sur des ondes du même mouvant de la pointe, adextrée en chef d'une étoile aussi d'argent. |

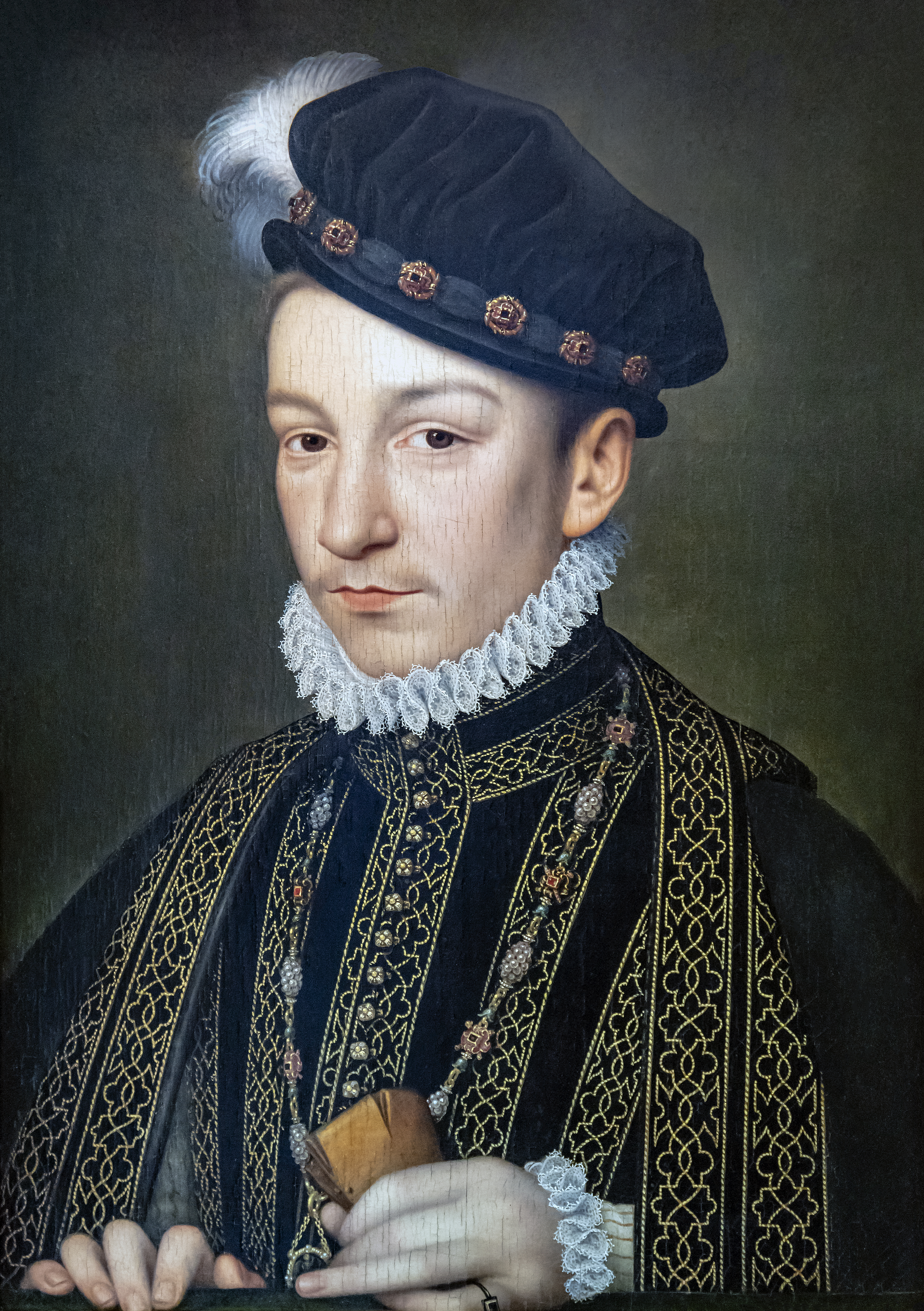
Le roi Charles IX séjourna pendant trois jours à Marennes en septembre 1565 lors du Tour royal de France.
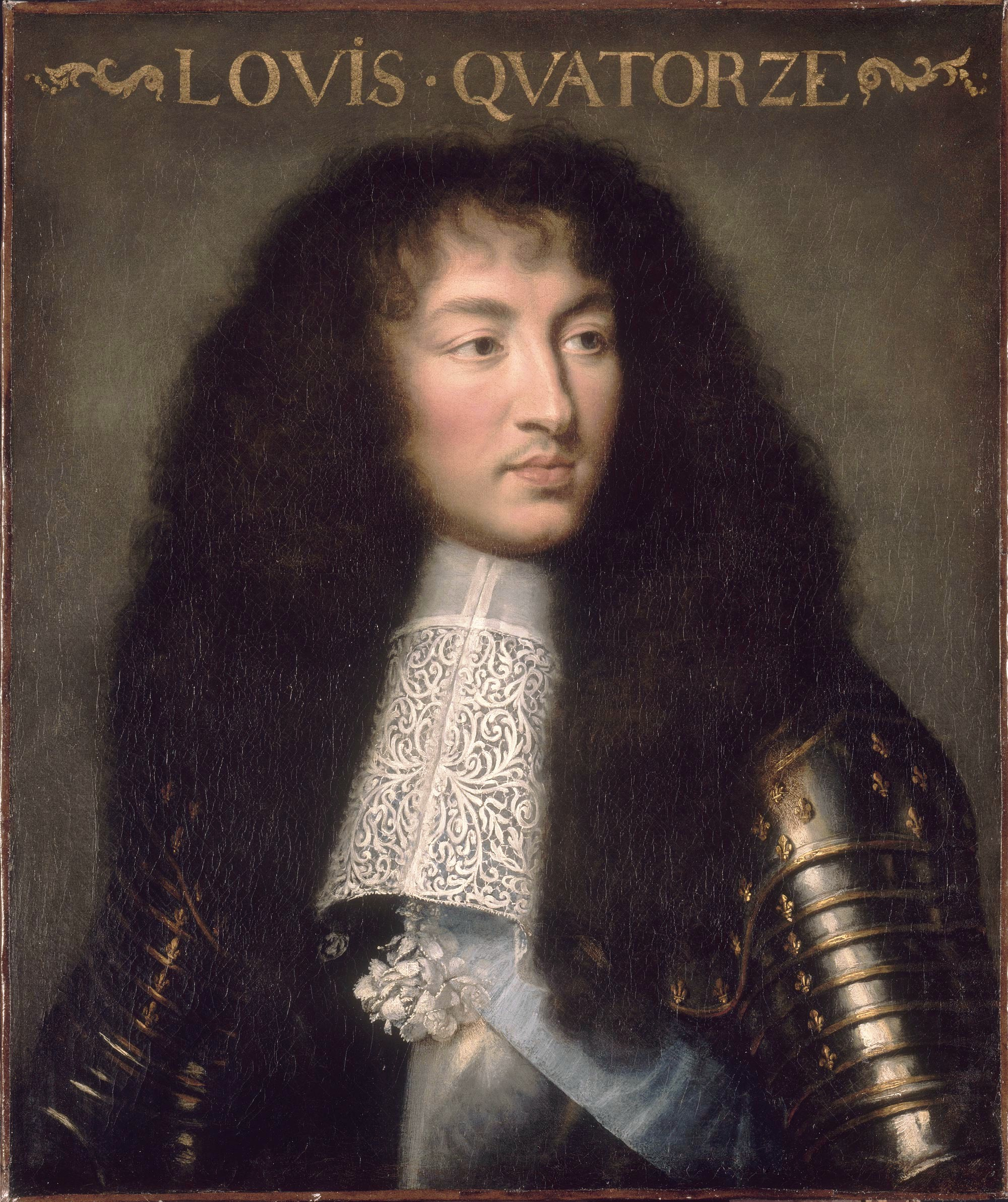
Le roi Louis XIV n'avait que 22 ans quand il visita Marennes le 30 juin 1660.
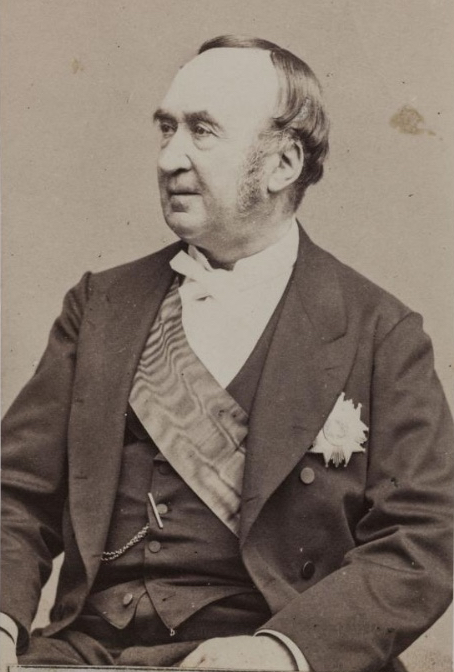
Prosper Chasseloup-Laubat fut député de l'arrondissement de Marennes et un grand homme d'État. Sa statue trône au milieu d'une belle place arborée au cœur de Marennes.